# Historia moderna de España

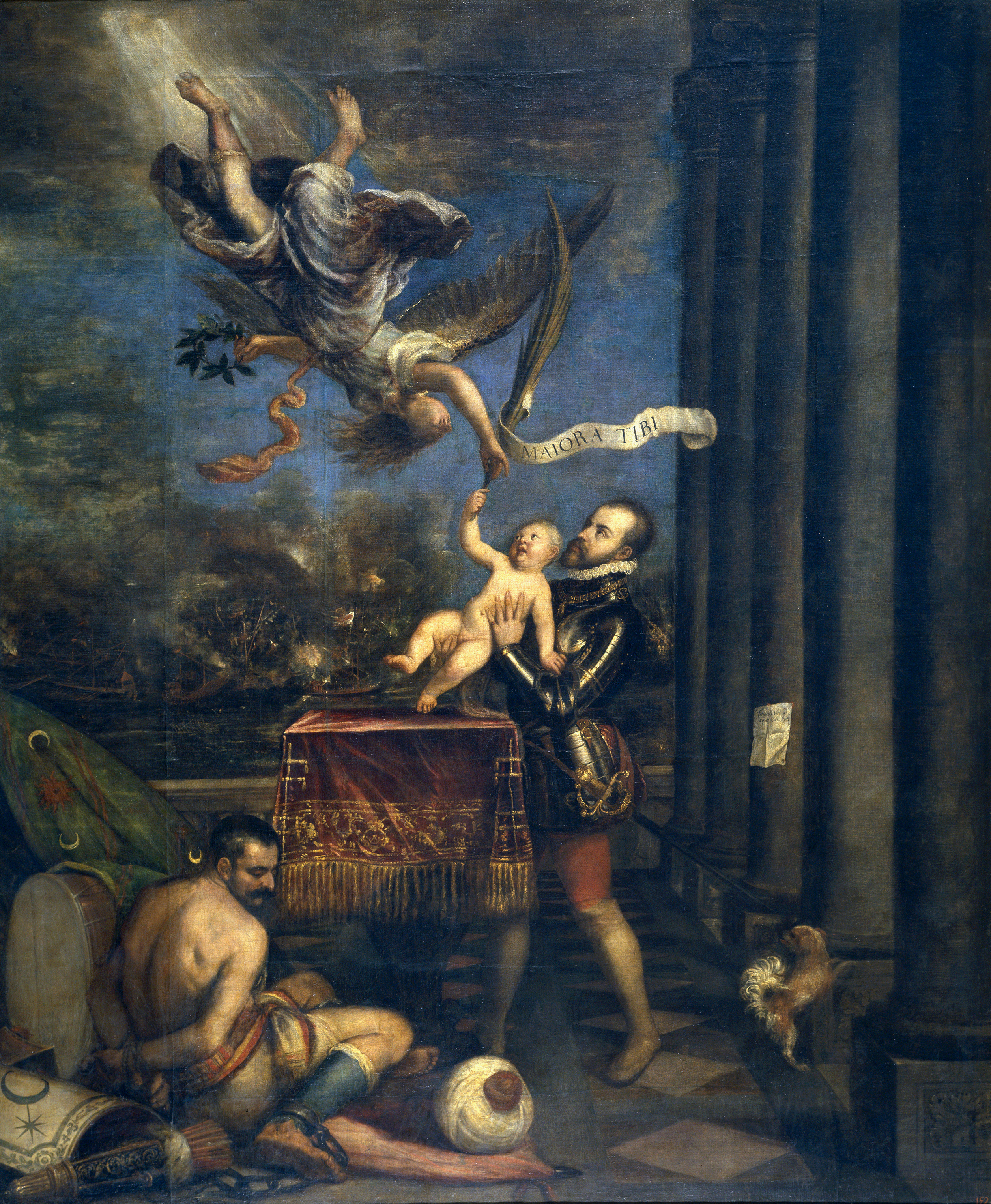
Felipe II, tras la victoria de Lepanto, ofrece al príncipe Fernando al cielo, Tiziano, 1572-1575.

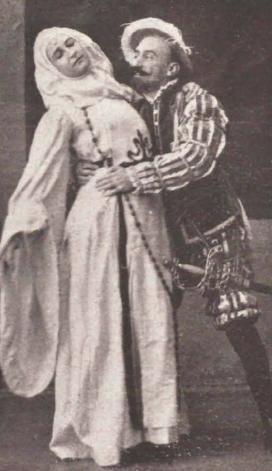
Representación de la escena de seducción de Doña Inés por Don Juan

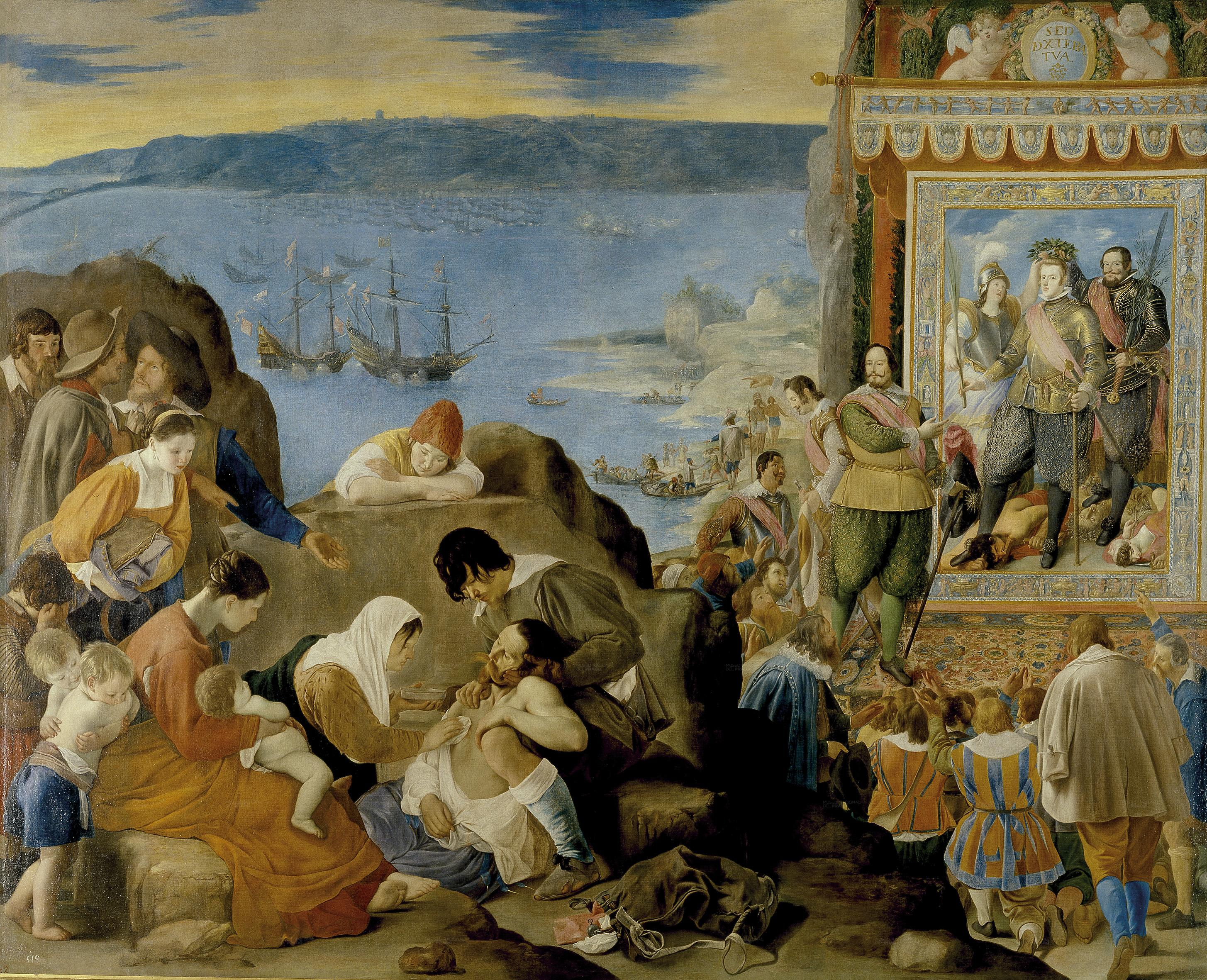
Recuperación de Bahía de Todos los Santos, de Juan Bautista Mayno, 1634-1635. Una forma poco usual, incluso para el contradictorio Barroco, de reflejar las consecuencias negativas de la guerra en plena celebración de una victoria de las armas españolas (la "jornada del Brasil" de mayo de 1625).

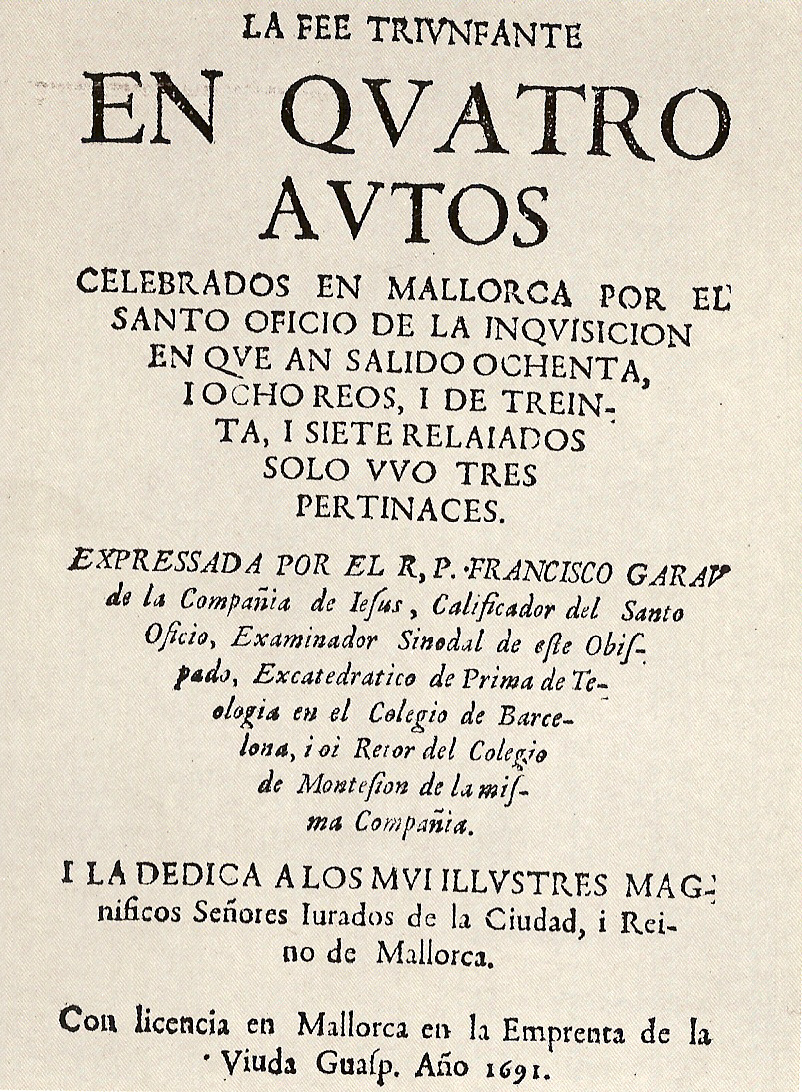
La fee triunfante, 1691, testimonio de la persecución inquisitorial contra los chuetas mallorquines, mantenida como discriminación social incluso después del fin del Antiguo Régimen.

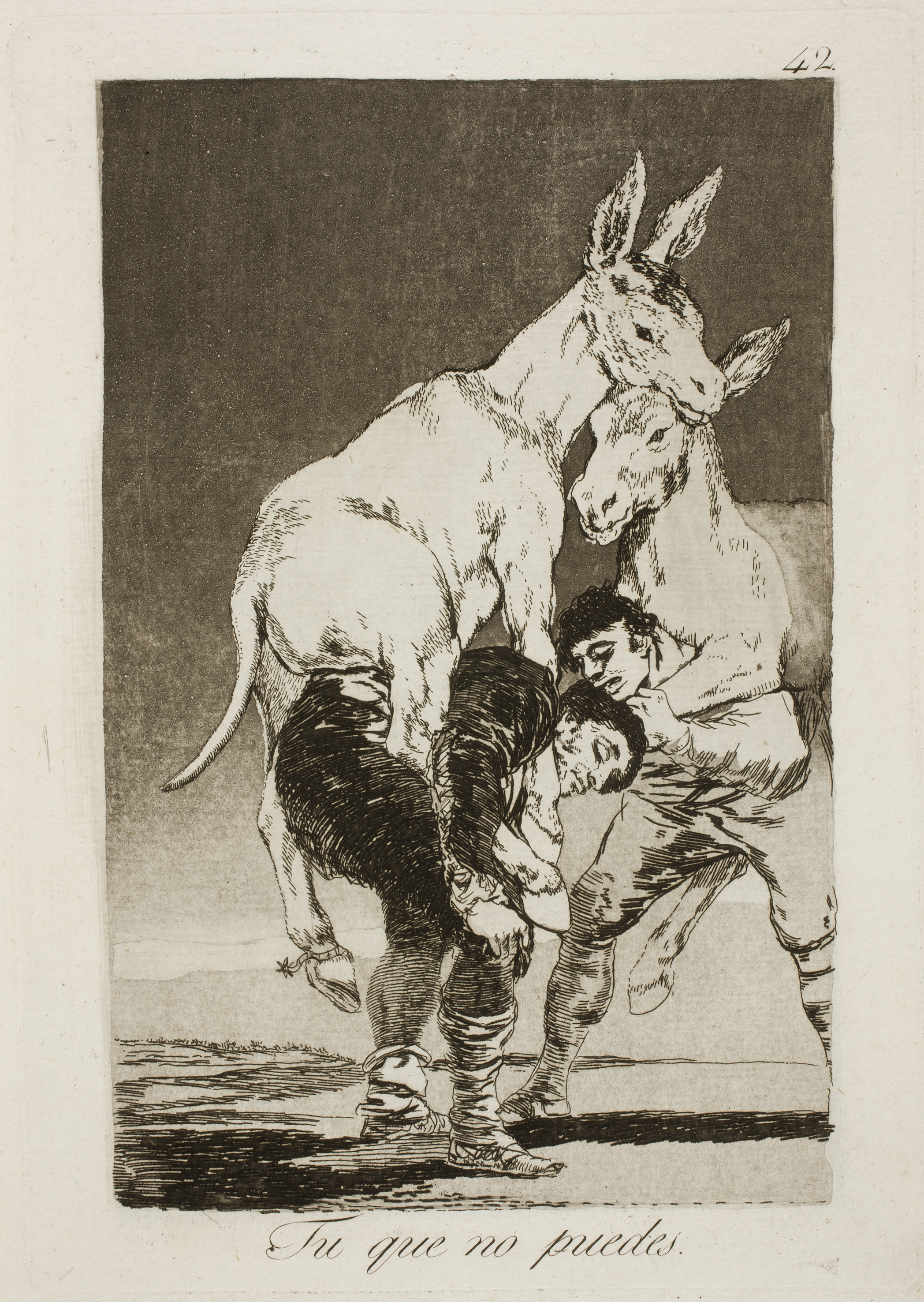
Tú que no puedes, el n.º 42 de los Caprichos de Goya, 1799. Al igual que en otros grabados de la misma serie (números 37 al 41, que ridiculizan a la nobleza hereditaria o al clero antiilustrado), los burros representan a los anquilosados estamentos privilegiados, opuestos a toda modernización. Las clases laboriosas cargan con su peso en una ridícula inversión de funciones.

Historia moderna de España es la disciplina historiográfica y el periodo histórico de la historia de España que corresponde a la Edad Moderna en la historia universal.
Como hito inicial suele considerarse el descubrimiento de América, hecho histórico de excepcional dimensión que coincidió en el annus mirabilis de 1492 con otros hechos destacadísimos de valor más local: la guerra de Granada (final de la Reconquista, denominación cuestionada pero que engloba el proceso de larga duración que marcó la mayor parte de la historia medieval de España), la expulsión de los judíos de España (consecuente con el máximo religioso que marcará la vida política y social española de la Edad Moderna) o la publicación de la Gramática castellana de Nebrija (muestra de la extraordinaria pujanza que comenzaba a tener la cultura española y que se confirmó en los Siglos de Oro posteriores).
Como hito final suele considerarse el inicio de la guerra de la Independencia (1808), que dio comienzo a la Edad Contemporánea en España.

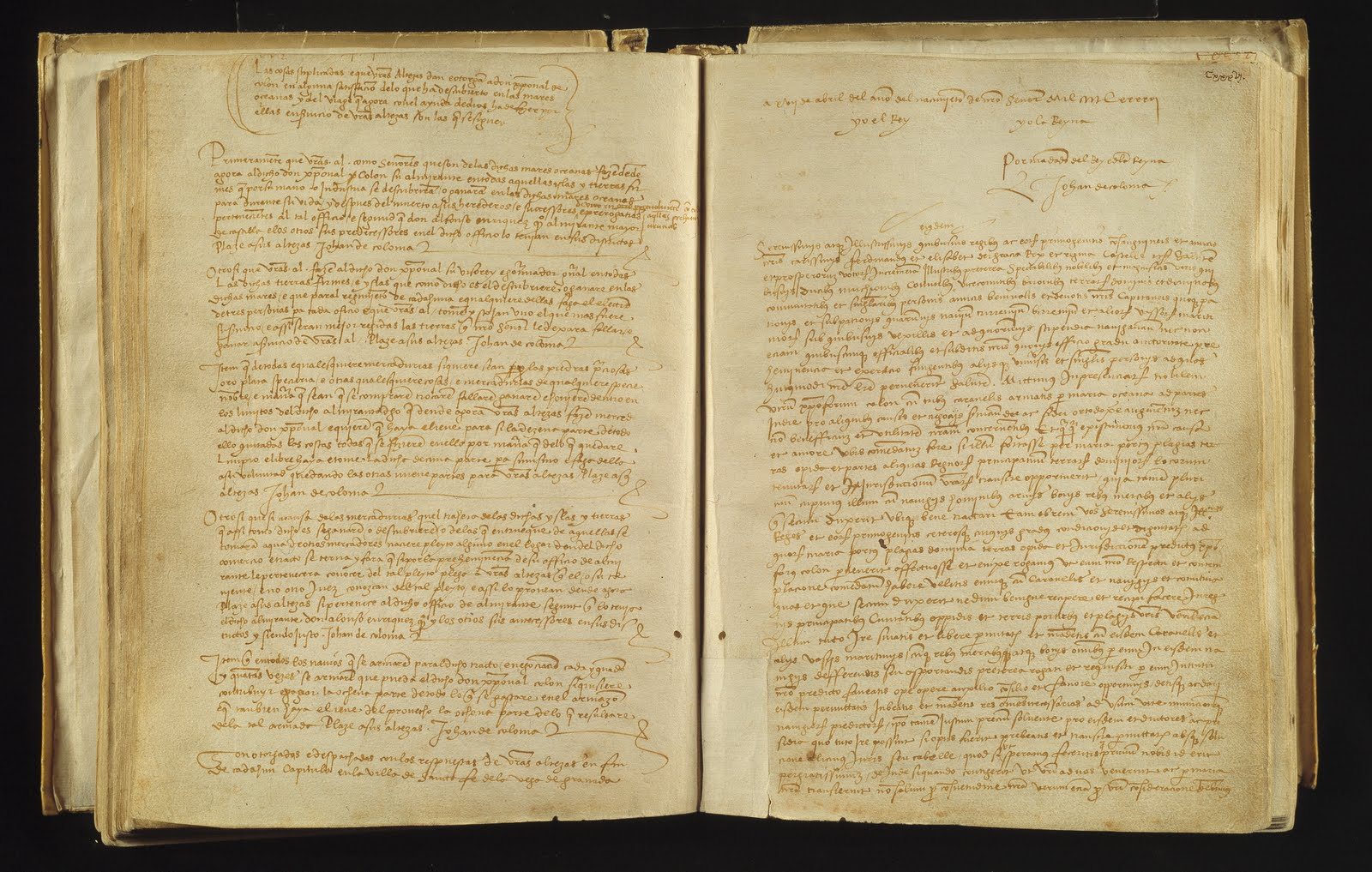
Capitulaciones de Santa Fe, 1492.
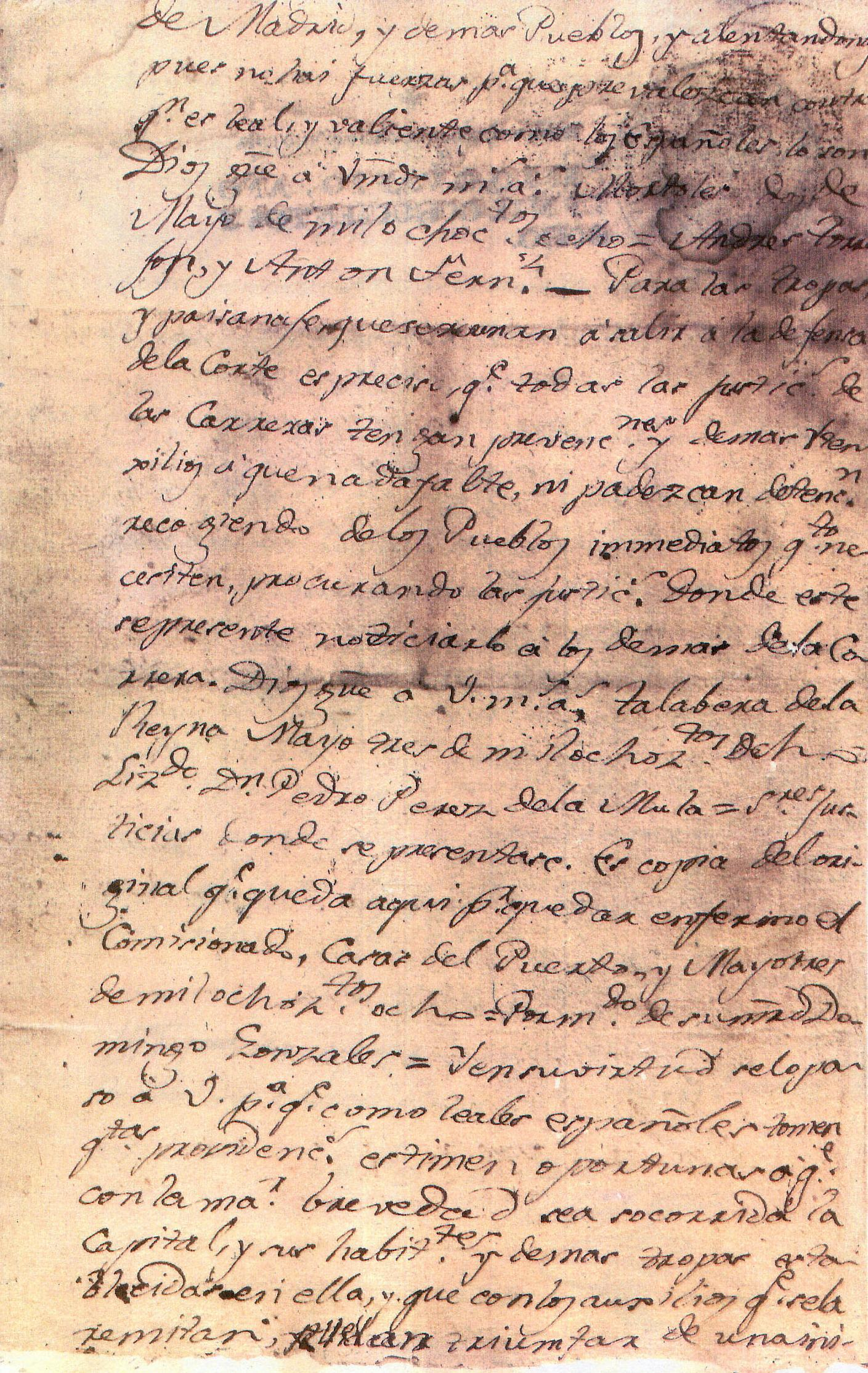
Bando de los alcaldes de Móstoles, 1808.

Falai de castelhanos e portugueses, porque espanhóis somos todos.
Carta de Juan II de Portugal a los Reyes Católicos, apócrifamente atribuida a Luis de Camoens.

El espacio geográfico con el que se identifica el concepto de España en la Edad Moderna es en sí mismo objeto de cuestión: únicamente entre 1580 y 1640 se mantuvieron bajo el mismo rey los distintos reinos de la península ibérica (fuera de ese periodo, el reino de Portugal tuvo una trayectoria independiente, como una de las principales potencias mundiales -de hecho, como el primer Estado-nación de Europa occidental-, mientras que el reino de Navarra se mantuvo tras su incorporación en 1512); pero en las relaciones internacionales, el uso de las expresiones "España", "rey de España" y "reino de España" se hizo común, usándose también lo mientras que en la titulación documental se utilizó la "lista larga", enumerativa de todos los títulos de soberanía.

Don Carlos [o Don Felipe, según tocara] por la gracia de Dios rey de Castilla, de León, de Aragón, de las dos Sicilias, de Jerusalén, de Portugal, de Navarra, de Granada, de Toledo, de Valencia, de Galicia, de Mallorca, de Sevilla, de Cerdeña, de Córdoba, de Córcega, de Murcia, de Jaén, de los Algarves, de Algeciras, de Gibraltar, de las Islas de Canaria, de las Indias Orientales, y Occidentales, Islas, y Tierra-firme, del Mar Océano, archiduque de Austria, duque de Borgoña, de Brabante, y Milán, Conde de Hasburg, de Flandes, de Tirol, de Barcelona, Señor de Vizcaya, y de Molina &c.

El trazado definitivo de las fronteras peninsulares no se produjo hasta el tratado de los Pirineos (con Francia, 7 de noviembre de 1659) y el tratado de Badajoz (con Portugal, 6 de junio de 1801); permaneciendo hasta la actualidad, con lo que pueden considerarse como las más antiguas del mundo (todas las demás han sido alteradas de un modo u otro por guerras más recientes o procesos de colonización y descolonización).
Los reinos hispano-cristianos medievales culminaron la Reconquista del espacio peninsular en 1492, e incluso antes habían iniciado su expansión por el Mediterráneo y el Atlántico. La conquista y colonización de América y de amplios espacios en otros continentes significó una proyección global de esa expansión. El periodo de hegemonía española en Europa suele situarse entre las batallas de Pavía (24 de febrero de 1525) y de Rocroi (16 de mayo de 1643), aunque tanto antes como después España fue una de las principales potencias.
La indefinición de los conceptos de Estado, nación e intereses nacionales durante el Antiguo Régimen en España hizo que los intereses más tenidos en cuenta fueran los dinásticos (sucesivamente de la Casa de Trastamara, la Casa de Austria y la Casa de Borbón), los particularismos estamentales y forales, y sobre todo la imposición de una axfisiante y homogeneizadora superestructura ideológica étnico-religiosa (concepto de cristiano viejo frente al de cristiano nuevo, expulsión de judíos -1492- y moriscos -1609-, represión de los gitanos, persecución del protestantismo y cualquier otra desviación de una cerrada ortodoxia "más papista que el Papa", predominio de las instituciones clericales -y particularmente de la Inquisición española- sobre toda la sociedad).
La evolución de la población española y la dinámica socioeconómica respondieron a ciclos seculares (expansivo en el XVI, recesivo en el XVII y nuevamente expansivo en el XVIII que fueron haciendo evolucionar la disparidad de intereses entre agricultores y ganaderos, artesanos y mercaderes, alta y baja nobleza. La vinculación de la propiedad (mayorazgo, bienes de la Iglesia, bienes comunales), la exención fiscal de los privilegiados y la incompatibilidad de la nobleza con el trabajo conformaron una rígida estructura social, refractaria a la transición del feudalismo al capitalismo y de continuidad garantizada por la fortaleza de las instituciones del Antiguo Régimen, que ni siquiera los planteamientos reformistas ilustrados consiguieron subvertir (proyectos de única contribución, de libertad de comercio, de reforma agraria, de desamortización, de honra legal a los "oficios viles y mecánicos", etc.)
En cuanto al arte y la cultura se considera como Siglos de Oro al XVI y el XVII, mientras que la Ilustración española del siglo XVIII se consideró a sí misma con un fuerte complejo de inferioridad.

## Monarquía Católica y Monarquía Hispánica
Isabel I de Castilla y Fernando II de Aragón se casaron en 1469 en difíciles circunstancias: ambos eran herederos a sus tronos, aunque con diversas dificultades (Isabel no fue reina de Castilla hasta 1476 y Fernando no lo fue de Aragón hasta 1479). Que esa unión matrimonial personal terminara dando como resultado una única monarquía (denominada "Católica" desde la concesión del título papal en 1496) no se realizó de hecho hasta la muerte de Fernando en 1516 (la muerte de Isabel, en 1504, permitió a Fernando casarse con Germana de Foix con la explícita intención de tener un heredero varón que, de haber existido, hubiera sido rey de Aragón y no de Castilla). La muerte de Felipe el Hermoso y la incapacitación de Juana la Loca posibilitaron a Fernando, como padre, ejercer la regencia castellana. A la muerte de este, una breve regencia del Cardenal Cisneros precedió al reinado del nieto de los Reyes Católicos, Carlos de Gante (Carlos I de España —con ese ordinal en Aragón y Castilla, pero no en Navarra, donde debiera llevar el IV o el V— y V de Alemania —donde fue elegido Emperador—), quien, a sus innumerables títulos (acumulados por una complicada combinación de fortuitas circunstancias sucesorias imposibles de prever), no sumó de forma indubitada los títulos españoles hasta la muerte de su madre (que nunca abdicó) el 12 de abril de 1555, pocos meses antes de abdicar él mismo (las abdicaciones de Bruselas, 25 de octubre de 1555 - enero de 1556), en las que dejó a su hijo Felipe II como rey en los reinos hispánicos -incluyendo el Imperio ultramarino-, los territorios italianos y Flandes, y a su hermano Fernando I como archiduque de Austria y Emperador de Alemania (estableciendo las dos ramas de la Casa de Habsburgo que mantuvieron una estrecha alianza hasta 1700). La historiografía suele utilizar la expresión "Monarquía Hispánica" (de forma intercambiable con la de "Monarquía Católica" y con "España") para el vasto conjunto territorial conformado por las posesiones de "Su Católica Majestad" y la entidad política creada en su torno (cuya calificación como "Estado" es objeto de debate).
La unión en la persona de un rey (o de una pareja real —los Católicos gobernaban indistintamente, y aunque el lema «Tanto Monta» no se refería a ello, ha pasado a ser un tópico referirse con él a tal fórmula—) de un conjunto de coronas y de reinos no implicaba la unificación territorial. Cada territorio mantuvo sus leyes y costumbres, sus lenguas e instituciones; y tanto política como económica y socialmente estaban claramente diferenciados.

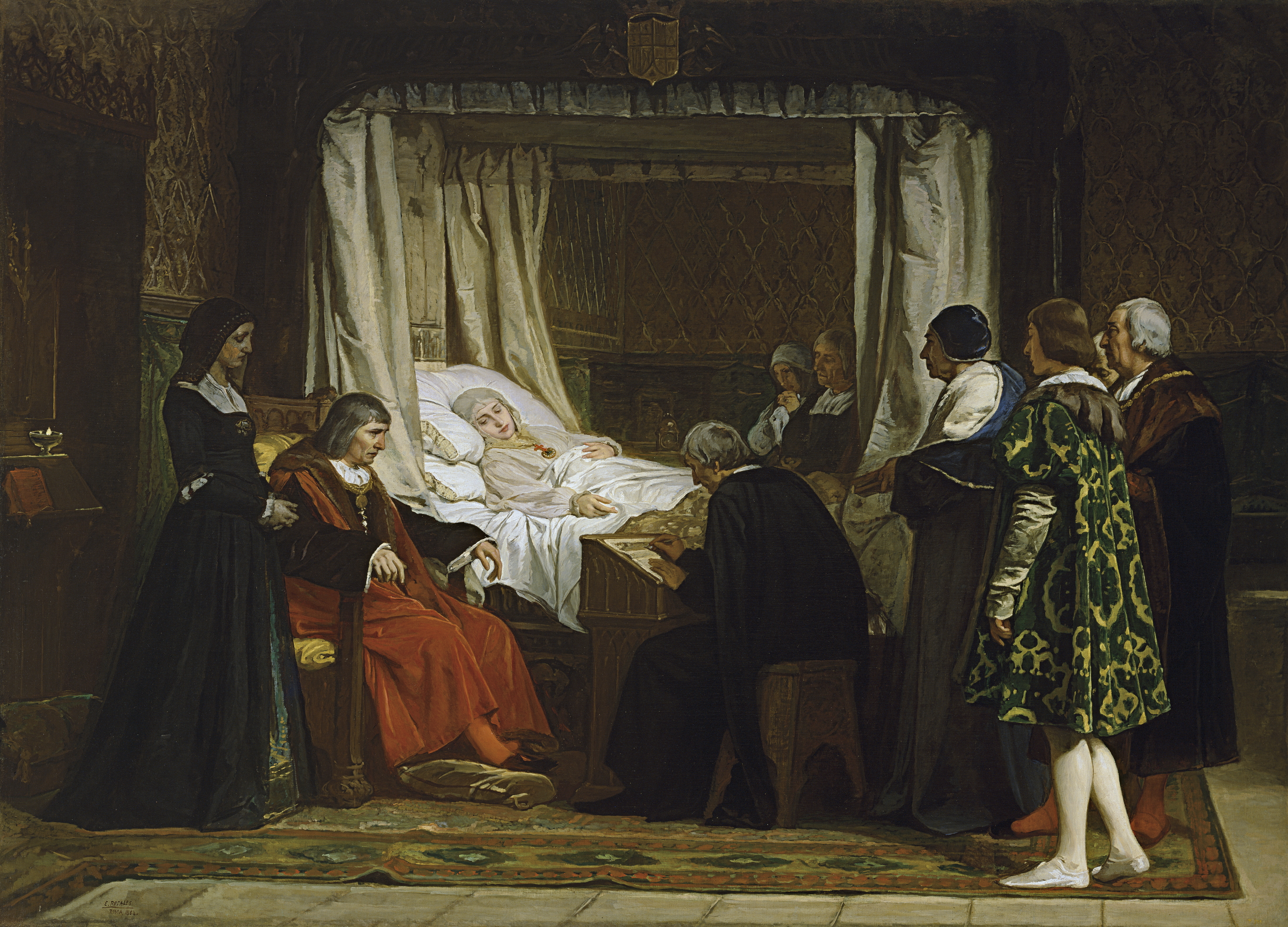
Doña Isabel la Católica dictando su testamento, pintura de historia de Eduardo Rosales, 1864.

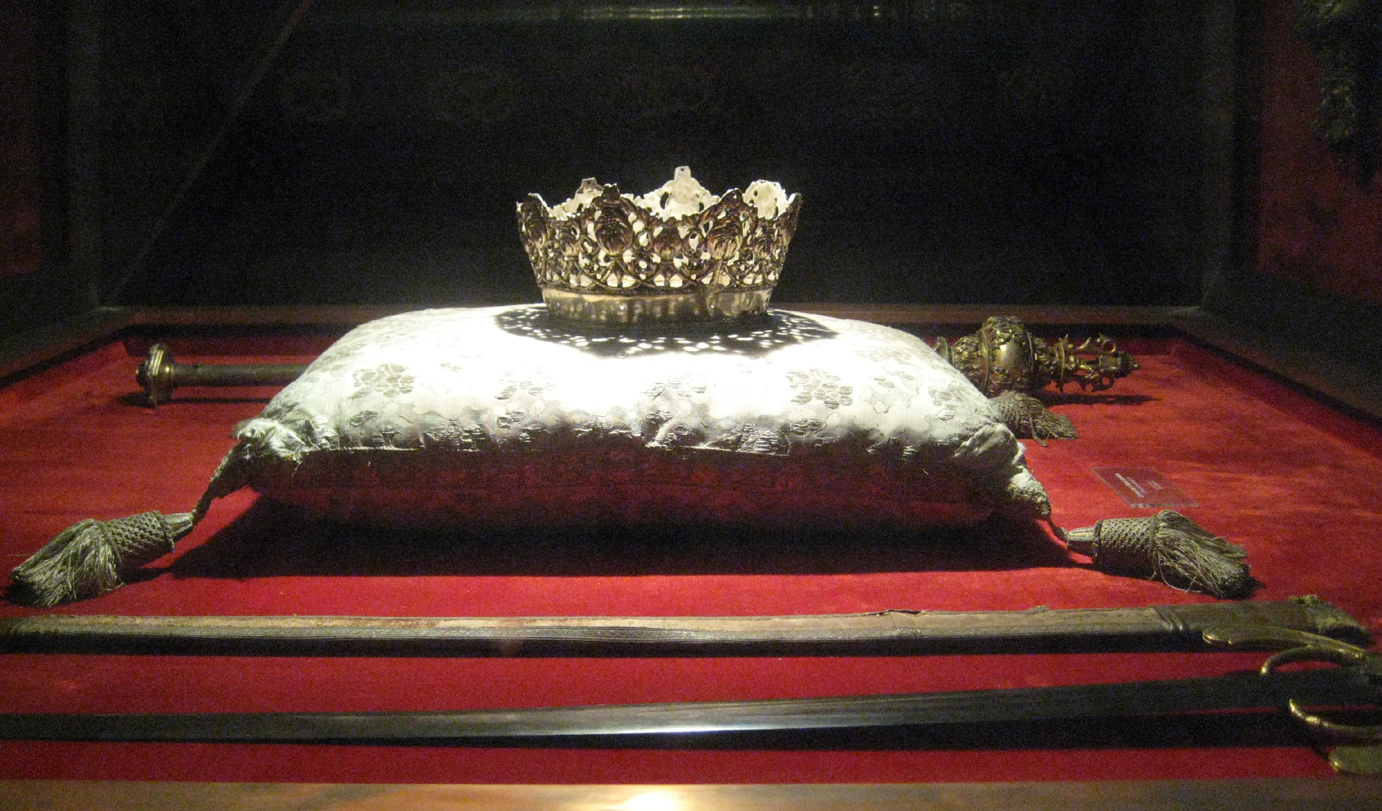
Corona de Isabel y espada de Fernando, Capilla Real de Granada.

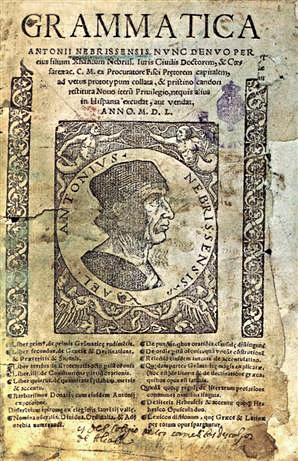
Portada de la edición de 1550 de la Gramática de Nebrija.

El mundo intelectual del humanismo renacentista fue proclive a la conformación de entidades políticas que superaran la atomización medieval en señoríos y ciudades-Estado, con una vocación no tanto nacionalista (término anacrónico para los siglos iniciales de la Edad Moderna y que sólo adquiere carta de naturaleza en los siglos XVIII y XIX) como universalista. Tanto el aragonés (gerundense) Joan Margarit como el castellano (sevillano) Antonio de Nebrija explicitaron la idea de que todos los reinos españoles debían estar unidos bajo el precedente de la Hispania romana y visigoda. El peso de esas ideas fue evidente en la política de los Reyes Católicos, que tras la guerra de Sucesión Castellana buscaron estrechar con intercambios matrimoniales la alianza de Portugal mientras intervenían en el juego de equilibrio de potencias de Europa Occidental diseñado por Maximiliano I de Habsburgo, con la pretensión de aislar al reino de Francia.

I assí creció hasta la monarchía y paz de que gozamos, primera mente por la bondad y providencia divina; después por la industria, trabajo y diligencia de vuestra real majestad. En la fortuna y buena dicha de la cual, los miembros y pedaços de España, que estavan por muchas partes derramados, se reduxeron y aiuntaron en un cuerpo y unidad de Reino. La forma y travazón del cual, assí está ordenada, que muchos siglos, iniuria y tiempos no la podrán romper ni desatar. Assí que después de repurgada la cristiana religión, por la cual. somos amigos de Dios, o reconciliados con él. Después de los enemigos de nuestra fe vencidos por guerra y fuerça de armas, de donde los nuestros recebían tantos daños y ternían mucho maiores; después de la justicia y essecución de las leies que nos aiuntan y hazen bivir igual mente en esta gran compañía, que llamarnos reino y república de Castilla; no queda ia otra cosa sino que florezcan las artes de la paz.
Antonio de Nebrija, Prólogo de la Gramática(dedicada A la mui alta y assí esclarecida princesa doña Isabel, la tercera deste nombre, reina i señora natural de España y las islas de nuestro mar).

Los Habsburgo tenían una concepción muy laxa (heredada de las disputas medievales por el dominium mundi y modernizada por el utopismo humanista) de la forma de ejercer el poder sobre nuestros Estados (un vastísimo conjunto de territorios dispersos por toda Europa y desconectados entre sí); aunque la pretensión de gobernarlos con criterios unificados o centralistas siempre estuvo presente. Ante las puntuales intensificaciones de tales actitudes, surgían localmente resistencias de carácter no tanto nacionalista como particularista, foralista o pactista (revuelta de Flandes desde 1568 —con un fuerte componente religioso y social, en el contexto de la Reforma protestante y una precoz revolución burguesa—, alteraciones de Aragón de 1590, revuelta de los catalanes de 1640 —simultánea a las conspiración de Medina Sidonia, a la revuelta de Masaniello y a la independencia de Portugal— y guerra de Sucesión desde 1700 —que en Cataluña y Valencia se hizo contra el absolutismo a la francesa de la nueva dinastía Borbón—).

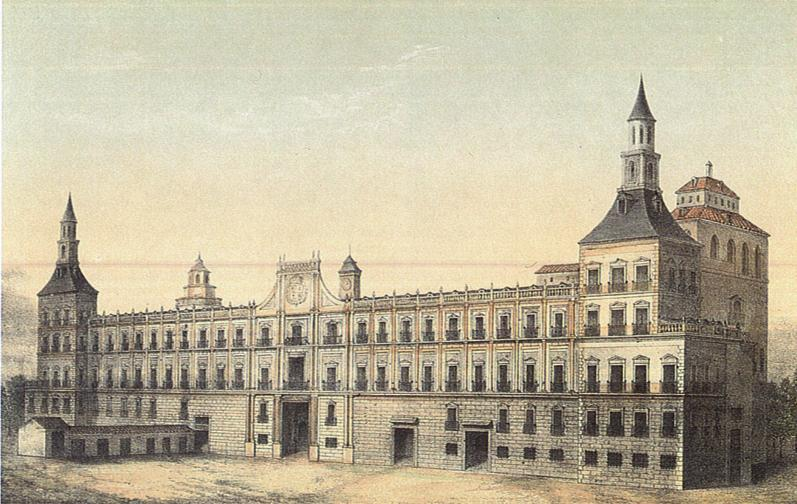
Real Alcázar de Madrid.

El hecho de que fuera en Castilla donde se hubiera configurado una monarquía autoritaria más poderosa no significó que en ella la resistencia fuera menor: de hecho fue donde surgió inicialmente la más importante (la guerra de las Comunidades de 1521); pero sí significó que fuera en torno a Castilla donde se configuró la corte permanente (Madrid, 1561) y su aparato estatal (uno de los primeros Estados modernos) que evolucionó con el tiempo hasta concentrarse en los reinos ibéricos (con exclusión de Portugal y con la adición de los virreinatos americanos) y convertirse en un Estado nacional contemporáneo (igualmente uno de los primeros en definirse constitucionalmente —Constitución de Cádiz, 1812—).

## Fin de la crisis bajomedieval y conformación del Antiguo Régimen (1474-1517)

División en reinos durante el Antiguo Régimen.

La situación política de la península ibérica a mediados del siglo XV reflejaba la división en cinco unidades (denominada por Ramón Menéndez Pidal "la España de los cinco reinos"): el reino de Portugal, la Corona de Castilla, el Reino de Navarra, la Corona de Aragón y el reino nazarí de Granada; desiguales desde el punto de vista político, territorial y demográfico. El sentido que en la época tuviera la pertenencia a España, un concepto geográfico e histórico, más allá del sentimiento protonacional que pudiera haber en mayor o menor medida en unas u otras zonas y unos u otros grupos sociales e intelectuales; era mucho más evidente visto en perspectiva europea.
La identificación de lo español con lo castellano se fortalecía con el incremento del predominio demográfico, lingüístico, económico, político y cultural del área central castellana (Castilla la Vieja y Castilla la Nueva, con el decisivo añadido de León, y sobre todo Andalucía) sobre las zonas limítrofes (Aragón, Navarra) y la periferia peninsular (Portugal, Cataluña y Valencia; además de los territorios marítimos de la propia corona de Castilla: el reino de Murcia, Galicia y la salida marítima al norte de Europa, estrechísimamente vinculada con Castilla, que eran los territorios de la cornisa cantábrica: las Asturias de Oviedo -actual Asturias- y de Santillana -actual Cantabria- y las provincias vascongadas).
Castilla, desde la Alta Edad Media, había sido un arriesgada tierra de frontera, cuya repoblación dotaba de más libertad y movilidad social a los atrevidos repobladores (presuras, caballeros villanos, vasallos de behetría), y mayor poder al rey frente a la aristocracia. El establecimiento de los privilegios de la Mesta desequilibró las relaciones sociales en beneficio de la aristocracia ganadera y en perjuicio de los campesinos. La lana de los rebaños trashumantes que atraviesan la Meseta de norte a sur por las cañadas es exportada a Flandes. La riqueza mercantil se distribuye desde las ferias del interior (Medina del Campo, Villalón) hasta Sevilla (beneficiada por la apertura de las rutas por el estrecho de Gibraltar) y los puertos del Cantábrico (Santander, Laredo, Bilbao -fundado en 1300-). El siglo XV representó para Castilla la expansión económica, demográfica y un gran dinamismo social, así como graves conflictos, como el problema converso (revuelta de Pedro Sarmiento). Surge una nueva aristocracia ambiciosa y con una mentalidad moderna y urbana, que rivaliza con la propia monarquía y se divide en bandos y redes clientelares. En las ciudades del centro de la Meseta (Toledo, Segovia) se desarrolla una burguesía artesana que enriquece a los concejos regidos por un patriciado urbano de bajos nobles.
La Corona de Aragón, que había mostrado una extraordinaria vitalidad urbana y económica en el siglo XIV, a pesar de la crisis general (Valencia o Barcelona eran mucho mayores que las ciudades castellanas); entró en una grave decadencia en el siglo XV. Una crisis dinástica que puso fin a la Casa de Aragón se resolvió en el compromiso de Caspe (1412) dejó el trono en manos de Fernando de Antequera, de la dinastía castellana Trastamara. Sus hijos, los infantes de Aragón, tuvieron una presencia determinante en la vida política de ambas coronas. El fortalecimiento del poder real fue mucho menor que en Castilla, al mantener las Cortes funciones políticas mucho más fuertes que las castellanas, en un sistema político caracterizado por el pactismo y el mantenimiento de los fueros. Se produjeron terribles luchas sociales en los condados catalanes, enfrentando a propietarios y rentistas frente a artesanos textiles (conflicto barcelonés de La Biga y la Busca); mientras que el durísimo régimen señorial desencadenó la Guerra Remensa.
La expansión territorial del Reino de Portugal en la Península llega a su fin en 1238 con la conquista del Algarve; comenzando la expansión oceánica (Azores, Madeira, expediciones africanas organizadas por Enrique el Navegante desde la Escuela de Sagres -1417-). El recelo a la invasión castellana le llevó a constituir la alianza internacional de mayor constancia histórica: la anglo-portuguesa (13 de junio de 1373), que consiguió rechazarla (batalla de Aljubarrota, 14 de agosto de 1385).

### Guerra civil en Castilla

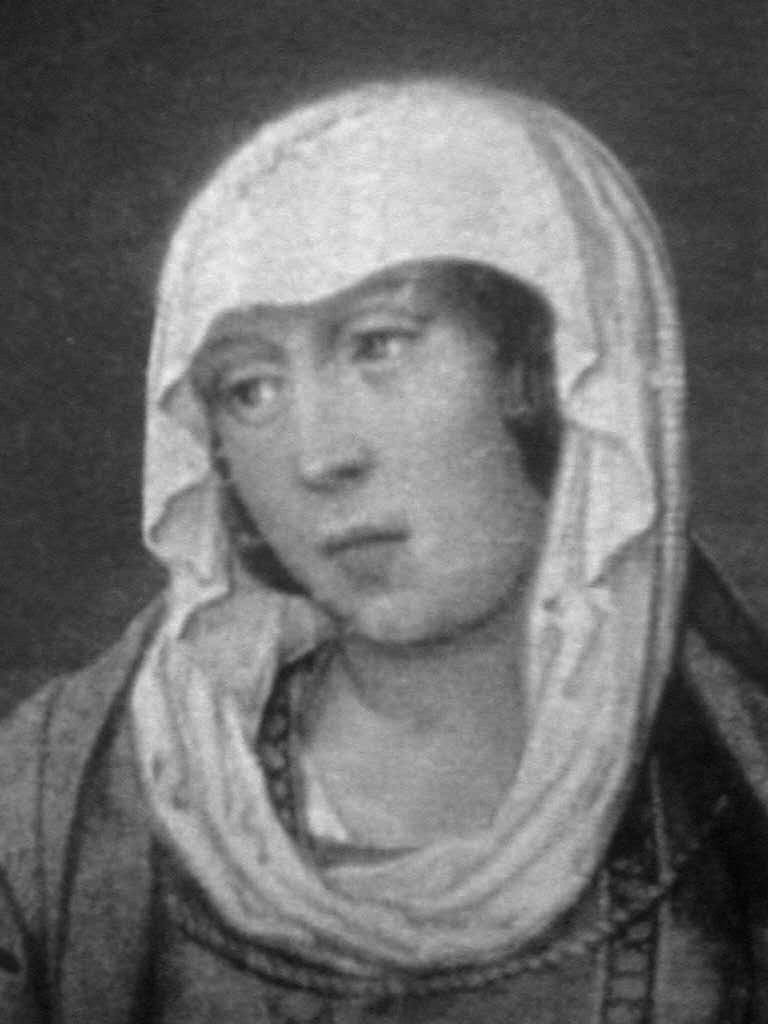
Juana la Beltraneja

La muerte de Enrique IV de Castilla en 1474 reactivó el problema dinástico e hizo estallar la guerra de Sucesión Castellana entre los partidarios de Isabel (hermanastra de Enrique), y los partidarios de Juana (cuya condición de hija de Enrique -motejado el Impotente- había sido objeto de cuestión desde hacía años, siendo deslegitimada por este mismo, y apodada la Beltraneja al adjudicarse su paternidad al valido Beltrán de la Cueva). Las alianzas matrimoniales de ambas pretendientes convirtieron la guerra en internacional: a Isabel (casada con Fernando) la apoyaba Aragón, y a Juana (sobrina por vía materna de Alfonso V de Portugal) la apoyaba Portugal. Los apoyos sociales de Isabel incluía una parte significativa de la aristocracia (los Mendoza, los Enríquez, los Alba), el duque de Medina Sidonia y el propio Beltrán de la Cueva; de las órdenes militares (orden de Santiago y orden de Calatrava, excepto su maestre); y de las ciudades de Castilla La Vieja (especialmente Segovia -el Alcázar fue su principal plaza fuerte-), las Vascongadas, Murcia y Zamora. Los apoyos sociales de Juana estaban en otra buena parte de la nobleza, incluyendo a grandes casas, como las del marqués de Villena, los Estúñiga, el marqués de Cádiz, el conde de Urueña y el conde de Plasencia; en órdenes militares como la de Santiago (Maestre Rodrigo Manrique); en el alto clero (el arzobispo Carrillo, de Toledo); y en ciudades de Extremadura, Andalucía, Galicia y parte de Castilla La Nueva. Clero, nobleza y burguesía castellanas estaban divididas no una contra otra, sino siguiendo líneas de fractura que dividían cada una verticalmente en altas y bajas, y horizontalmente en redes clientelares; divisiones que tenían su origen en enfrentamientos antiguos (desde la crisis del siglo XIV) y divergencias básicas de intereses territoriales y económicos (explotación y comercio de la lana, Mesta, ferias, producción local de paños en las ciudades artesanas o exportación en bruto a Flandes), y en concepciones políticas (mantenimiento del poder de la alta nobleza ante una monarquía feudal débil o incremento del poder de una monarquía autoritaria y la burocracia de los letrados).
Alfonso V de Portugal reclamó el reconocimiento de Juana y preparaba un ejército para invadir Castilla. Fernando e Isabel, que habían convenido gobernar conjuntamente, comenzando a otorgar nombramientos e impartir justicia, declararon rebeldes a todos los que apoyaran a Juana y a Portugal. El ejército de Alfonso y Juana avanzó por el valle del Duero con el objetivo de unirse en Burgos con un ejército francés aliado (el rey de Francia, enemigo del de Aragón, veía en el matrimonio de Fernando una notable amenaza). La victoria de Fernando en la batalla de Toro (1 de marzo de 1476) frustró la maniobra de Alfonso y provocó la retirada de las tropas francesas, y el cambio de bando de la mayor parte de los nobles que apoyaban a Juana (contra los que no se tomaron represalias), aunque continuó la guerra con Portugal hasta 1478. La oposición interior más significativa fue la del marqués de Villena, cuya represión se confió al maestre de Santiago y a una rebelión antiseñorial estimulada por los reyes; y la que Ferrán Arias mantuvo en Utrera, duramente reprimida. Las rencillas entre bandos aristocráticos fueron utilizadas con habilidad por los reyes para debilitar a todos ellos sin consideración de sus apoyos en el pasado; por ejemplo, tanto al marqués de Cádiz como al duque de Medina Sidonia se les prohibió la entrada en Sevilla y se les privó del control de las fortalezas de ese reino, que se disputaban.

### Guerras civiles en Aragón y Navarra

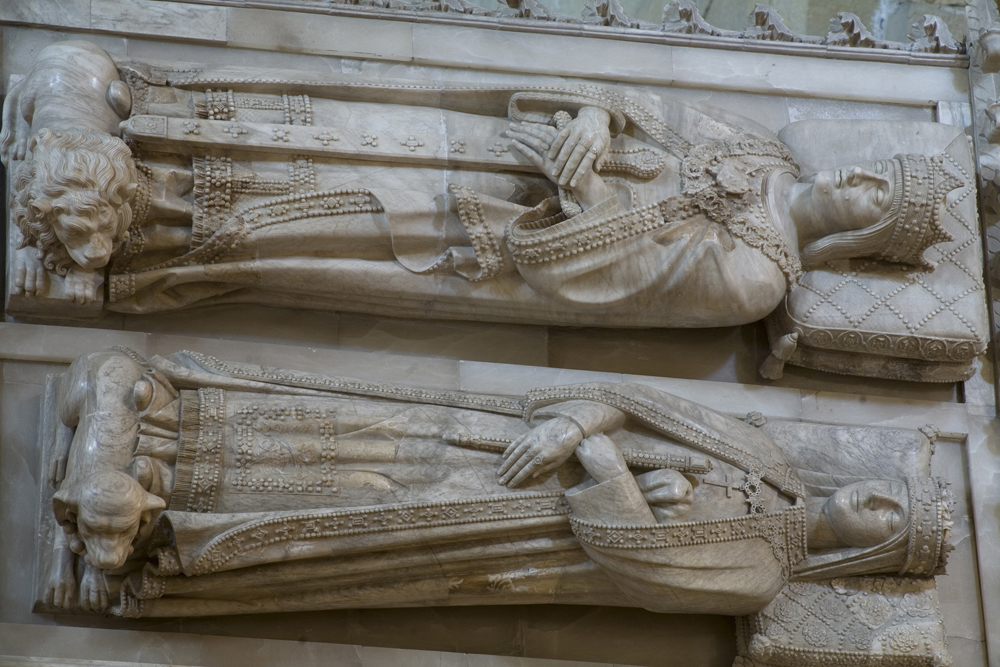
Sepulcro de Juan II de Aragón y Juana Enríquez, reyes de Aragón y Navarra, en el Monasterio de Poblet.
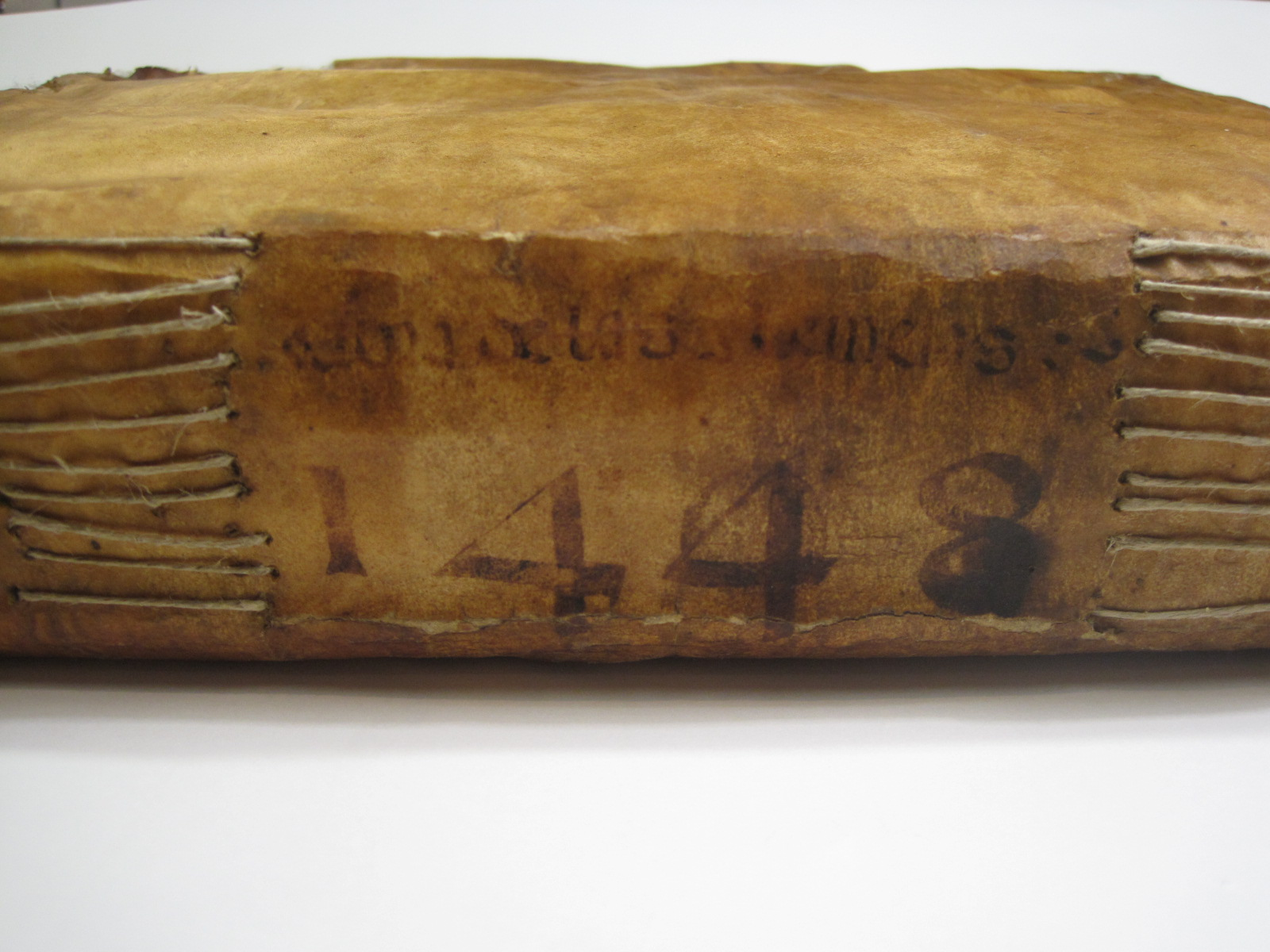
Libro del Sindicato Remensa, 1448.

### Reinado de los Reyes Católicos (1479-1516)

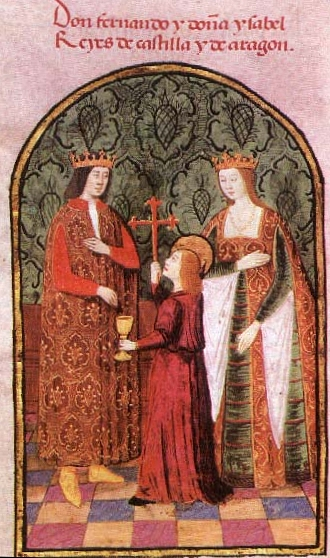
Don Fernando y doña Isabel, reyes de Castilla y de Aragón.

Francia firmó la paz con Castilla en 1478. El papa Sixto IV, que no había tomado partido por ninguna de las dos candidatas al trono castellano, tenía necesidad del apoyo aragonés en Italia, con lo que su acercamiento a los reyes permitió incluso el establecimiento de la Inquisición española bajo control real (1 de noviembre de 1478). El papel de los cardenales de la familia valenciana Borja era cada vez mayor, y llegaron incluso al pontificado (Alejandro VI en 1492). La reconciliación de la nueva monarquía castellano-aragonesa con Portugal se produjo con el Tratado de Alcáçovas (4 de septiembre de 1479) donde se estableció una amnistía y la restitución de las fronteras anteriores a la guerra, obteniendo el compromiso castellano de renunciar a la expansión marítima por las costas atlánticas africanas.
Desde el 20 de enero de 1479 Fernando ya era rey de Aragón, con lo que comenzó de forma efectiva el reinado conjunto de los Reyes Católicos en ambas coronas.

#### Instituciones castellanas

##### Cortes y Hacienda

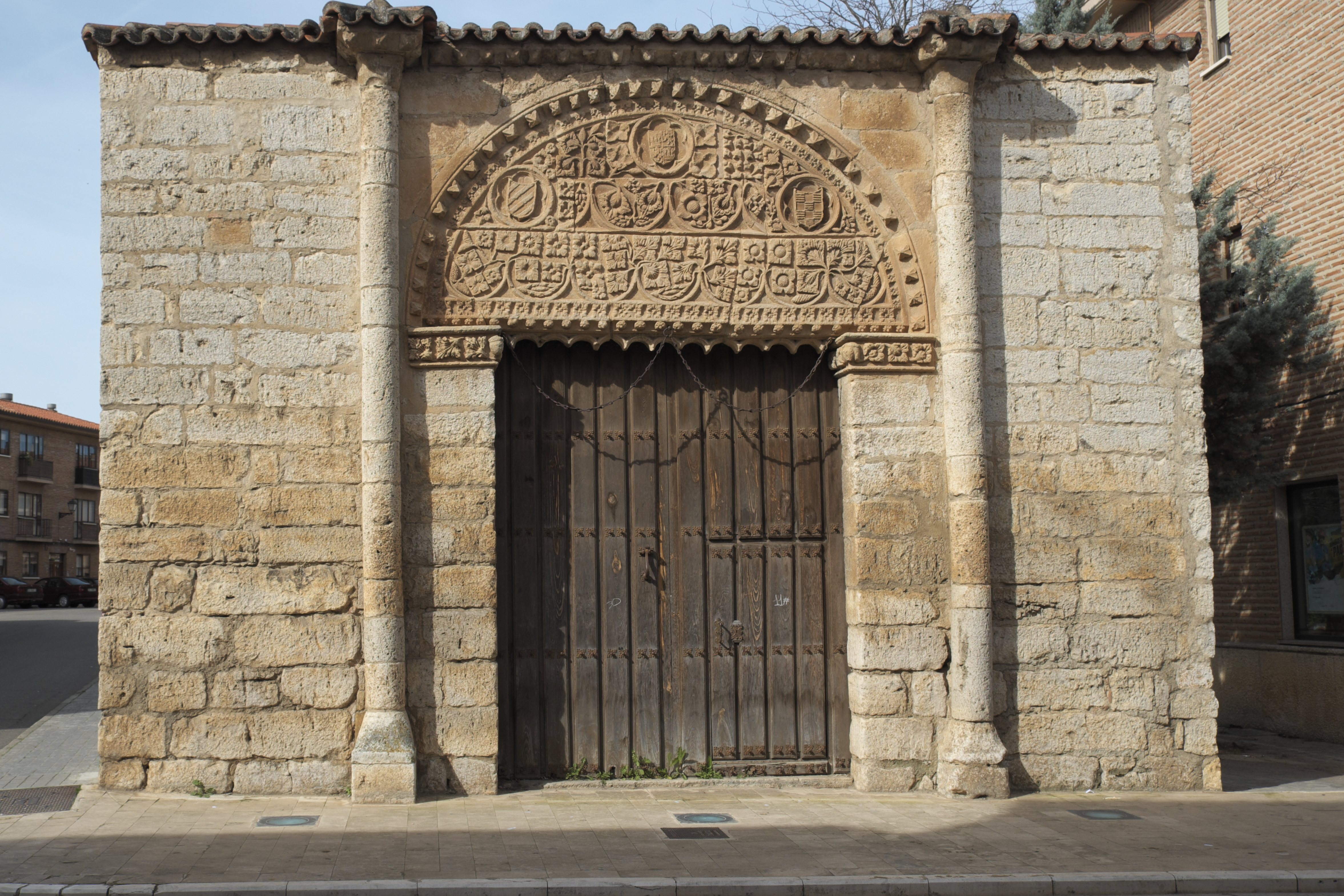
Palacio de las Leyes (Toro).

Las Cortes de Castilla dejaron de ser la reunión de los tres estamentos, pues solo en ocasiones solemnes se convocaba a nobleza y clero, quedando la convocatoria restringida a los representantes de las ciudades para votar impuestos, que no son de incumbencia de los privilegiados. Solo diecisiete ciudades tenían voto en Cortes.
Los Reyes Católicos convocaron conjuntamente Cortes en cinco ocasiones y Fernando en cuatro ocasiones durante su reinado en solitario. Abordaron cuestiones políticas e institucionales decisivas, aunque desde 1480 la tarea legislativa la ejercen por su propia autoridad, y sin necesidad de convocar Cortes, a través de Pragmáticas.
Las Cortes más trascendentes fueron las de Toro de 1505 (a la muerte de Isabel), que establecieron el mayorazgo (garantía de estabilidad de los patrimonios nobiliarios, que no podrán ni dividirse ni perderse, para ser heredados por el primer hijo varón) y recopilaron la legislación (los trabajos previos se habían publicado en 1484 -Ordenamiento de Montalvo-). Las Cortes de Madrigal de 1476 crearon la Santa Hermandad con funciones que iban más allá de una campaña militar concreta para convertirse en una milicia concejil permanente, pagada por las ciudades. Se concibió como un instrumento que garantizara el orden público y la aplicación de la justicia, lo que aumentaba el control de los reyes sobre espacios antes abandonados al poder de los señores.
La reforma financiera confió sobre todo a las Cortes de Toledo de 1480. Se quisieron reducir los créditos particulares sobre el Tesoro público, particularmente en forma de juros, de los que existían dos tipos: los de merced (que daban derecho a un particular a recibir una cantidad anual sobre las rentas de la Corona) y los títulos de deuda. Una comisión presidida por Hernando de Talavera revisó los juros, y entendió que los juros ganados por servicios auténticos debían mantenerse y el resto debían eliminarse, como situaciones abusivas. La revisión se hizo en las Cortes, como negociación con nobleza y clero, afectando por igual a partidarios y adversarios de Isabel, y significó para la Hacienda recuperar rentas por valor de 30 millones de maravedíes al año; la nobleza quedó debilitada, pero no arruinada.
Se intentó recuperar los impuestos enajenados (cedidos como renta a algunos nobles) e implantar impuestos que no necesitaran la aprobación de las Cortes, para lograr la independencia financiera de la Corona. El 80% de los recursos ordinarios provenían de las tercias reales (una fracción de los diezmos) y de la alcabala, teóricamente una regalía de la Corona que gravaba como impuesto indirecto sobre las transacciones comerciales (con lo que los privilegiados no están eximidos de pagarlo). En la práctica, su encabezamiento por ciudades producía todo tipo de alteraciones y desviaciones. El arrendamiento de impuestos y rentas reales se realizaba a recaudadores (habitualmente judíos, como los Senior). En 1495 se sustituyó el sistema tradicional de arrendamiento de alcabalas, tercias y otros impuestos por el sistema de "encabezamiento", pactando con cada ciudad una cantidad fija por un periodo de dos años, lo que, a cambio de garantizar ingresos crecientes a la monarquía (aumentaron al doble), reforzó la autonomía local y el poder de las oligarquías o patriciado urbano. La cantidad a cobrar era recaudada sin necesidad de comprobar cada transacción, sino mediante "repartimiento", con menor dependencia de arrendatarios y funcionarios.
Con el nombre de servicio ordinario y extraordinario se votaban en Cortes diversas cantidades solicitadas por el rey y concedidas por el reino (es decir, por los procuradores enviados por los ayuntamientos de cada una de las diecisiete ciudades con voto) y cuyo pago se repartía entre los pecheros de cada distrito fiscal, quedando exentos los privilegiados y produciéndose todo tipo de situaciones discriminatorias entre estamentos y territorios (las ciudades y su alfoz -comunidad de villa y tierra-, y zonas enteras, como Galicia, dependientes de una ciudad lejana, al no haber en ellas ninguna ciudad con voto).

##### Consejo, Audiencias y corregidores

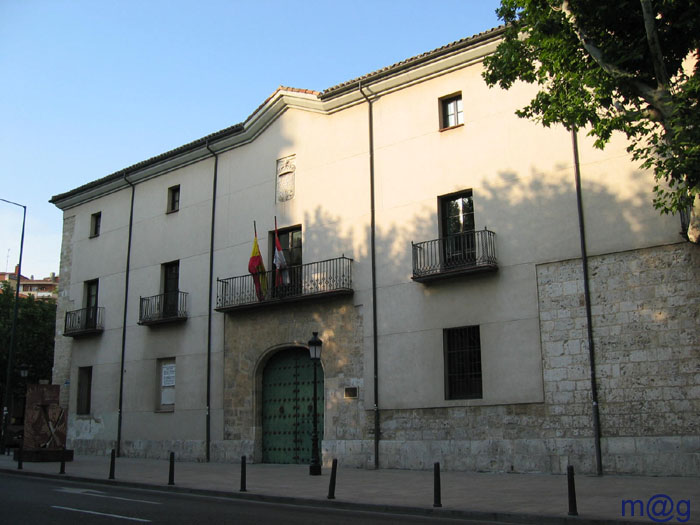
Palacio de los Vivero de Valladolid, en cuya "sala rica" se firmaron las capitulaciones matrimoniales de los Reyes Católicos (1469) y donde establecieron la sede de la Real Audiencia y Chancillería, cúspide del sistema judicial (única hasta 1494).

Los Reyes Católicos gobernaron utilizando como instrumento principal el Consejo Real de Castilla, una institución creada en las cortes de Valladolid de 1385. Era la instancia judicial suprema del reino, y al mismo tiempo un órgano político y administrativo. Su presidencia recaía en un obispo, y se evitó nombrar consejeros a altos nobles. La Administración de justicia se ejercía teniendo presente una idea particularmente propia de Isabel: que era juez supremo en su reino; todos los actos de justicia los administrará el rey, limitando las competencias eclesiásticas, señoriales o locales. Se organizó una primera instancia a cargo de alcaldes ordinarios (elegidos por el concejo), corregidores (elegidos por el rey a través de la Cámara de Castilla) o gobernadores; una segunda instancia a cargo de alcaldes mayores, corregidores o gobernadores; y la jurisdicción suprema a cargo de las Audiencias o Chancillerías (con una sala de lo criminal y cuatro salas de lo civil) y el Consejo Real de Castilla. La Chancillería de Valladolid adquirió la forma definitiva a través de las Ordenanzas de 1486. La Chancillería de Ciudad Real, creada en 1494, fue trasladada a Granada en 1505. Se estableció la línea del río Tajo como límite de jurisdicciones.
Los concejos de las ciudades estaban gobernados por regidores, cargos vinculados a las familias de la pequeña nobleza local, el denominado patriciado urbano u oligarquía local. La alta nobleza fue estableciendo sus redes clientelares a través de las que fueron controlando alguna de ellas (como Guadalajara con los Mendoza). Algunas otras ciudades eran directamente de señorío. Los Reyes Católicos intentaron controlar las ciudades de realengo a través de una nueva figura institucional: corregidores permanentes, con funciones judiciales, militares, políticas y administrativas, que cuando eran de capa y espada (o sea, no letrados) eran asistidos por un alcalde mayor letrado. Otros cargos concejiles eran los alcaldes ordinarios (uno por el común y otro por el estado noble), el alférez mayor, el alguacil mayor, los escribanos y el resto de funcionarios municipales, como alguaciles, porteros, maceros, etc.

#### Guerra de Granada (1482-1492)

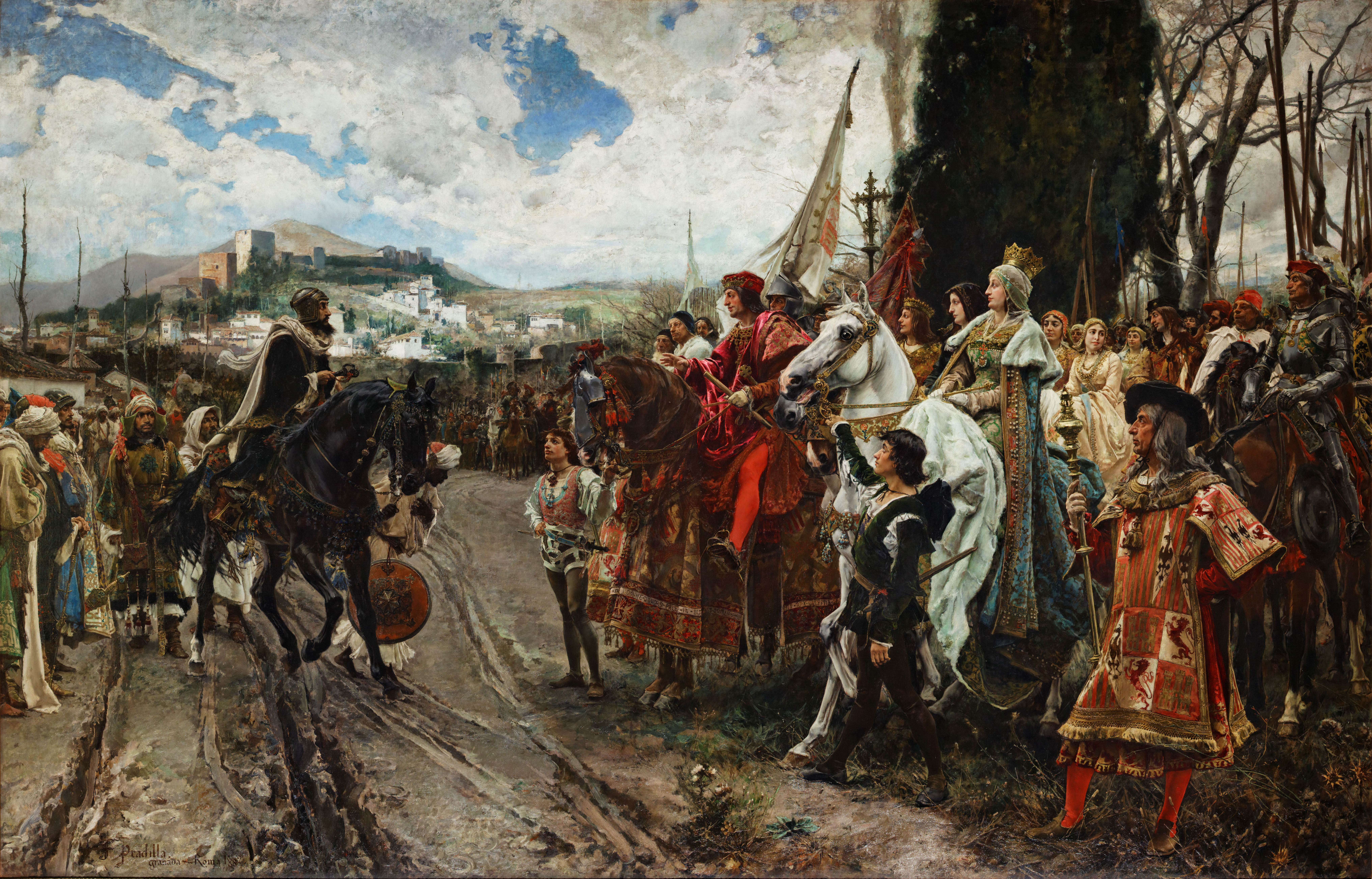
La rendición de Granada, pintura de historia, por Francisco Pradilla, 1882. La representación artística más próxima a los hechos se hizo entre 1520 y 1522 por Felipe Vigarny en cuatro paneles del retablo mayor de la Capilla Real de Granada (Los Reyes Católicos y los ejércitos cristianos, Boabdil entregando las llaves de la ciudad, Bautismo de moriscos y Bautismo de moriscas). Todo el programa iconográfico de ese retablo está centrado en torno al tema de la unidad (religiosa, política y territorial).

La guerra de Granada ofreció una empresa común, bajo el ideal de máximo religioso, a todos los grupos sociales y territorios de la monarquía, con absoluto predominio castellano; y la prestigió enormemente en Europa y ante la Iglesia (el papa concedió la Bula de Cruzada y el Patronato regio). Aunque pervivían muchos elementos medievales, puede considerarse como la primera guerra moderna, basada en el esfuerzo continuado de un ejército permanente con decisiva presencia de las nuevas armas de fuego, gastos solo al alcance de los ingresos fiscales y la capacidad crediticia de un estado moderno de dimensiones nacionales. Las tácticas incluyeron el ataque a objetivos económicos, dinámicos movimientos de tropas y asedios múltiples simultáneos.

#### Mudéjares y moriscos
Tras diez años de guerra, el acuerdo con el rey Boabdil (aliado intermitente de los cristianos durante todo el conflicto) permitió la toma pacífica de la ciudad de Granada mediante las capitulaciones de Santa Fe, que ofrecían amplias garantías a la población mudéjar (denominación historiográfica de los musulmanes sometidos a reinos cristianos). La política conciliadora inicial del confesor de la reina Hernando de Talavera fue sustituida en 1499 por la mucho más expeditiva del Cardenal Cisneros, que provocó revueltas mudéjares (la revuelta del Albaicín, la primera sublevación de las Alpujarras y la sublevación de la serranía de Ronda), fácilmente sofocadas. Interpretadas como una ruptura de las capitulaciones, sirvieron de justificación para decretar la Pragmática de conversión forzosa de 20 de julio de 1501, extendida el año siguiente a la totalidad de la Corona de Castilla (a Navarra en 1515 y a la Corona de Aragón en 1525).
Se originó con ello una población teóricamente cristiana, a la que se impedía el ejercicio público del islam, pero que continuó con su forma tradicional de vida y costumbres. Reciben la denominación historiográfica de moriscos. Las comunidades moriscas estaban estrechamente adaptadas a una agricultura intensiva que había formado secularmente el paisaje rural granadino; y fueron sometidas a un duro régimen señorial. También hubo algunas familias nobles moriscas, aunque la mayor parte de las clases altas del reino nazarí había optado por el exilio en el norte de África. La repoblación con cristianos viejos de la capital y de las Alpujarras, y el incremento de la presión contra sus costumbres y tradiciones fueron intensificando los conflictos en las siguientes generaciones, desembocando en la guerra de las Alpujarras de 1576. Se intentó la dispersión de los moriscos por el interior de Castilla, pero finalmente se optó por la expulsión de todos ellos (incluidos los de la Corona de Aragón y Navarra) en 1609.

#### Judíos y conversos

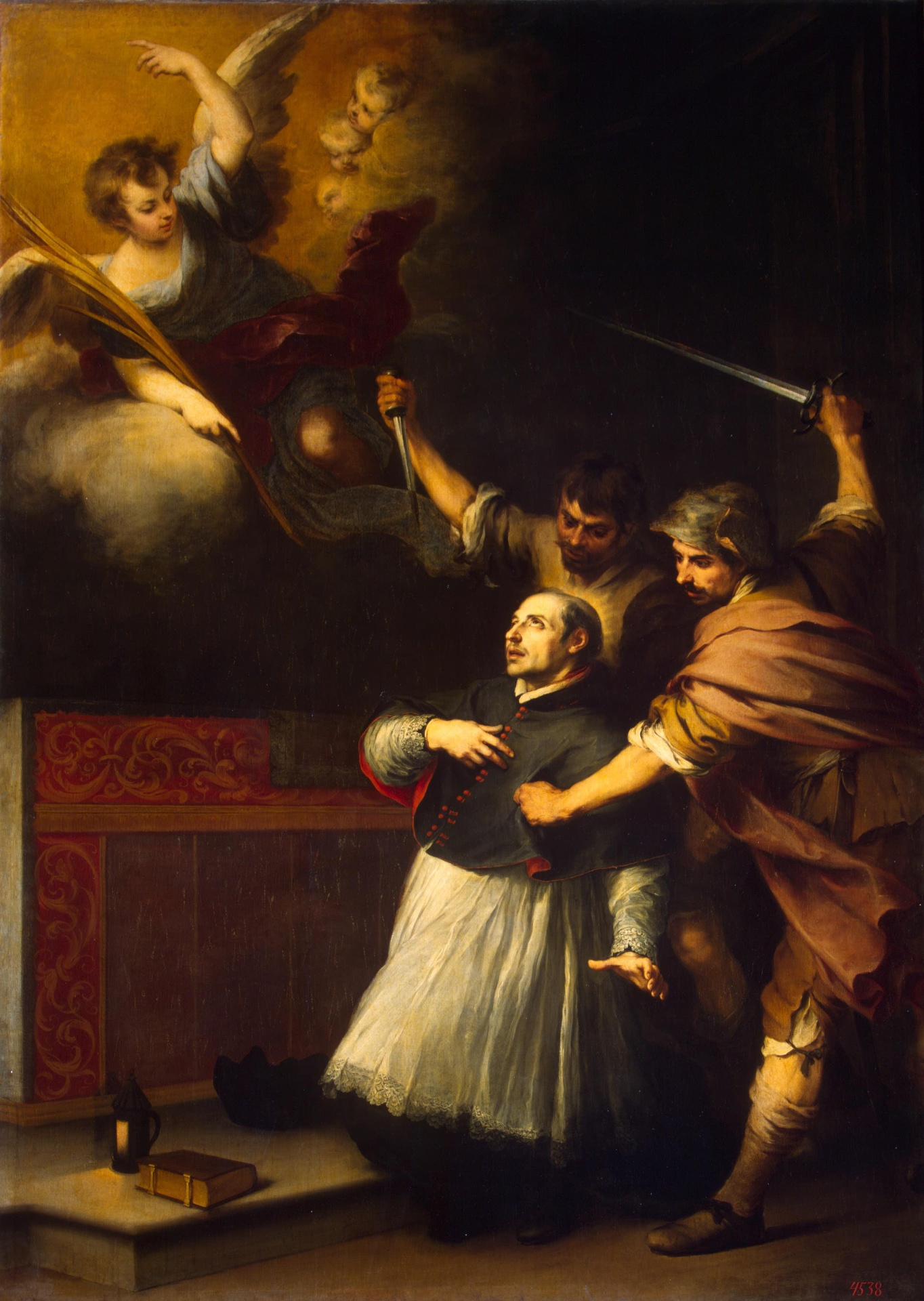
Murillo, El martirio del inquisidor Pedro de Arbués (1664). De su asesinato en la catedral de Zaragoza (17 de septiembre de 1485) fueron acusados y condenados varios conversos, tanto autores materiales como inductores.

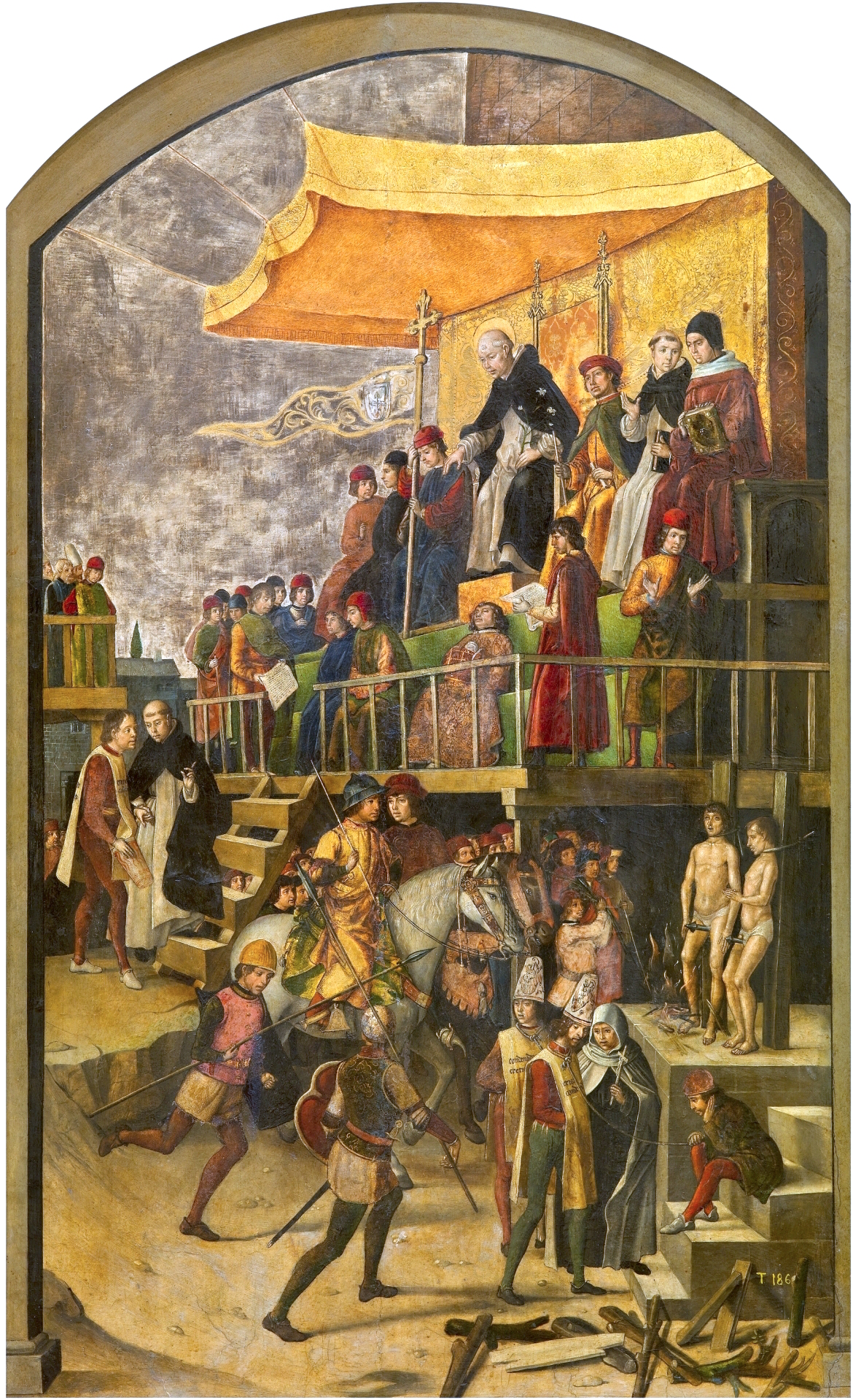
El famoso Auto de fe de Pedro Berruguete (ca. 1493-1499) reproduce los que se realizaban en la época contra los judaizantes, aunque el hecho representado fuera la actividad de Santo Domingo de Guzmán contra los albigenses en el.

#### Expansión atlántica

##### Conquista de las Canarias

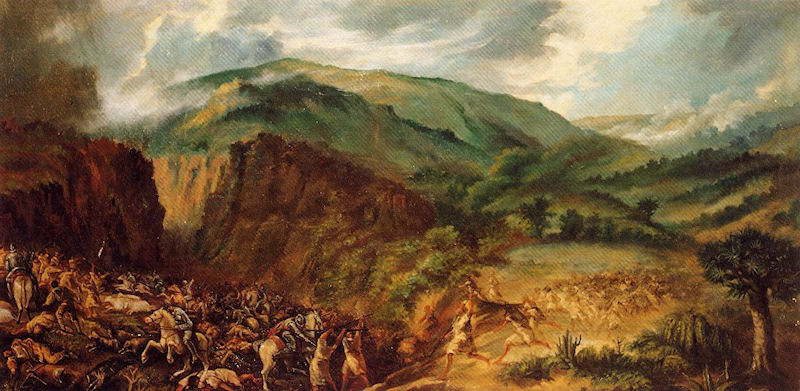
Representación de la victoria guanche en la Primera Batalla de Acentejo (1494), en una pintura de historia de Gumersindo Robayna (finales del).

Temiendo que Portugal se hiciera con las Canarias, en 1477 la Corona castellana tomó el relevo de la penetración, hasta entonces una empresa de iniciativa señorial (Juan de Bethencourt). Finalmente las islas quedaron en la parte castellana del Atlántico definida en el Tratado de Alcáçovas.
Las poblaciones guanches de las diferentes islas, aisladas y en un estadio cultural neolítico fueron sometidas militarmente y aculturizadas a través de la esclavización, el mestizaje y la imposición del cristianismo. La justificación del dominio en la evangelización fue un precedente de la posterior empresa colonizadora americana. Gran Canaria se conquistó entre 1481 y 1483, La Palma y Tenerife necesitaron un mayor esfuerzo, venciéndose las últimas resistencias en 1496.
La repoblación se produjo mediante la concesión de lotes territoriales, a condición de permanecer en las islas quince años; la oferta fue aprovechada por soldados y colonos, destacando el establecimiento de señores normandos y andaluces. Para 1525 había cerca de veinticinco mil habitantes, de los que sólo la cuarta parte serían aborígenes. La economía se basaba en la explotación maderera y pesquera, y en una agricultura comercial productora de azúcar. El desarrollo manufacturero fue muy escaso. El mayor interés de las islas fue el estratégico, por su dominio de las rutas atlánticas hacia América y África. También se intentó el establecimiento de puertos en la costa africana (Santa Cruz de la Mar Pequeña).
La administración local, similar a la castellana, se organizó en concejos. No se nombró virrey, sino un adelantado en La Palma y otro en Gran Canaria. La Gomera, Fuerteventura y El Hierro estaban sometidos a régimen señorial. En 1526 se creó la Real Audiencia de Canarias. Se procuró mantener una fiscalidad más leve para atraer la repoblación. La organización eclesiástica, basada en el Patronato regio (como en Granada y América) tuvo su cúspide en la diócesis de Canarias. Desde principios del siglo XVI se implantó la Inquisición.

#### Política europea
La unión de Castilla y Aragón no afectaba a la situación interna de los territorios pero sí a su política exterior que se ejecutaba comúnmente. Es un punto debatido en la historiografía qué intereses fueron más beneficiados. La mayor parte de las interpretaciones identifican como intereseses castellanos la proyección hacia el Atlántico y el Norte de Europa, lo que incluyó la estrategia a seguir en Portugal y Navarra; y como intereses aragoneses la proyección hacia el Mediterráneo; lo que incluyó la estrategia a seguir en Italia. En ambos casos los enemigos comunes eran Francia y los estados musulmanes, y los aliados necesarios Inglaterra y los estados de los Habsburgo-Borgoña. El lema atribuido a Fernando Paz entre cristianos y guerra contra infieles, además de su carácter propagandístico, resumía un programa evidente.

##### Portugal

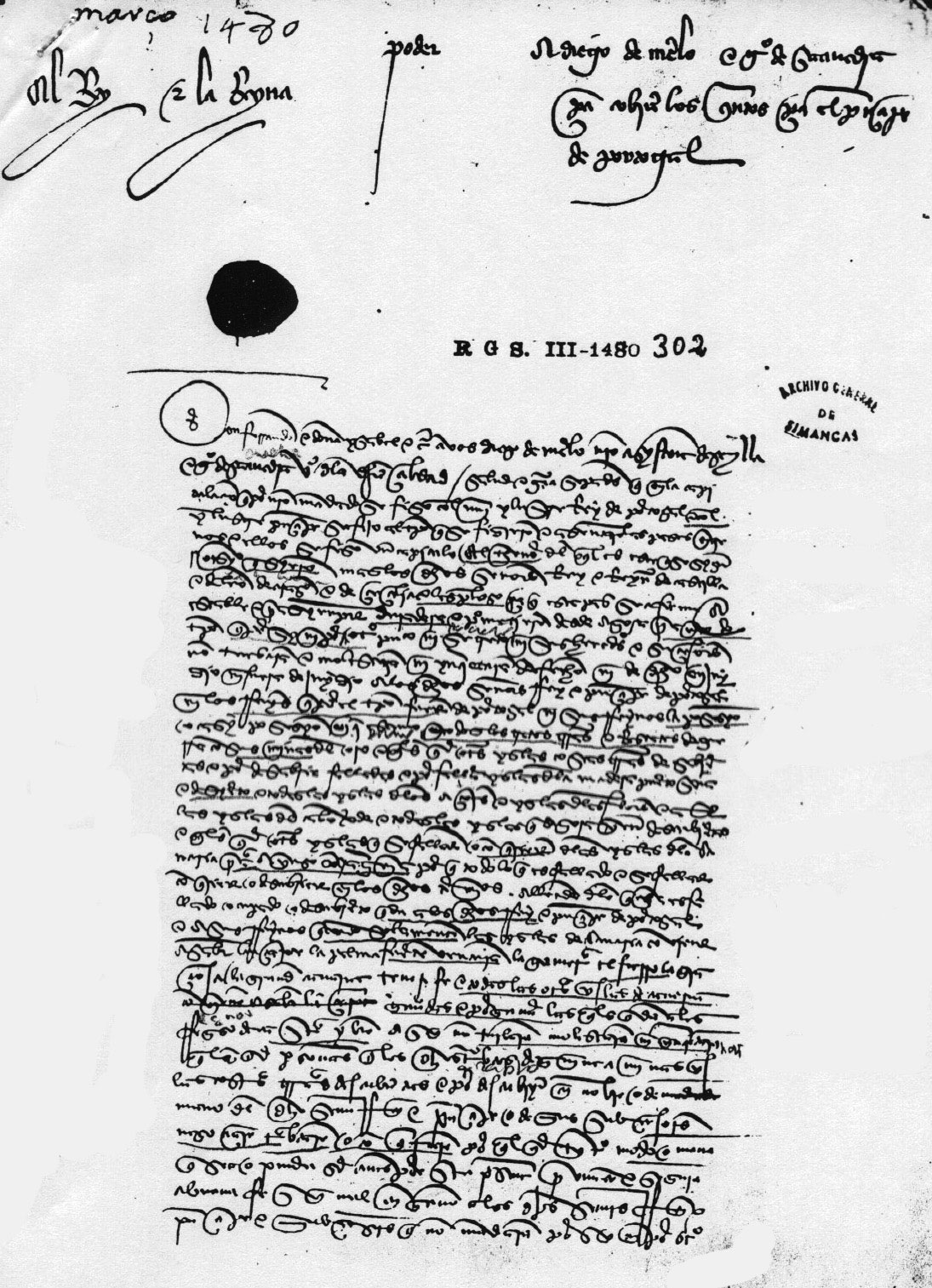
Pregón del Tratado de Alcáçovas en Sevilla.

Desde la batalla de Aljubarrota (1385) se había mantenido la paz entre Portugal y Castilla. La guerra de Sucesión Castellana (1475-1479) proporcionó una posible intervención portuguesa en los asuntos castellanos, que se frustró por la derrota de Alfonso y Juana. Portugal se había convertido en el primer estado moderno de Europa occidental, cuyo dominio de las rutas oceánicas le estaba convirtiendo en una verdadera potencia global. La conveniencia de mantener buenas relaciones con la casa de Avís se concretó en el Tratado de Alcáçovas (1479) y el proyectado matrimonio de Isabel (hija de los Reyes Católicos) con Alfonso (hijo y heredero de Juan II de Portugal). El enlace hispano-portugués se frustró varias veces (muerte de Alfonso, muerte de Isabel tras sus segundas nupcias -con Manuel I de Portugal-). El definitivo matrimonio de Manuel con otra hija de los Católicos, María, permitió que la hija de estos, Isabel, enlazara en 1526 con otro nieto de los mismos reyes, Carlos I, y que el hijo de estos, Felipe II, unificara todos los reinos hispánicos en 1580, en un complicado e imprevisible azar sucesorio.
El Tratado de Tordesillas (1494) reequilibró las relaciones, respondiendo a la nueva situación geoestratégica originada por el descubrimiento de América. Concedía a Portugal un espacio atlántico más amplio que el obtenido por Castilla en la bula papal Inter Caetera (1493), fijándose en el meridiano situado a 370 leguas al oeste de Cabo Verde. Es objeto de especulación si tal demanda respondía a un conocimiento previo de la localización de las costas de Brasil, cuyo descubrimiento por Vicente Yáñez Pinzón y Pedro Álvarez Cabral data de 1500.

##### Inglaterra
La alianza establecida en 1479 se concretó en 1501 con el matrimonio de Arturo Tudor y Catalina de Aragón. La consumación del matrimonio fue objeto de debate posteriormente; en todo caso, la temprana muerte de Arturo permitió el segundo matrimonio de Catalina, en 1503, con el futuro Enrique VIII. La hija de estos, María I de Inglaterra, contraerá matrimonio con Felipe II de España. A pesar de las objetivas razones para una alianza anglo-española, los enfrentamientos entre ambas potencias serán recurrentes a lo largo de toda la Edad Moderna.

##### Borgoña y Austria
María de Borgoña, heredera de los restos del Estado Borgoñón, revalorizó el papel estratégico de sus posesiones (un estado tapón entre Francia y Alemania, continuador de la Lotaringia altomedieval) al casarse con Maximiliano I de Habsburgo, Archiduque de Austria y Emperador de Alemania. El interés mutuo por una alianza Habsburgo-Trastamara se concretó en un doble enlace: Felipe el Hermoso con Juana la Loca (1496) y Juan de Aragón y Castilla (el primogénito de los Católicos) con Margarita de Austria (1497); Juan murió al poco tiempo, y serán los hijos de Felipe y Juana los que formen las dos Casas de Austria que dominaron la Europa de la Edad Moderna: los Austrias de Madrid y los Austrias de Viena.

##### Francia
La Casa de Trastamara debía al apoyo francés su entronización en Castilla (de donde pasó a Aragón); y las buenas relaciones se mantuvieron hasta la guerra de Sucesión Castellana en que el rey de Francia intervino a favor de la Beltraneja. El matrimonio de Isabel con Fernando colocó a Castilla en el bando aragonés, cuyas relaciones con Francia eran ambivalentes: la ayuda francesa a Juan II de Aragón en la Guerra Civil Catalana permitió a Luis XI ocupar en 1475 la Cataluña al norte de los Pirineos (Rosellón y Cerdaña), mientras que los asuntos internos de Navarra les convertían en claros rivales. En 1483 los Reyes Católicos apoyaron a Francisco II de Bretaña, hasta entonces independiente de Francia. Las guerras de Italia (1494-1559) terminarán siendo el escenario idóneo para la disputa de la hegemonía europea entre ambas monarquías.

##### Navarra
El reino de Navarra había quedado imposibilitado para expandirse hacia el sur en la Reconquista, encajonado entre sus poderosos vecinos cristianos (Castilla y Aragón); mientras que el complicado espacio político francés le permitía una mayor implicación al norte de los Pirineos. Se formaron dentro del reino dos bandos nobiliarios (beaumonteses y agramonteses), sucesivamente profranceses y proaragoneses, cuyo enfrentamiento se inscribía en el conflicto general europeo (la guerra de los Cien Años). El reinado de Carlos III de Navarra (1387-1425) se caracterizó por una compleja red de alianzas matrimoniales con las dinastías de los reinos limítrofes, de la que terminaron beneficiándose los Trastamara, tanto de Castilla como de Aragón, conformándose una suerte de protectorado aragonés sobre Navarra desde 1419-1420 (tratados de Olite y de Guadalajara). Juan II de Aragón, casado con Blanca I de Navarra, pasó a ser el rey efectivo desde 1425 a 1479, en medio de fuertes enfrentamientos (Guerra Civil de Navarra). A la muerte de la reina (1441), los beamonteses apoyaron la sucesión de Carlos de Viana (hijo de Juan y Blanca), mientras que los agramonteses apoyaron la continuidad de su padre como rey. Juan II impuso como heredera a su hija Leonor, casada con Gastón IV de Foix. Las muertes sucesivas del príncipe Carlos (1461), del príncipe Gastón (1470, primogénito de Leonor y Gastón, que había pasado a ser príncipe de Viana), de Leonor (1479) y, por último, de Francisco I de Foix (primogénito del príncipe Gastón y de Magdalena de Francia, hija del rey Luis XI, que ocupó el trono navarro entre 1479 y 1483), dejaron como reina a Catalina de Foix (hermana de Francisco), que se casó con Juan de Albret, noble francés. Entre 1495 y 1500 (Tratado de Sevilla) los Reyes Católicos mantuvieron guarniciones castellanas dentro de Navarra, como garantía de la neutralidad del reino.

##### Italia

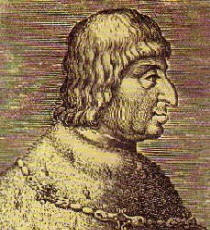
Ferrante I, rey de Nápoles entre 1458 y 1494.

Desde las vísperas sicilianas (1282) la Corona de Aragón se configuró como una potencia interesada en los asuntos italianos, tanto en razón de su competencia con el reino de Francia, como por su la centralidad estratégica de Italia en lo que se había convertido en un verdadero Imperio aragonés, en el Mediterráneo, que llegaba hasta Grecia (Ducados de Atenas y Neopatria). A mediados del siglo XV de ese imperio solo quedaban las islas Baleares, Sicilia y Cerdeña, con lo que la posibilidad de obtener presencia en Italia continental cobraba un especial valor, especialmente ante el avance turco desde el Mediterráneo oriental hacia los Balcanes (batalla de Adrianópolis -1365-, toma de Constantinopla -1453-).
En 1441 Alfonso V de Aragón "el Magnánimo", partiendo de Sicilia conquistó el Reino de Nápoles, desplazando a los Anjou (el ordinal como rey de Nápoles es Alfonso I). La concepción patrimonial de los reinos hacía que las divisiones sucesorias fueran frecuentes: la herencia de Alfonso V supuso que en 1458 Juan II quedara como rey de Aragón y Sicilia, mientras que Nápoles quedó para su hermano bastardo Ferrante I, casado con Juana de Aragón y enfrentado al Papa y a la nobleza napolitana, entre la que surgieron partidarios de los Anjou (angevinos). En 1494 a Ferrante le sucedió Alfonso II de Nápoles (duque de Calabria).
En este momento Carlos VIII de Francia reivindicó sus derechos como heredero de los Anjou, consiguiendo imponerse militarmente en 1495. Para evitar la intervención aragonesa, había concedido en el Tratado de Barcelona (1493) la devolución de los territorios catalanes al norte de los Pirineos (Rosellón y Cerdaña). El temor papal de verse rodeado por los franceses, al norte y sur de Italia, le hizo convocar una "Liga Santa" en la que, junto a los Estados Pontificios, estaban Milán, Venecia, Austria y España. Las tropas españolas enviadas por Fernando el Católico derrotaron a Carlos VIII en Nápoles, y le obligaron a retirarse al norte de Italia. Fernando esperaba gobernar directamente, pero en el trono napolitano se sucedieron Ferrante II y Fadrique.
Luis XII, que había sucedido en el trono francés a Carlos VIII, concibió una resolución diplomática (Tratado de Marcoussis de 1498 y Tratado de Granada de 1500) que suponía el reparto del reino napolitano entre Francia y España. Pero las diferencias de intereses impusieron que la guerra de Nápoles (1501-1504) se convirtiera en un nuevo enfrentamiento entre ambas potencias. El ejército del "Gran Capitán" se impuso en las decisivas batallas de Ceriñola y Garellano (28 de abril y 28 de diciembre de 1503). El dominio de la Monarquía Hispánica sobre el Sur de Italia persistió hasta el siglo XVIII.

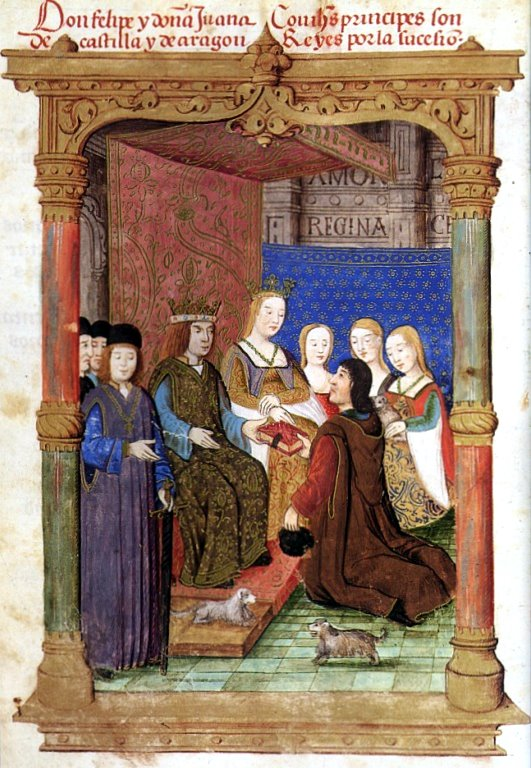
Don felipe y doña Juana Coniuhes, principes son de castilla y de aragon, Reyes por la sucesión.

### Reinado en Castilla de Felipe el Hermoso y Juana la Loca (1504-1506)
Las Cortes de Toro (de enero a marzo de 1505), tras la muerte de Isabel, aun reconociendo la existencia de heredera directa, su hija Juana, ponían en duda su capacidad (pasaría a la historia con el sobrenombre de "la loca"). Por entonces Juana residía en Flandes con su esposo Felipe de Habsburgo "el Hermoso". Las negociaciones internacionales llevadas a cabo en la concordia de Salamanca (24 de noviembre de 1505) establecieron a los ausentes Felipe y Juana como reyes y a Fernando como gobernador del reino. En cuanto les fue posible, Felipe y Juana viajaron a Castilla dejando a su primogénito Carlos en Flandes (un accidentada expedición, comenzada en enero de 1506, que no consiguió llegar a La Coruña hasta el 26 de abril), y demandaron su derecho al ejercicio directo del poder, con el apoyo de las potencias europeas y respaldados por una parte de la nobleza (los llamados felipistas o pro-flamencos, opuestos a los fernandistas o pro-aragoneses, cuyos enfrentamientos obligaron a desplazar las Cortes convocadas en Salamanca el 5 de febrero, y que se volvieron a reunir en Cacabelos, en Villafranca y en Benavente, terminando en Valladolid el 9 de julio). Fernando aceptó la nueva situación firmando la concordia de Villafáfila (27 de junio de 1506), y se retiró a Aragón; pero en menos de tres meses la repentina muerte de Felipe (25 de septiembre de 1506) le permitió regresar como regente.

### Fernando el Católico, rey en Aragón y regente en Castilla (1506-1516)
Al poco de enviudar, Fernando se casó con Germana de Foix (pariente del rey Luis XII de Francia y de la reina Catalina de Navarra) en un matrimonio pactado en el Tratado de Blois (1505), que concedía a esta los derechos que aún pretendía el rey francés sobre el reino de Nápoles (además del título de rey de Jerusalén, únicamente honorífico). Fernando se comprometía a ceder sus derechos sobre el reino al hijo que pudiera tener con Germana, circunstancia que se frustró con la muerte a las pocas horas de nacer del único hijo que llegaron a tener (Juan, nacido y muerto el 3 de mayo de 1509).
Durante los diez años de gobierno en solitario de Fernando, afianzado el control interior en Castilla y Aragón, se emplearon los crecientes recursos de la monarquía en una política exterior de fuerte presencia en múltiples escenarios, que confirmó a España como una seria aspirante a la hegemonía europea. El ejército permanente, constituido esencialmente por los Tercios organizados por Gonzalo Fernández de Córdoba (el Gran Capitán); y la marina, desplegada en el Mediterráneo y el Atlántico, absorbieron un porcentaje cada vez mayor del presupuesto (que pasó del 15% al 50%, cifra que aumentará todavía más en los reinados siguientes).
La ambivalente figura del Rey Católico fue tomada como modelo por Maquiavelo para su tratado El Príncipe (1513), que marca el inicio de la teoría política moderna.

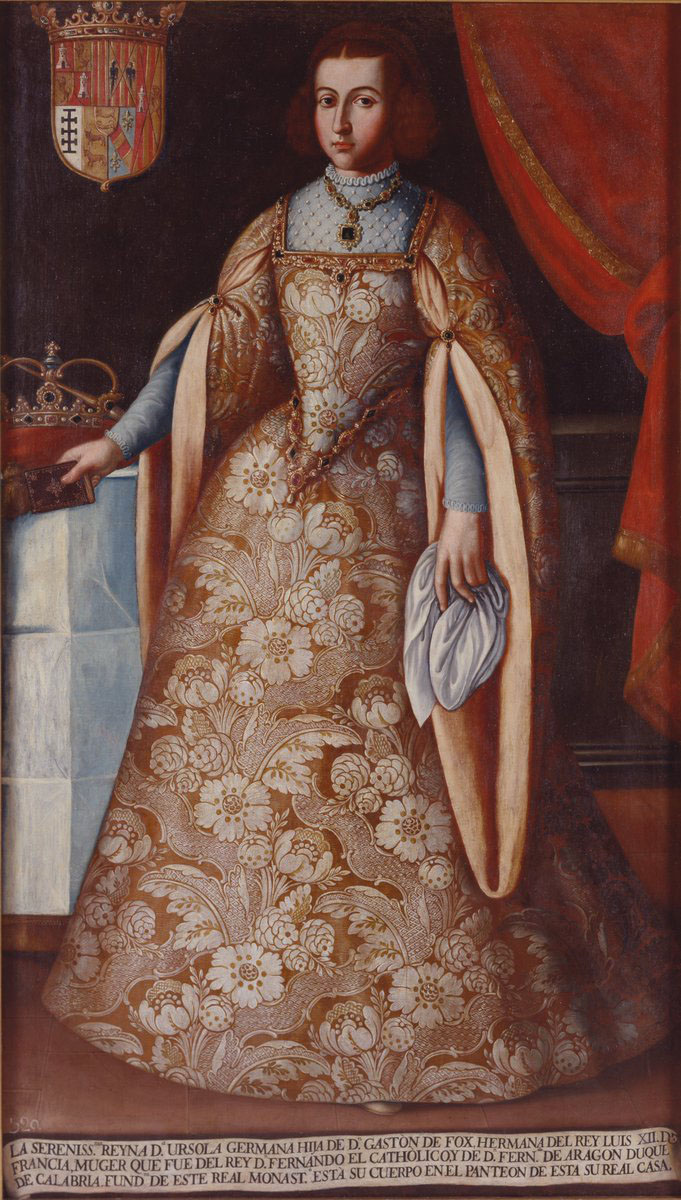
Germana de Foix.
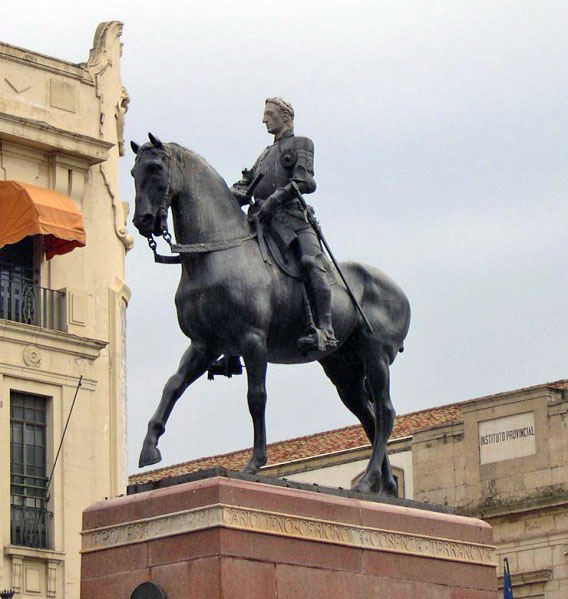
Monumento al Gran Capitán (Córdoba).
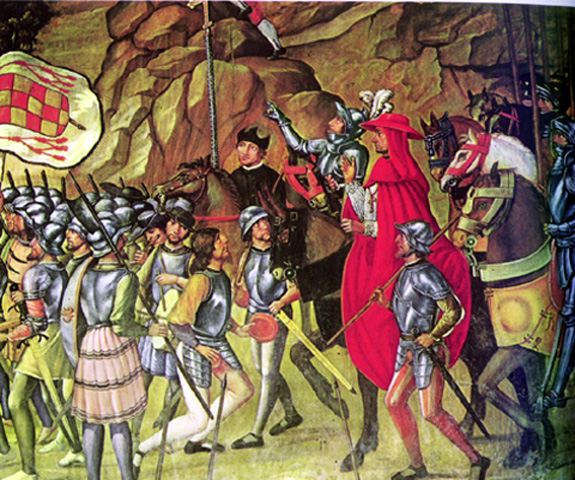
El Cardenal Cisneros en la toma de Orán, fresco de la Capilla Mozárabe de la Catedral de Toledo (Juan de Borgoña, 1514).

#### Ocupación de plazas norteafricanas
Ya existía un puerto norteafricano en manos de un reino cristiano peninsular: Ceuta, conquistada por Portugal en 1415. Tras la toma de Granada, aumentó el interés castellano por la zona. El duque de Medina Sidonia tomó Melilla en 1497; y en sucesivas campañas organizadas por el Cardenal Cisneros y el conde Pedro Navarro se ocuparon otros enclaves de la costa de Berbería: Mazalquivir en 1505, el Peñón de Vélez de la Gomera en 1508; Orán en 1509, y Bujía, Trípoli y Argel en 1510. No se consiguió tomar un enclave en Túnez ("desastres" de los Gelves, 29 de agosto de 1510, y los Querquenes, 20 de febrero de 1511).

#### Nápoles

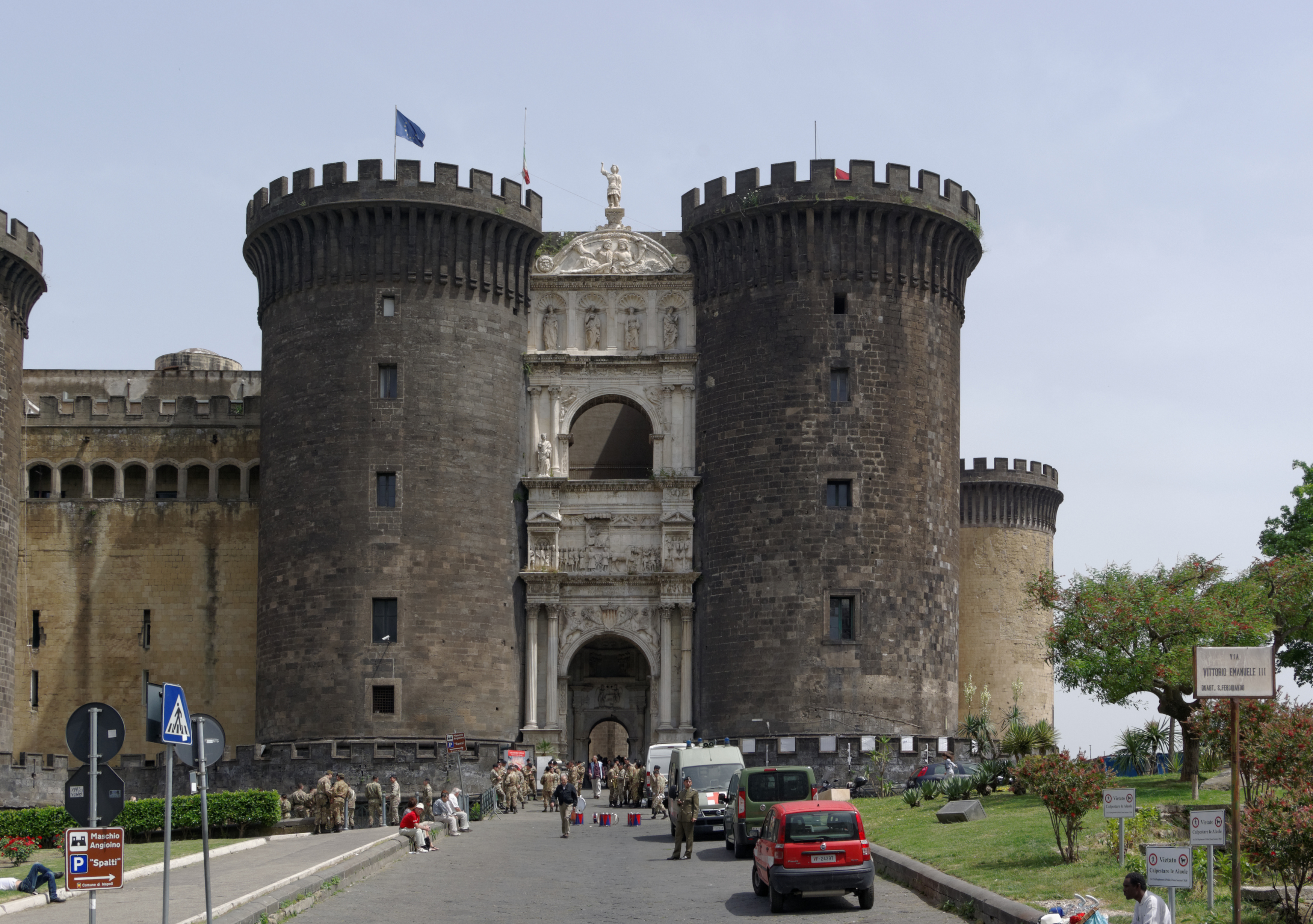
Castel Nuovo de Nápoles.

Fernando tuvo que contener la desmesurada ambición del Gran Capitán acudiendo personalmente a Nápoles (1506-1507), lo que dio origen a la tópica expresión Las cuentas del Gran Capitán como referencia a su orgullosa respuesta ante el rey (que quedaría calificado de mezquino e ingrato). También consiguió el reconocimiento del Papa, que le invistió como rey de Nápoles; aunque no se produjeron cambios institucionales de importancia, conservando el reino de Nápoles una gran autonomía jurídica y política.
Entre 1508 y 1509 se recuperaron las islas venecianas del Adriático.

#### Anexión de Navarra

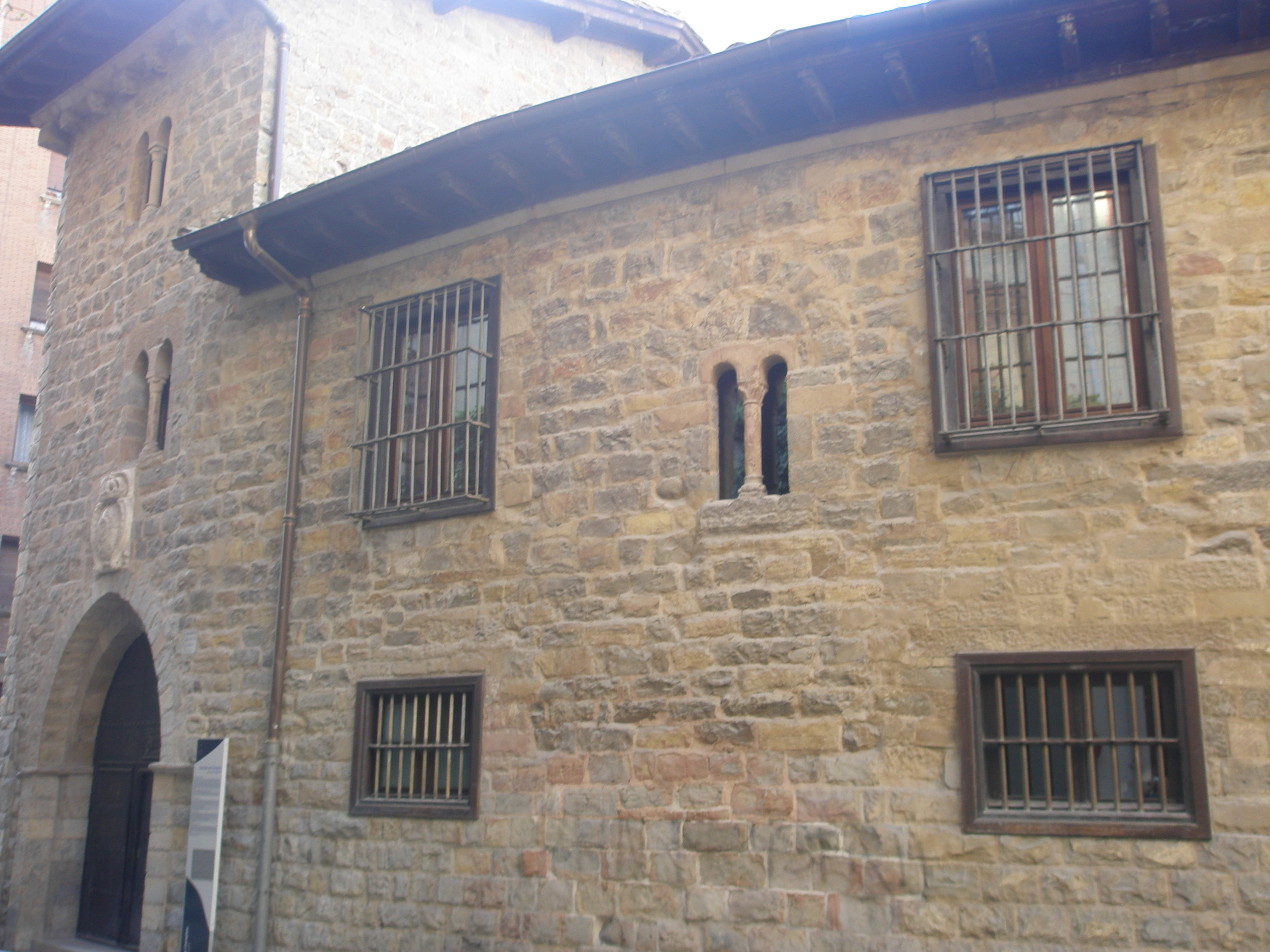
Sede de la Cámara de Comptos de Navarra desde 1525.

En 1509 Fernando decidió implicarse nuevamente en la política navarra apoyando una rebelión. La situación jurídica cambió a partir de la muerte en 1512 de Gastón de Foix, conde de Narbona (vinculado a Francia durante las guerras de Italia), que hizo pasar los derechos de éste a su hermana (Germana de Foix, la esposa del Rey Católico). Luis XI garantizó por el Tratado de Blois (1512) su alianza con los reyes de Navarra (Catalina de Foix y Juan de Albret) a cambio del reconocimiento de su dependencia y el pago de una renta. Fernando, justificado por esta ruptura de la neutralidad, y con el apoyo del papa Julio II (que excomulgó a Juan y Catalina); encargó al Duque de Alba la ocupación militar del reino de Navarra y la expulsión de las tropas francesas, lo que consiguió con rapidez en la mayor parte del territorio, al sur de los Pirineos (julio a septiembre de 1512). La tierra de ultrapuertos, al norte, quedó en manos de nobles franceses.
La anexión formal de Navarra se produjo finalmente en 1515, y no se hizo a la Corona de Aragón, sino a la Corona de Castilla. No obstante, se mantuvo como un reino separado, con leyes e instituciones propias (Fueros de Navarra, Consejo de Navarra, Cortes de Navarra, Cámara de Comptos de Navarra) y una amplísima autonomía en sus asuntos internos, que incluso sometía a revisión las órdenes o leyes emitidas por el rey (derecho de sobrecarta o pase foral), que era representado por un virrey.

### Regencia de Cisneros en Castilla e interregno en Aragón (1516-1517)
A la muerte de Fernando, el inicial cuestionamiento de la aristocracia castellana a la regencia del arzobispo de Toledo, Francisco Jiménez de Cisneros, provocó una famosa respuesta de éste: reuniendo a los grandes frente a una unidad de artillería, proclamó Estos son mis poderes, frase que se ha convertido en un tópico para expresar el autoritarismo, o el control efectivo de los mecanismos del poder (poder fáctico).
Durante este periodo Cisneros hubo enfrentar dos amenazas militares, una en Navarra, consiguiendo evitar la tentativa de incursión de los Albret; y otra en Argel, donde la guarnición castellana fue derrotada por Jeireddín Barbarroja (1516).
El hecho de que la reina legítima, Juana, siguiera incapacitada (pero no hubiera abdicado ni se la hubiera destituido), abría varias posibilidades, entre las que se consideró la de entregar el trono a Fernando (hijo menor de la reina Juana, que se había criado en Castilla), en vez de a su hermano mayor Carlos "de Gante", criado en Flandes por los Borgoña-Habsburgo. La precipitada proclamación como rey de Carlos en Bruselas llevó a Cisneros a aceptar los hechos consumados, pero solicitó su presencia urgente en España para evitar una posible rebelión. Tras casi dos años de regencia, Cisneros falleció mientras viajaba hacia Santander, donde estaba previsto el desembarco del nuevo rey.
En Aragón, el testamento de Fernando preveía que la regencia fuera ejercida por su bastardo el arzobispo Alonso, al que había conseguido la sede de Zaragoza; pero tal disposición no fue aceptada por las instituciones de la Corona aragonesa (en el caso de Sicilia, incluso se llegaron a producir revueltas), no resolviéndose la situación jurídica hasta 1518 y 1519.

### Primer Renacimiento en España
El primer renacimiento español fue el resultado del desarrollo del arte y arquitectura peninsulares que manaba de una evolución del gótico y una influencia del arte mudéjar; influenciado por los movimientos artísticos que llegaron del renacimiento flamenco e italiano. Destaca el surgimiento de un estilo decorativo llamado plateresco.

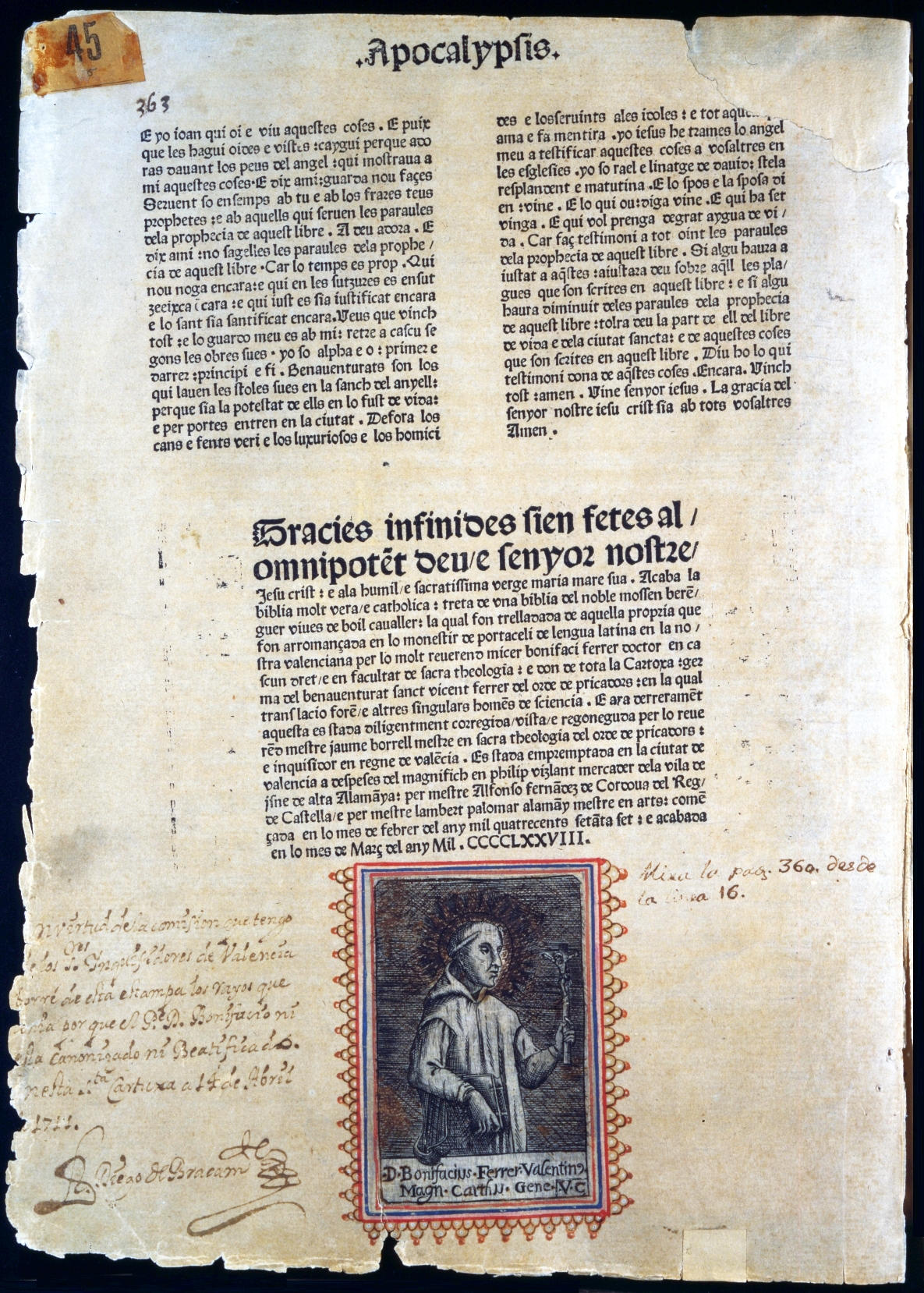
Biblia Valenciana, traducción de Bonifacio Ferrer, 1477-1478.
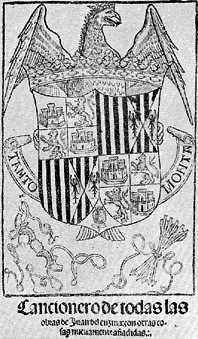
Cancionero de Juan del Encina, 1496.
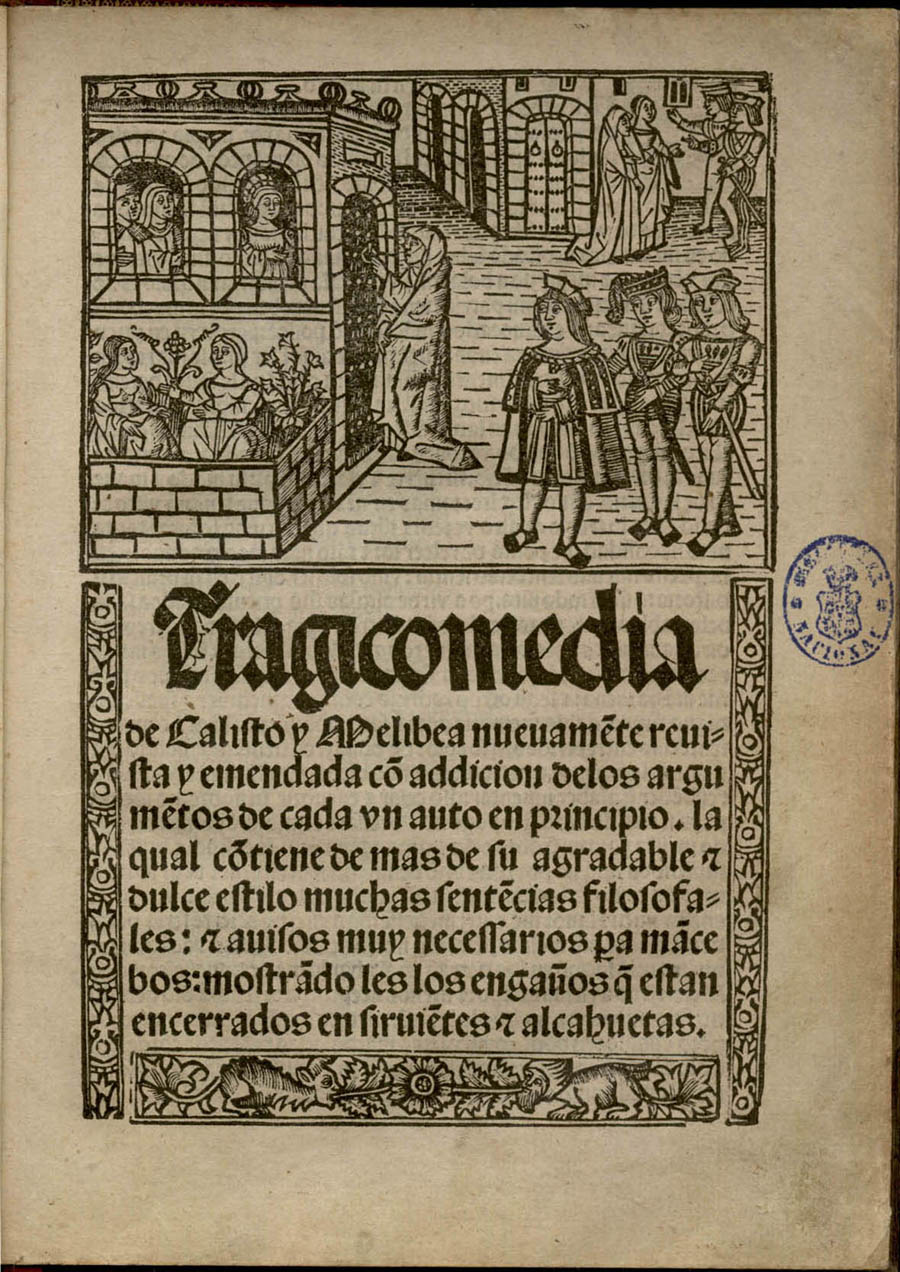
Tragicomedia de Calisto y Melibea, de Fernando de Rojas, edición de 1502 (ampliación de la primera edición de 1499, probablemente titulada Comedia). La fuerza del personaje llamado Celestina hizo que terminara por identificarse como título de la obra.
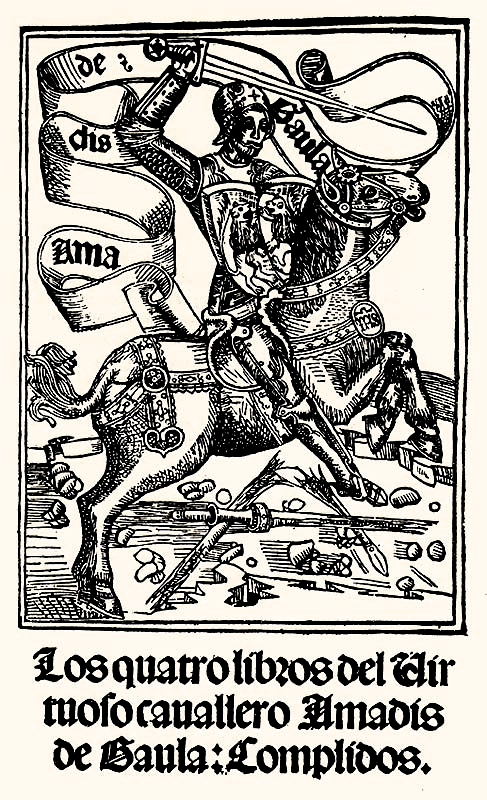
Amadís de Gaula, de Garci Rodríguez de Montalvo, 1508 (es reelaboración y ampliación de una obra muy anterior).
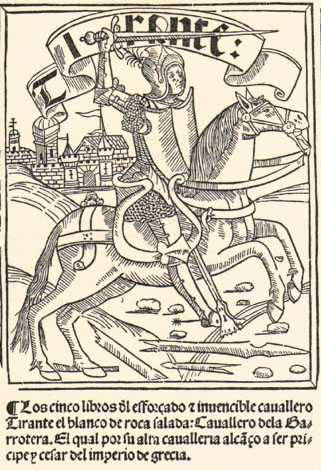
Los cinco libros del esforzado caballero Tirante el Blanco, de Joanot Martorell, 1511.

## Austrias mayores: Imperio y revolución de los precios (1517-1598)

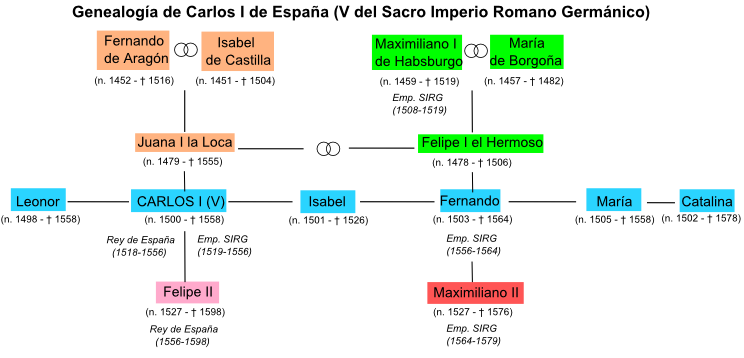
Genealogía de los Austrias mayores.
Carlos V, que solo se casó una vez (con Isabel de Portugal), tuvo un total de seis hijos de ese matrimonio, de los que le sobrevivieron tres (Felipe II, María de Austria y Portugal y Juana de Austria), y un hijo extramatrimonial (Juan de Austria). Felipe II, que se casó cuatro veces, solo fue sobrevivido por un hijo varón (Felipe III), y una hija (Isabel Clara Eugenia).

### Reinado de Carlos I (1517-1556)

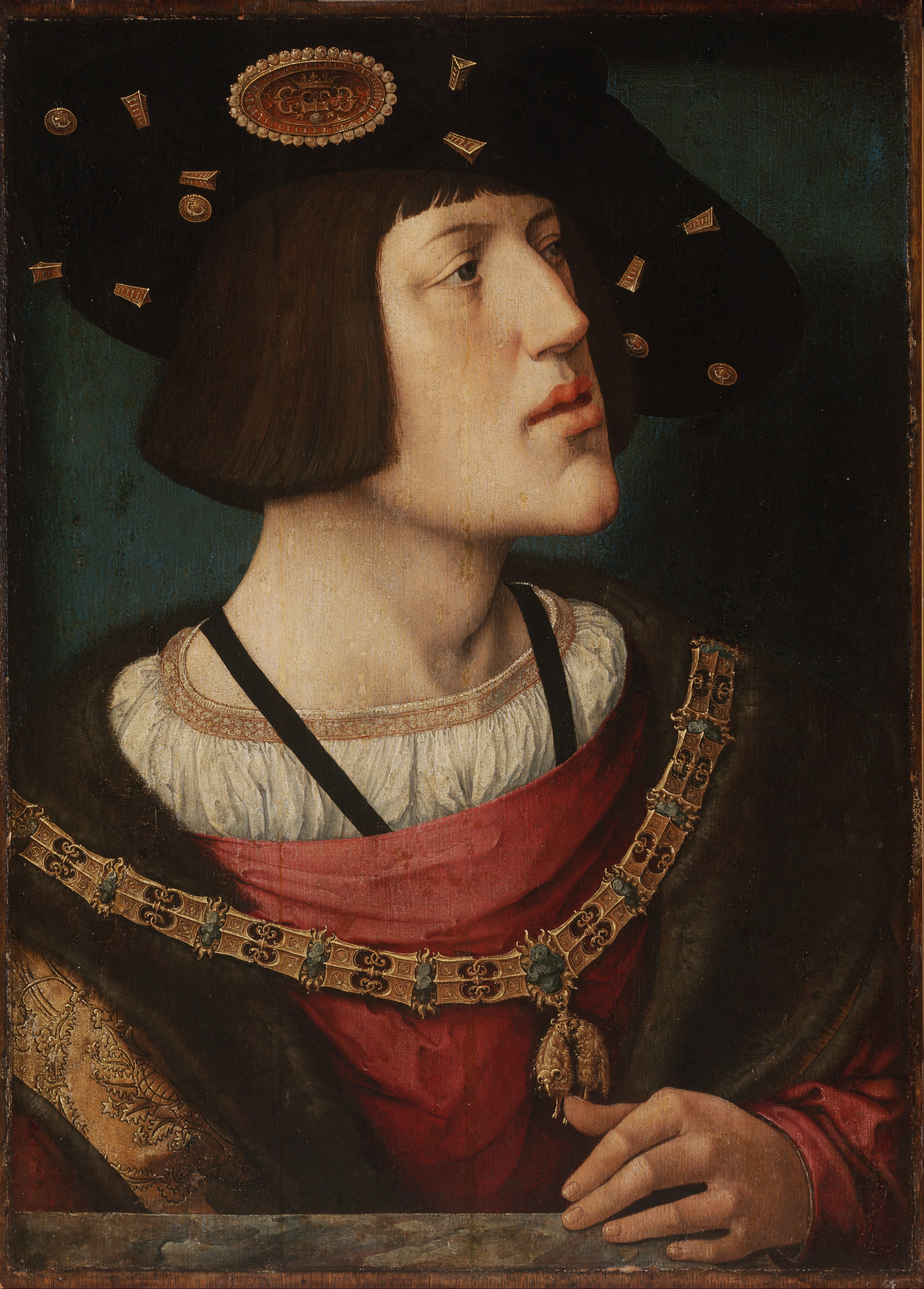
Retrato de Carlos V por Bernard van Orley, hacia 1520 (el retratado tenía veinte años).

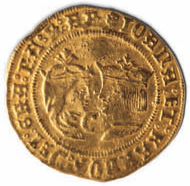
Doble ducado de Juana y Carlos (tipo acuñado entre 1516 y 1528).

Carlos I desembarcó de forma imprevista en el puerto asturiano de Villaviciosa el 8 de septiembre de 1517, trayendo consigo una nutrida y costosa representación de la corte flamenca de Malinas, entre la que destacaba Guillermo de Croy, señor de Chièvres, cuyas inclinaciones francófilas había demostrado en el Tratado de Noyon (13 de agosto de 1516), y que enseguida fue objeto de todo tipo de acusaciones, especialmente de avaricia y nepotismo (consiguió el nombramiento de su sobrino homónimo, de tan sólo 20 años, como arzobispo de Toledo en sustitución de Cisneros).
Sucesivamente, las Cortes de Castilla (Valladolid, 1518) y las de Aragón reconocieron al nuevo monarca y le concedieron sus peticiones fiancieras, aunque no sin condiciones (prohibición de sacar dinero del país, no vender los cargos ni dárselos a extranjeros, libertad para la reina madre, etc.), que fueron aceptadas por el monarca. Las convocadas Cortes valencianas no llegaron a celebrarse, pues antes de ello la prioridad política pasó a ser la elección de Carlos como emperador de Alemania, puesto electivo vacante por la muerte de su abuelo Maximiliano I de Habsburgo (12 de enero de 1519). Se convocaron nuevamente las Cortes de Castilla (las únicas con capacidad financiera significativa), primero en Santiago de Compostela y luego en La Coruña (marzo-abril de 1520, véase Cortes de Santiago y La Coruña), que le concedieron sin una negociación real (se acusó a los procuradores de haberse dejado presionar y sobornar) una nueva aportación de 400.000 ducados. El dinero necesario para garantizarse la elección (en la que competía con Francisco I de Francia) le había sido adelantado como préstamo por Jakob Fugger, una apuesta financiero-política que convirtió a su casa en la banca más próspera del mundo, basada en su provechosísima relación con España y las Indias, donde se les castellanizó su nombre (Fúcares).
Al partir para Alemania Carlos I (20 de mayo de 1520) dejó como regente a un extranjero en Castilla, Adriano de Utrecht, incumpliendo parte de lo acordado en las negociaciones de Cortes, así como la salida de dinero. La difusión de las noticias por Castilla provocó una revuelta, iniciada en Segovia (29 de mayo) y posteriormente generalizada; que en Valencia también se produjo, aunque con causas y desarrollo diferentes.

#### Guerra de las Comunidades de Castilla

En morado, las ciudades comuneras; en verde, las imperiales. Las ciudades que estuvieron presentes en ambos bandos aparecen en ambos colores.

Representantes de varias ciudades del centro de Castilla, convocadas por Toledo (8 de junio), se reunieron en una Junta de Comunidades en Ávila (agosto), y fueron ganando adhesiones a medida que se intensificaba la represión imperial (asedio de Segovia, incendio de Medina del Campo -21 de agosto-). El carácter antifiscal y particularista de la revuelta respondía a un sentimiento generalizado de pérdida de independencia y control en los asuntos internos castellanos, que únicamente beneficiaba a Flandes y que sólo era visto con menor recelo por las ciudades periféricas de predominio mercantil (Burgos o Sevilla). Se propuso anular el servicio votado en La Coruña, interpretándolo como el resultado de una coacción, y volver al sistema de encabezamiento, exigir el nombramiento de un regente castellano y de castellanos para todos los demás oficios y cargos recientemente concedidos a extranjeros, y reafirmar la prohibición de sacar dinero de Castilla. La Junta no reconocía ni a Adriano de Utrecht ni al Consejo Real, considerando que sólo la Chancillería de Valladolid representaba una autoridad legítima. Los iniciales movimientos militares perfilan la separación de dos bandos y convierten la revuelta en una verdadera guerra civil entre comuneros (la baja nobleza y la burguesía de las ciudades del centro de Castilla, interesadas en el desarrollo de la artesanía local, liderados por Juan de Padilla -Toledo-, Juan Bravo -Segovia- y Francisco Maldonado -Salamanca-, con escasa presencia de altos nobles -Pedro Girón, Pedro de Ayala- o altos clérigos -Antonio de Acuña, obispo de Zamora-) e imperiales (las ciudades con intereses en el comercio exterior, el clero y la alta nobleza con intereses ganaderos, y los grandes, liderados por el Condestable y el Almirante). Los comuneros buscaron legitimarse recurriendo a la reina Juana (madre de Carlos, que desde hacía años se encontraba recluida en Tordesillas al considerarla loca, pero que no había abdicado). La actitud de la reina es difícil de valorar, pero no llegó a firmar ningún documento.
La radicalización del movimiento comunero, que en algunos puntos se convirtió en una revuelta antiseñorial, resultó decisiva para que la mayor parte de la nobleza apoyase al bando imperial. La derrota de los comuneros en la batalla de Villalar (23 de abril de 1521) descabezó el movimiento con la ejecución de sus líderes. Únicamente la ciudad de Toledo resistió varios meses, dirigida por María Pacheco, viuda de Padilla.

#### Revuelta de las Germanías

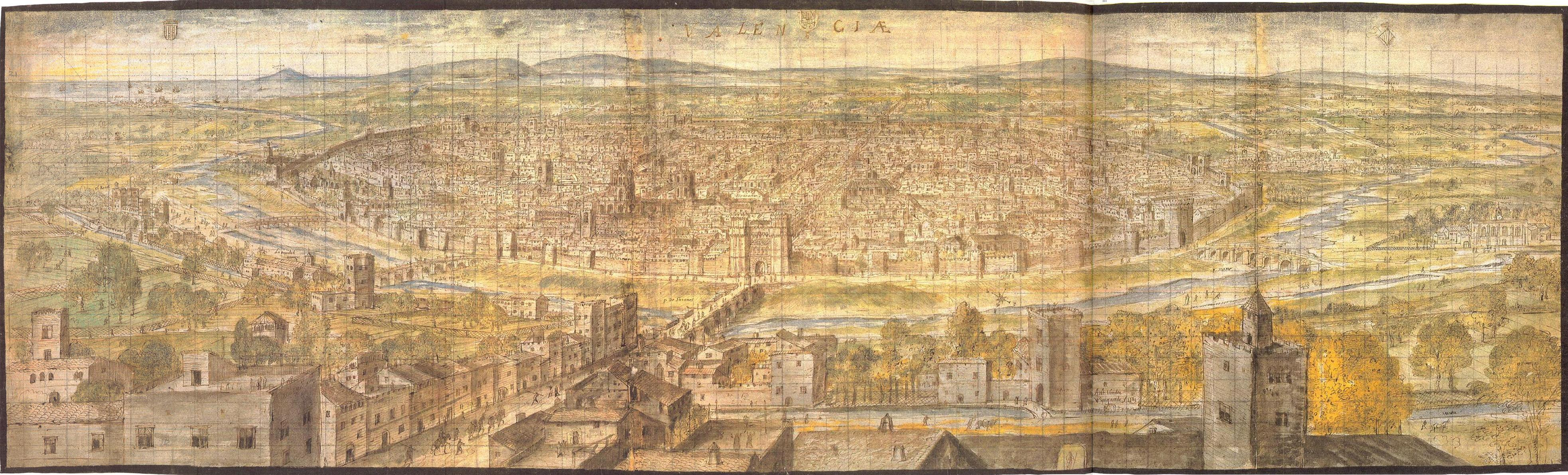
Vista de Valencia en 1563, por Anton van der Wyngaerde.

El descontento presente en el reino de Valencia desde el incumplimiento de la convocatoria de Cortes aumentó por el nombramiento como virrey del conde de Mélito (Diego Hurtado de Mendoza de la Vega y Luna, un aristócrata castellano). La decadencia demográfica y económica del reino había sido constante desde el siglo XV. La peste de 1519 había apartado a la nobleza de las ciudades, dejando un vacío de poder ocupado por la burguesía artesana y mercantil organizada en germanías ("hermandades"). Los periódicos ataques de la piratería berberisca habían acostumbrado a los ciudadanos a la autodefensa (Junta de los Trece, instituida por los Reyes Católicos), además de reforzar el recelo social ante la presencia de una importante minoría morisca en los dominios rurales nobiliarios. La elección de jurados en la ciudad de Valencia (18 de mayo de 1521) sirvió de detonante para una revuelta urbana, en que la muchedumbre atacó el palacio virreinal.
La sublevación se generalizó, convirtiéndose en una verdadera guerra civil en toda Valencia, que incluso se extendió a los reinos vecinos (sobre todo al reino de Mallorca, aunque también en zonas de Cataluña y el Bajo Aragón). Su carácter fue muy complejo, presentando componentes particularistas, sociales y religiosos; en algunas zonas rurales adquirió la forma de levantamientos antiseñoriales, de imposible coordinación con las revueltas urbanas, protagonizadas por la burguesía. Hubo incluso un brote de sebastianismo, dirigido por un oscuro personaje (El Encubierto) que decía ser Juan, hijo de los Reyes Católicos y verdadero heredero del trono.
Tras la rendición de los rebeldes de Oropesa, capturado el líder Vicente Peris en Valencia (3 de marzo de 1522), y tomadas Játiva y Alcira, el reino de Valencia fue finalmente pacificado; nombrándose a Germana de Foix, la viuda de Fernando el Católico, para el cargo de virrey.
Sin embargo, en Mallorca el movimiento alcanzó una mayor profundidad, a causa de que, en ausencia de campesinado morisco, sí fue posible la coordinación de las revueltas populares y urbanas. Los agermanats mallorquines, con un discurso igualitario, lograron el control de toda la isla, derrotando la resistencia nobiliaria. Fue necesario enviar una flota imperial que restauró la situación anterior mediante una severa represión (finales de 1522).

#### Hegemonía europea: franceses y protestantes

Territorios de Carlos V (fuera del mapa, el imperio ultramarino):
Herencia castellana (de su abuela materna, Isabel la Católica, muerta en 1504); ejerce el reinado de forma efectiva desde 1518, aunque la reina titular siguió siendo su madre, Juana la Loca, muerta en 1555. De los enclaves africanos, Argel se perdió en 1530, y Túnez no fue conquistado hasta 1535.
Herencia aragonesa (de su abuelo materno, Fernando el Católico, muerto en 1516), incluyendo las islas mediterráneas y el sur de Italia; no así el Ducado de Milán, conquistado en 1521, en su condición de feudo imperial.
Herencia borgoñona (de su abuela paterna, María de Borgoña, muerta en 1482, a través de su padre, Felipe el Hermoso, muerto en 1506); excepto Frisia, Utrecht, Groninga y otros pequeños territorios de los Países Bajos septentrionales, adquiridos en distintos momentos del reinado de Carlos.
Herencia austríaca (de su abuelo paterno, Maximiliano I de Habsburgo, muerto en 1519). En 1521 cede el gobierno del territorio a su hermano Fernando I de Habsburgo, que desde 1526 era también rey de Hungría.
Sacro Imperio Romano Germánico (por elección, en 1520). El poder efectivo no era ejercido por el Emperador, sino por los príncipes locales.

La posibilidad de ejercer una hegemonía europea tuvo desde el inicio del reinado de Carlos dos importantes antagonistas: el mayor la monarquía francesa de Francisco I, que tras perder la compencia por la elección imperial no perdió ninguna oportunidad de intervenir en Italia, Navarra, Alemania o cualquier otro escenario que pudiera perjudicar a Carlos (incluso apoyando al Imperio turco); y en segundo lugar, las inestables ligas de príncipes alemanes, que encontraron en la Reforma protestante un medio idóneo para aumentar su poder a costa del clero local, el Papa y el Emperador. La posición del tercer rey en discordia, Enrique VIII de Inglaterra, fue apoyar alternativamente a Carlos y a Francisco, y combatir o aproximarse sucesivamente a los protestantes. La posición de los sucesivos papas osciló entre el enfrentamiento abierto, el recelo y la sumisión (llegándose a nombrar papa a uno de sus más estrechos colaboradores, Adriano de Utrecht).

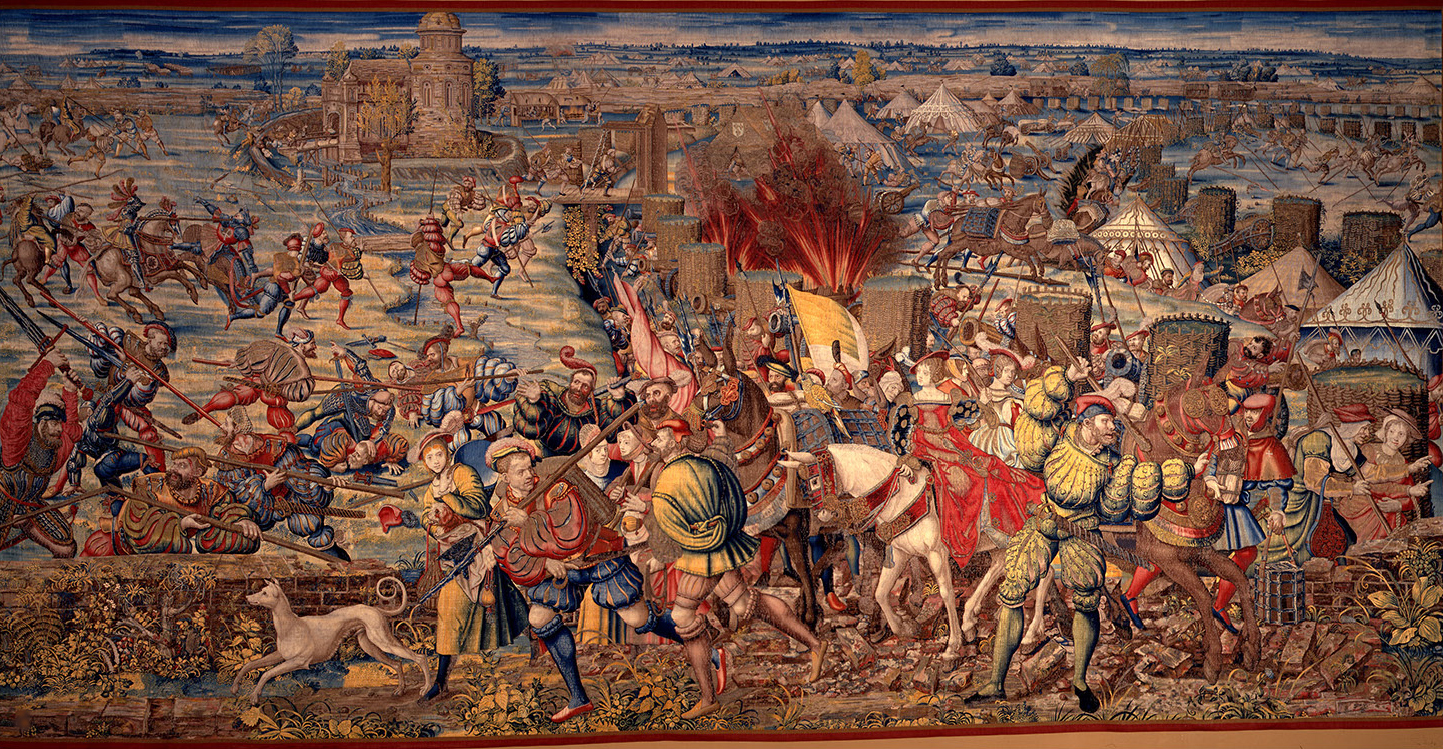
Batalla de Pavía donde Francisco I de Francia fue capturado y el ejército francés derrotado.

Mostradme la cláusula del testamento de Adán en la que se le otorga al rey de España la mitad del mundo
Frase atribuida a Francisco I

... un poquito de favor a un fray que se dice fray Martín, que está con el duque Fadrique de Sajonia, del cual tiene el Papa grandísimo miedo, porque predica y publica grandes cosas contra su poder
Juan Manuel, embajador en Roma, al rey Carlos I, 1520

¡Creo, de verdad, que no será este frailuco el que me haga a mí hereje!
Atribuido a Carlos V en la Dieta de Worms

#### La Hacienda de Carlos I
Las guerras suponían un gasto desorbitado. Las rentas ordinarias de la Corona no eran suficientes, por lo que constantemente se recurría al crédito, condicionando los recursos futuros. Había diferentes tipos de deuda: juros (emisiones de títulos de deuda, redimibles o permanentes), préstamos forzosos, préstamos voluntarios o "socorros", y letras de cambio a corto plazo.
Los impuestos de Castilla, base de los ingresos reales, seguían siendo los mismos que en la Baja Edad Media. En 1536 se implantó el encabezamiento general de las alcabalas, congeladas desde el inicio de su reinado por temor a una nueva rebelión antifiscal como la de las Comunidades. La recaudación de las alcabalas aumentó un 4.68% frente al 44% de aumento del resto de rentas de la Corona. Otras rentas ordinarias habían aumentado considerablemente como consecuencia del incremento del comercio: las aduanas, numerosas y dispersas por todo el reino, en puertos secos y puertos de mar. Regalías menores eran el estanco de las salinas (monopolio real centralizado en los alfolíes -también había salinas propiedad de particulares-), el 5% del producto de las minas y del alumbre, otros estancos, penas de cámara, galeotes, etc. Otros ingresos importantes eran la moneda forera (pagada por el reino cada 6 o 7 años para evitar que el rey utilizase su potestad de alterar el valor de la moneda) y el monopolio de las almadrabas (pesquerías de atún) del reino de Granada. Las Cortes negociaban periódicamente el servicio ordinario y extraordinario.
A los impuestos sobre bienes eclesiásticos derivados de concesión papal (el excusado, la Bula de Cruzada y el subsidio eclesiástico) se denominaba "gracias" o "Tres Gracias", y su fin teórico era sufragar la defensa de la fe.
También había ingresos irregulares como las dotes, el rescate de los Delfines de Francia tras el Tratado de Madrid (1526). De importancia creciente, llegando a convertirse en una partida decisiva a mediados de siglo, eran los ingresos obtenidos en las Indias: esencialmente el quinto real (las regalías de minas, que suponían el 20% de los metales preciosos), al que se añadían los impuestos sobre los pueblos indios, algunos diezmos y penas de cámara.
Hubo también recursos extraordinarios o enajenaciones, de consecuencias sociales más importantes que su relativa rentabilidad para el Tesoro. El monarca extendió la venta de todo tipo de regalías o derechos enajenados del patrimonio regio, pese a la fuerte oposición que las Cortes demostraron contra ello. Se vendieron jurisdicciones, especialmente en territorios de las órdenes militares, con autorización papal (en 1529 se autorizó a quitar villas, vasallos y bienes con un valor de 40.000 ducados, que se irá renovando). Tal fue la cantidad de enajenaciones, que saturó el mercado, teniéndose que recurrir en el reinado siguiente a la enajenación de diezmos. Otro recurso fue la venta de hidalguías, aunque no obtuvo los recursos esperados. A finales del reinado se recurrió al arbitrio de la venta de jurisdicciones a los propietarios de fincas, recurso que tendrá mucha más extensión en el siglo XVII. Las alteraciones los bienes comunales, por la "venta y perpetuación de baldíos", que se dio sobre todo a partir de 1580, agotó la capacidad de seguir extrayendo recursos fiscales y condujo inevitablemente a las quiebras periódicas de la Hacienda y a las devaluaciones monetarias.

### Reinado de Felipe II (1556-1598)

Territorios de la Monarquía Hispánica de Felipe II, tal como eran administrados por el complejo polisinodial:
Consejo de Castilla.
Consejo de Aragón.
Consejo de Portugal (desde 1580).
Consejo de Italia.
Consejo de Indias (extensión aproximada de los territorios controlados efectivamente; aunque la reivindicación teórica de soberanía (derivada de los "justos títulos") podría aplicarse a la totalidad, desde 1573 (Ordenanzas para Descubrimientos y Poblaciones) el rey ordenó explícitamente detener las "conquistas", utilizándose en lo sucesivo los eufemismos "poblaciones" y "pacificaciones".
Consejo de Flandes (el territorio era escenario desde 1568 de la revuelta de Flandes, que triunfó en la parte septentrional, las llamadas Provincias Unidas, independientes de hecho).

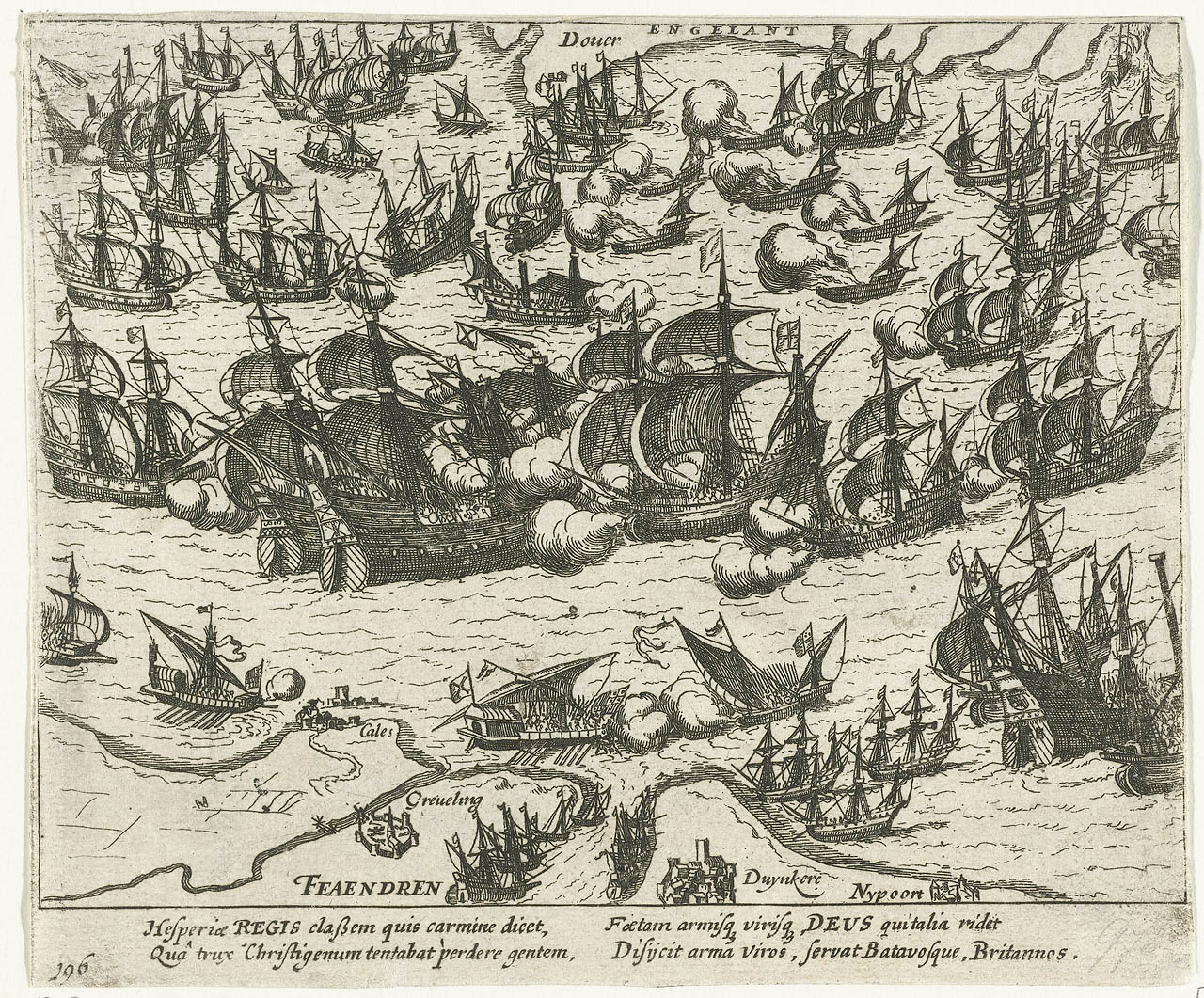
Un grabado holandés muestra a la Armada Invencible entablando un combate naval en el Canal de la Mancha (en su parte más estrecha, entre Calais y Dover)

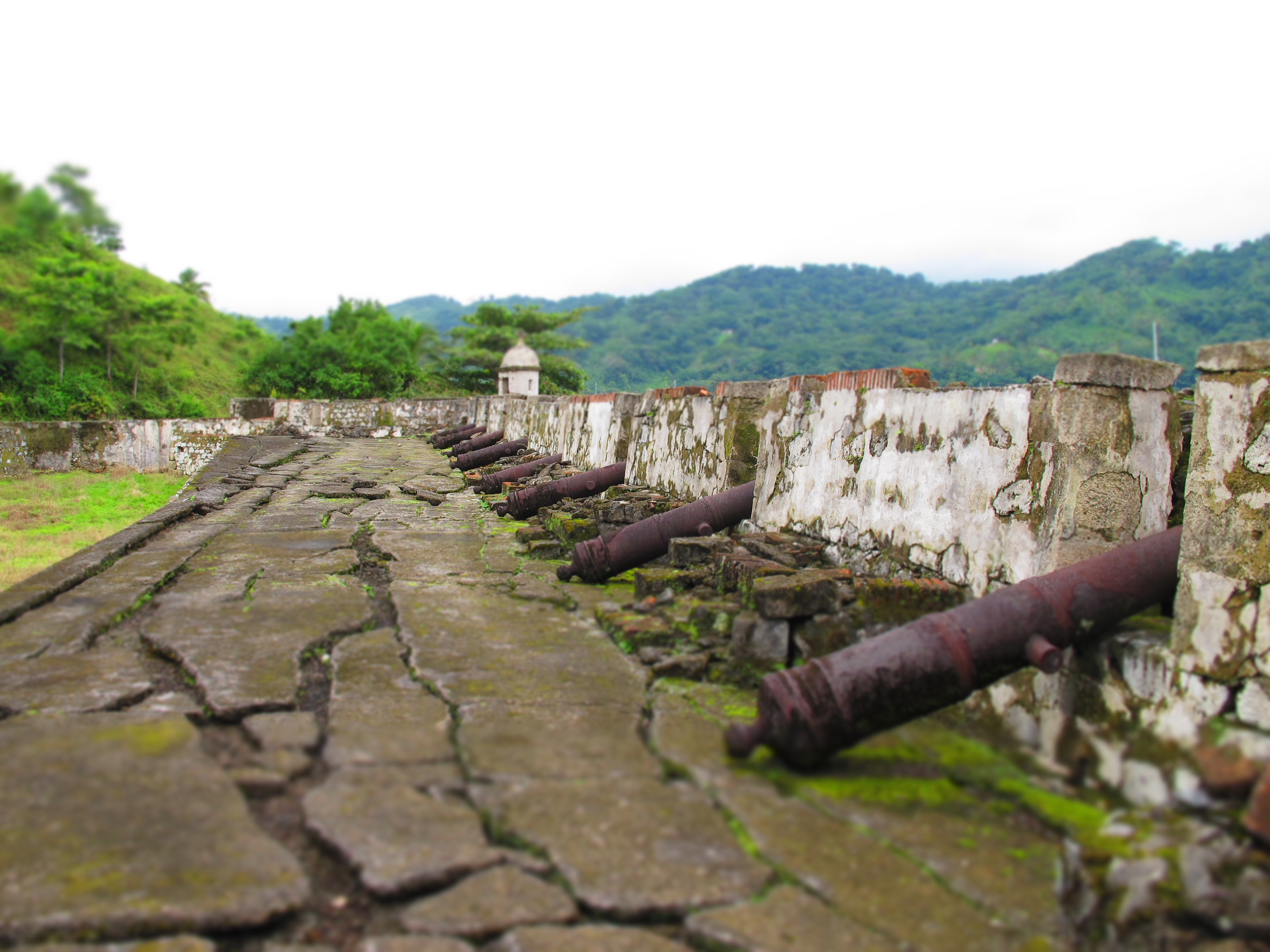
Batería baja del fuerte de San Fernando (Portobelo)

Felipe, el primero de su dinastía nacido en España (Valladolid, 1527), fue regente de los reinos hispánicos (necesidad impuesta por los constantes viajes europeos de su padre, Carlos V) desde los doce años, a la muerte de su madre (Isabel de Portugal, en 1539). En su consejo de regencia fue asistido por Francisco de los Cobos, el cardenal Tavera y el Duque de Alba. Tras un breve matrimonio que renovaba la alianza portuguesa (1543-1545, con su prima María Manuela, muerta tras el parto del príncipe Carlos), Felipe se casó en 1554 con María Tudor, reina de Inglaterra (hija de Enrique VIII y Catalina de Aragón, por tanto, nieta de los Reyes Católicos y tía segunda suya, once años mayor que él), en una operación de amplio calado que pretendía afianzar la vuelta de ese reino al catolicismo y a la alianza con el Imperio (incluso se enviaron clérigos españoles para depurar las universidades inglesas). En 1555 se produjeron las abdicaciones de Bruselas que, aunque confirmaron la división territorial prevista (Felipe no sería Emperador, lo sería el Archiduque de Austria, su tío Fernando, Rey de Romanos desde 1531), le convirtieron en el monarca más poderoso del mundo. La supremacía sobre Francia quedó evidenciada en la batalla de San Quintín (10 de agosto de 1557), aunque los franceses recuperaron Calais (7 de enero de 1558). La muerte sin hijos de María (17 de noviembre de 1558) le privó del reino de Inglaterra, que pasará a ser uno de sus principales adversarios con la reina Isabel (restauró la reforma anglicana, persiguió el catolicismo e impulsó la expansión marítima y comercial, rompiendo el control naval español del Atlántico). El tratado de Cateau-Cambrésis (2 de abril de 1559) establecía la paz entre España y Francia, confirmando el predominio español en Italia y Flandes, y significó el tercer matrimonio de Felipe, con la princesa francesa Isabel de Valois (1559-1568).
En 1559 Felipe volvió a España, de donde no volvió a salir, fijando la corte en Madrid (1561). Su estrecha supervisión del complejo aparato burocrático le permitió controlar con firmeza las respuestas a los múltiples desafíos que surgían en todos los escenarios conflictivos, entre los que destacaron la revuelta de Flandes (desde 1566), la rebelión de las Alpujarras (1568-1571), en parte relacionada con los enfrentamientos contra el Imperio Otomano en el Mediterráneo (batalla de Lepanto, 7 de octubre de 1571), la crisis sucesoria que le permitió convertirse en rey de Portugal (1578-1580), y los enfrentamientos contra Inglaterra en el Atlántico (fracaso de la Armada Invencible, 1588). Un último matrimonio (1570-1580, con su sobrina Ana de Austria, veintidós años menor que él) le permitió conseguir un heredero varón (el futuro Felipe III, nacido en 1578) tras las extrañas circunstancias en torno a la muerte del príncipe Carlos (1568), que suscitaron todo tipo de especulaciones. La corte vivió conjuras y enfrentamientos entre albistas y ebolistas ("halcones" y "palomas" respectivamente), llegando a extremos violentos con repercusión en la política interior (revuelta de Antonio Pérez en Aragón -1590-, el protagonista, su principal secretario, había sido destituido en 1579 acusado del asesinato de Escobedo, secretario de Juan de Austria -hermanastro del rey, vencedor en Lepanto y gobernador de Flandes, donde intentaba una solución militar, y muerto por las mismas fechas, en 1578-).
Los últimos años de su largo reinado se caracterizaron por la decadencia física del rey en el contexto de un paulatino cambio de ciclo económico secular (de la expansión del siglo XVI a la crisis del siglo XVII), simultáneo a un decisivo hecho de longue durée: el basculamiento del eje histórico de la civilización occidental del Mediterráneo al Atlántico, y al inicio de la decadencia española. La intervención en las guerras de religión de Francia en apoyo del bando católico no tuvo éxito, al imponerse la solución apoyada por los politiques y el Papa (entronización del candidato protestante, Enrique de Borbón, tras su conversión al catolicismo -1589-). La situación en Flandes se estabilizó tras las campañas dirigidas por Alejandro Farnesio (sobrino del rey y de Juan de Austria), que continuó la guerra con Francia hasta su muerte en 1592. La paz de Vervins (1598) puso fin al conflicto francés, dejando el gobierno de los Países Bajos españoles (solo controlada la zona sur, católica -Unión de Arrás-) en manos de Isabel Clara Eugenia (hija de Felipe II e Isabel de Valois -y que por ello mantenía hasta entonces su pretensión al trono de Francia-) y su marido Alberto de Austria (doblemente sobrino de Felipe II, por parte de padre y madre), con el título de archiduques soberanos (el matrimonio no tuvo hijos y sus Estados continuaron dependiendo de la Monarquía Hispánica).

Si el rey no acaba el reino acaba.
Expresión anónima que corría por Madrid en 1595.

## Austrias menores: decadencia española y crisis delsigloXVII
donde el mundo le acompaña

viene a morir en España,

y es en Génova enterrado

...

¡Poderoso caballero es Don Dinero!

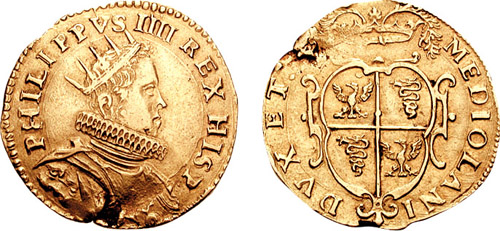
Nace en las Indias honrado,
donde el mundo le acompaña
viene a morir en España,
y es en Génova enterrado
...
¡Poderoso caballero es Don Dinero!
Francisco de Quevedo.

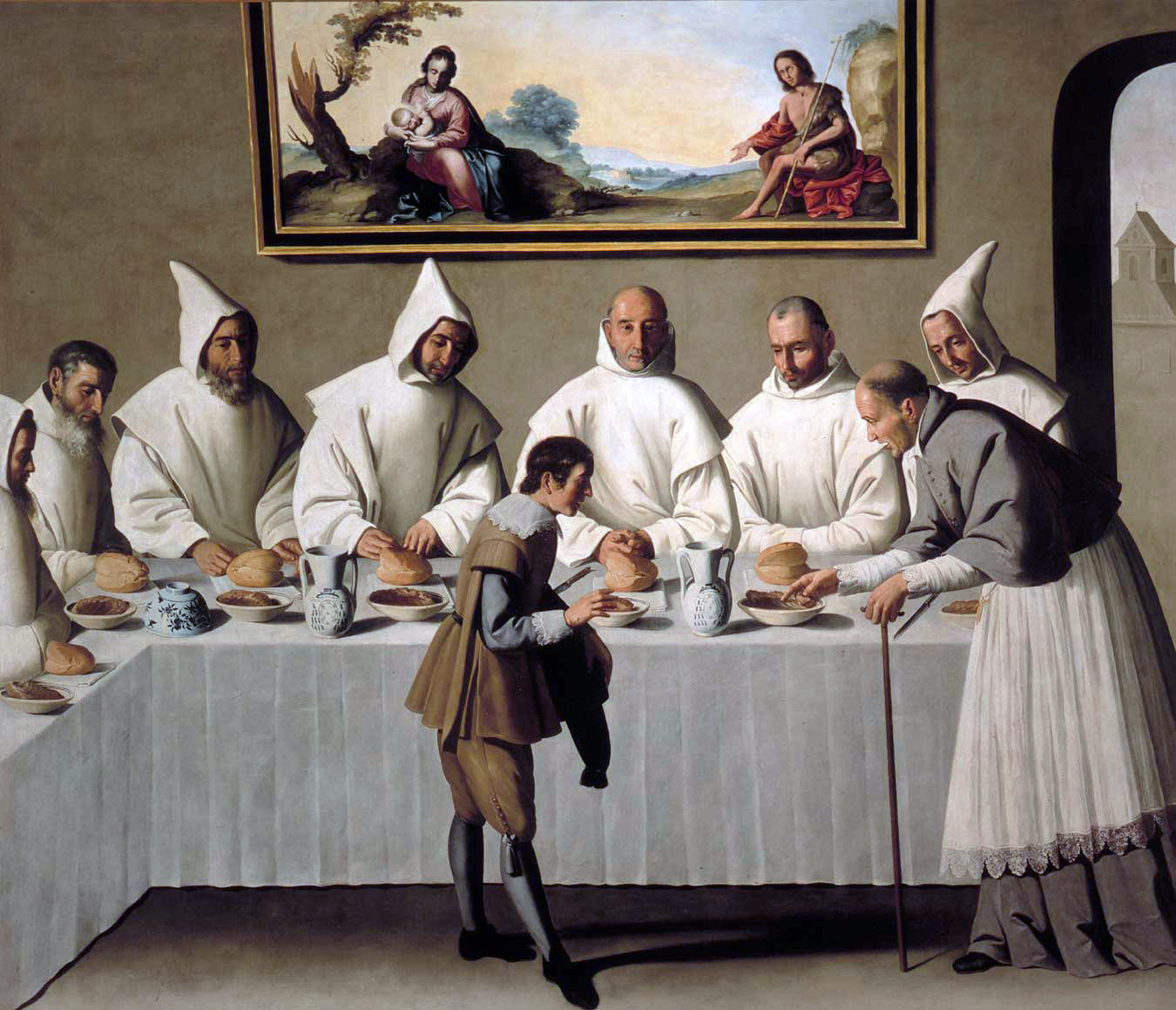
Refectorio de cartujos, por Francisco de Zurbarán, 1630-1635.

La España del Barroco presentaba simultáneamente una "apariencia" desproporcionada a su "realidad" y una "introspección colectiva" negativa que se regodeaba en la decadencia española y sus trágicos acompañantes de muerte, hambre, peste y guerra. A la hidalguía le acompañaba inseparablemente la picaresca, como Sancho Panza a Don Quijote. La pobreza y las distintas clases de condición social alternativa al ideal social de "cristiano viejo", convertían la marginación en una condición paradójicamente casi mayoritaria.

Los Austrias del siglo XVII (Felipe III, Felipe IV y Carlos II) son conocidos historiográficamente como los Austrias menores, porque su reinado coincide con la época de decadencia, y tal denominación atribuye a los propios monarcas buena parte la responsabilidad.
El sistema político heredado de un "rey burócrata" como Felipe II estaba basado en la constante intervención en numerosísimos asuntos de la figura del rey, que asumía todo el poder concentrado en la monarquía autoritaria y como elemento común a todos los reinos. Entre los reyes del siglo XVII los hubo que no eran capaces o simplemente no se interesaban en el gobierno. Surgió la figura del valido, un favorito que gobernaba en nombre del rey, y que este escogía no tanto en razón de sus capacidades como por otros criterios. El duque de Lerma (primero en ejercer como valido, para Felipe III), destacó por su corrupción, y siguió una política pacifista, consciente de que el imperio, en la cumbre de su poder, se enfrentaba a desafíos insuperables y no se podía permitir incrementos del gasto militar. En 1618 estalló la guerra de los Treinta Años y los Austrias de Madrid se vieron obligados a intervenir en auxilio de los Austrias de Viena. La política del conde duque de Olivares (valido de Felipe IV) fue decididamente más agresiva, con el empeño de restaurar la "reputación". Los éxitos iniciales no ocultaron las tensiones internas, y la Monarquía misma estuvo a punto de disolverse en la crisis de 1640. Aunque se evitó el peor escenario, hubo de reconocerse un nuevo equilibrio europeo más realista (paz de Westfalia, 1648, tratado de los Pirineos, 1659). El reinado de Carlos II "el hechizado" estuvo sometido a sucesivas regencias y validazgos (entre ellos el de su prestigioso hermanastro, Juan José de Austria); y en el exterior no tuvo capacidad para contener la ambición de la nueva potencia hegemónica: la monarquía absoluta francesa de Luis XIV, que pasó de acosar militarmente a España a protegerla, dadas las expectativas de que la herencia del trono de Carlos (incapaz de tener hijos) recayera en un príncipe Borbón. Mientras tanto, y en un contexto en el que ya no se controlaba eficazmente el tesoro de las Indias, se produjeron algunas reformas económicas e institucionales (quiebras y estabilización monetaria y fiscal, nuevo papel de Cortes y Consejos, aparición de juntas y secretarios, etc.)
Entre los graves conflictos internos, destacaron dos: uno de base étnico-religiosa, que se resolvió drásticamente en 1609 con la expulsión de los moriscos (generando a su vez una verdadera catástrofe demográfica y socioeconómica, especialmente en Valencia); y otro de base particularista, las revueltas de 1640 en Cataluña y Portugal, afrontadas militarmente con resultados opuestos.

## Borbones: Absolutismo, Ilustración y Crisis del Antiguo Régimen

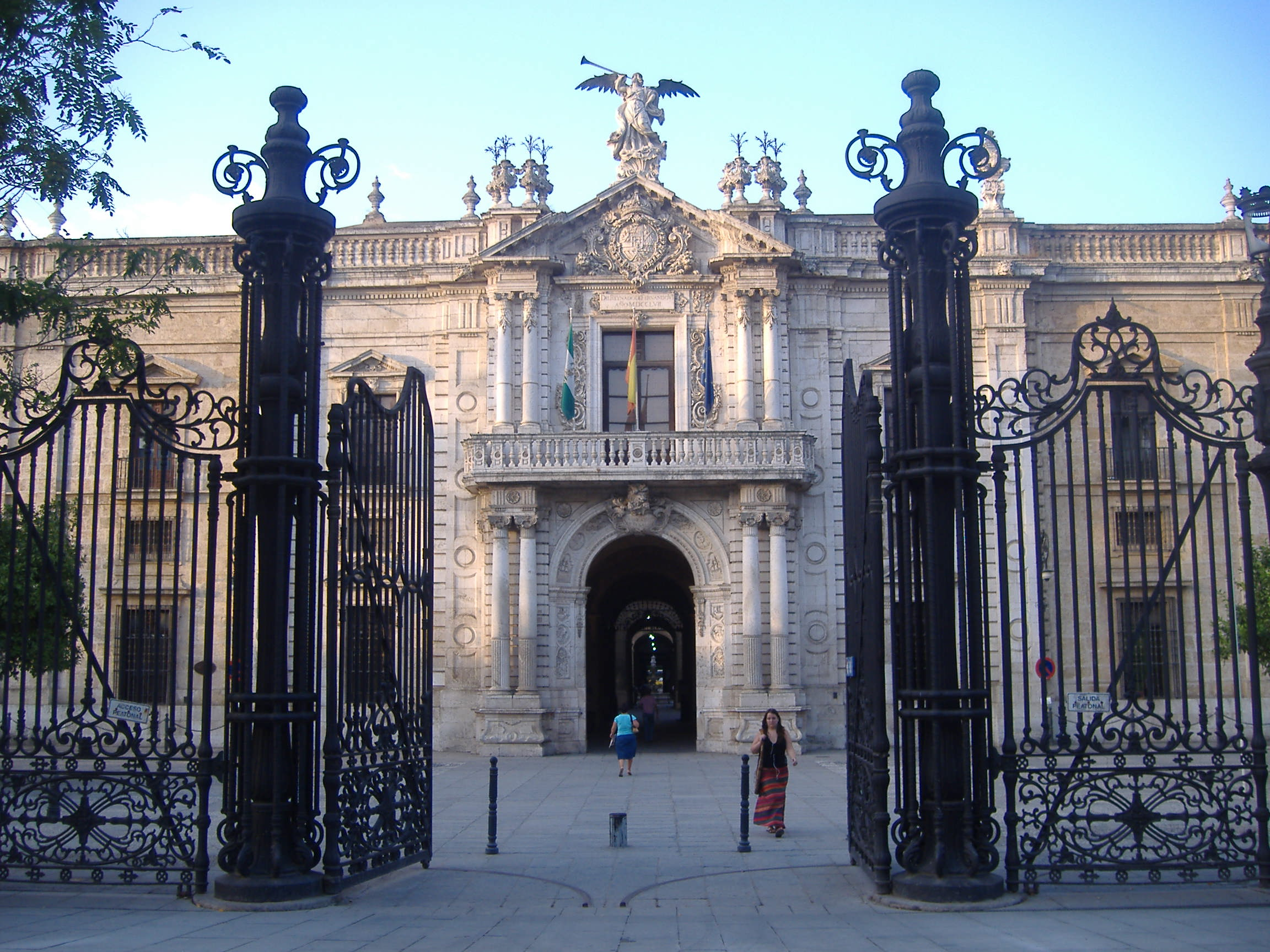
Real Fábrica de Tabacos de Sevilla, 1728-1763.

La muerte sin sucesión directa de Carlos II, el último Austria de Madrid, obligó a un cambio dinástico. El partido borbónico se había impuesto en la Corte, y el testamento real era claro: la Monarquía Hispánica recaía en Felipe de Anjou, nieto del rey francés Luis XIV. Ante ambos, en Versalles, el embajador español (marqués de Castelldosrius) le rindió el primer homenaje, en nombre de todos sus nuevos súbditos, el 16 de noviembre de 1700. Dentro de España, los reinos de la Corona de Aragón eran predominantemente austracistas, partidarios de la sucesión de Carlos de Habsburgo, que podía aducir derechos de sucesión no menos válidos que los de Felipe. No sólo los Austrias de Viena, sino la mayor parte de las potencias europeas (Inglaterra, Portugal, Holanda, Saboya, Prusia) consideraron conveniente apoyar esa pretensión, ante la amenaza de constitución de una hegemonía franco-española que alterara el equilibrio continental con la llegada al trono de Madrid de un Borbón que podría incluso llegar a suceder también a su abuelo en Francia. El enfrentamiento entre ambos bandos desencadenó una guerra generalizada en Europa, que en España fue una verdadera guerra civil.
El resultado internacional de la guerra fue un verdadero empate: desde el armisticio de 19 de agosto de 1712, los tratados de Utrecht y Rastadt (1713-1714) repartieron los territorios entre ambos pretendientes (Italia y Flandes para Carlos -que entre tanto había heredado Austria y obtenido la elección imperial-, España y América para Felipe -que tuvo que renunciar explícitamete a la posibilidad de reinar a la vez en Francia y España-). La gran beneficiada fue Inglaterra, que además de impedir la hegemonía de cualquier otra potencia, logró concesiones territoriales (pequeñas pero estratégicas: Gibraltar y Menorca) y económicas (sustanciales en el comercio americano: asiento de negros y navío de permiso).
En cambio, el resultado interno en España, donde la guerra se prolongó hasta 1715, fue una clara imposición del absolutismo borbónico, que con los Decretos de Nueva Planta (1711 a 1715) suprimió el régimen particularista de los reinos de la Corona de Aragón. El de las provincias vascas y Navarra, que se mantuvieron en el bando vencedor, no se vio alterado.
Las reformas borbónicas se plantearon, a lo largo de los sucesivos reinados de todo el siglo XVIII, como la aplicación de una racionalización y modernización de las estructuras tradicionales, que centralizara e hiciera más eficaz el Estado y la economía sin cuestionar la base social estamental del Antiguo Régimen. La radical transformación de la administración territorial se vio seguida por el replanteamiento de las relaciones con Roma (negociación de concordatos en un sentido regalista, que llegó a su máxima expresión con el decreto de Urquijo de 1799 -retirado al año siguiente-) y el sugimiento de una sensibilidad anticlerical (especialmente dirigida contra los jesuitas, que fueron expulsados en 1766) y desamortizadora; la reconstrucción del poder naval y del control sobre el imperio americano (de acuerdo con Portugal y en ciertos territorios contra las misiones jesuíticas) y medidas económicas de carácter mercantilista. Otras cuestiones, como la reforma de la Hacienda (única contribución vinculada al catastro de Ensenada) o de las estructuras agrarias y comerciales en un sentido proto-liberal (libertad de comercio, supresión de la tasa de granos, expediente de la Ley Agraria, infraestructuras portuarias, fluviales -Canal de Castilla, Canal Imperial de Aragón- y viarias -Instrucción de Caminos de 1761-

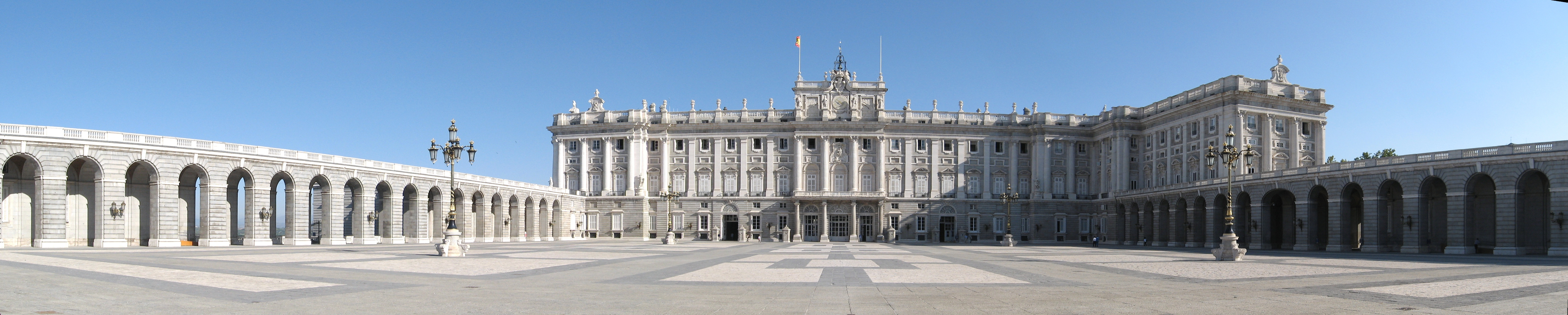
Palacio Real de Madrid (1738-1764).

#### Guerra de Sucesión y Tratado de Utrecht

Campañas y batallas de la Guerra de Sucesión en España.

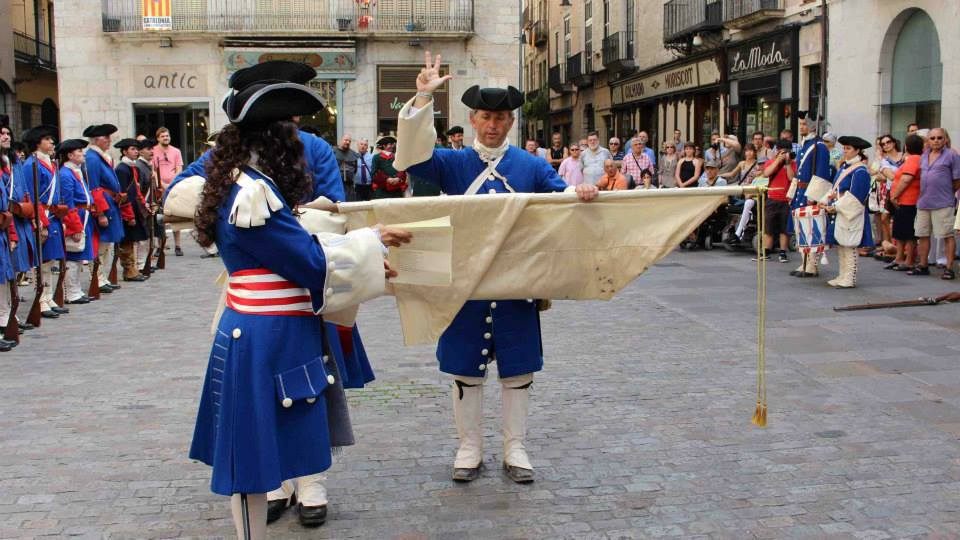
Recreación histórica en Gerona del Regiment de Sant Narcís

La Corona de Aragón fue mayoritariamente austracista (carolista), mientras que la Corona de Castilla y Navarra fueron, mayoritariamente, borbónicas (filipistas). El predominio naval de las flotas inglesa y holandesa y la penetración hacia la Meseta desde Portugal dieron una ventaja inicial al bando austracista, que venció a la flota de Indias en la ría de Vigo ( 23 de octubre de 1702) tomó Gibraltar (4 de agosto de 1704) y llegó a ocupar Madrid (2 de julio-3 de agosto de 1706). La batalla de Almansa (25 de abril de 1707) cambió el signo de la guerra en el escenario peninsular; aunque en otros escenarios (flamenco, italiano y mediterráneo -toma de Menorca, 21 de septiembre de 1708-) era la coalición austracista la que se imponía. Se volvió a producir una segunda entrada en Madrid del archiduque Carlos (28 de septiembre-3 de diciembre de 1710), frustrada de nuevo por las decisivas victorias borbónicas de Brihuega y Villaviciosa (8-10 de diciembre de 1710). Para entonces ya se estaban perfilando las condiciones en que los tratados de Utrecht (11 de abril y 13 de julio de 1713) y tratado de Rastadt (6 de mayo de 1714) pusieron fin a la guerra entre las potencias europeas. El sitio de Barcelona (del 25 de julio de 1713 al 11 de septiembre de 1714) y la toma de Mallorca, Ibiza y Formentera (2-5 de julio de 1715) se efectuaron ya sin apoyo internacional a los austracistas españoles.

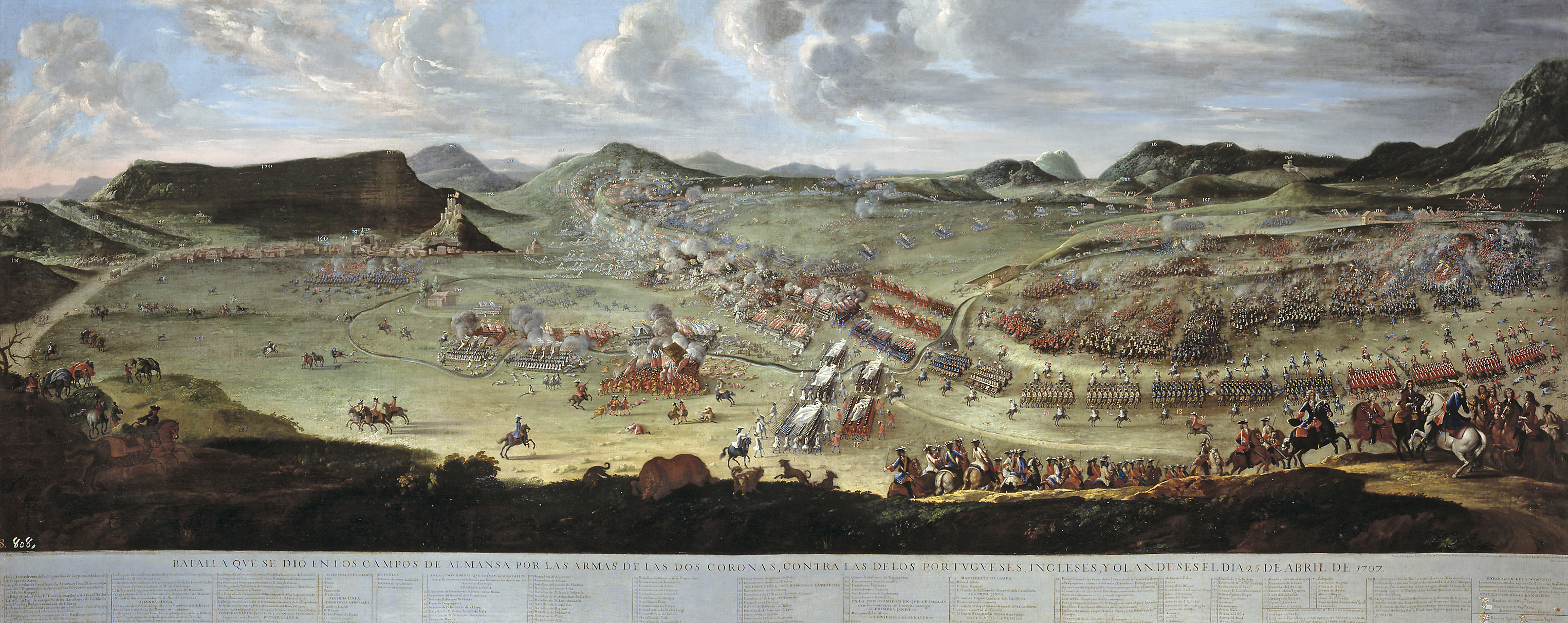
La batalla de Almansa, de Buonaventura Ligli (Ventura Lirios) y Filippo Pallotta, 1709.

#### Pactos de Familia y presencia internacional

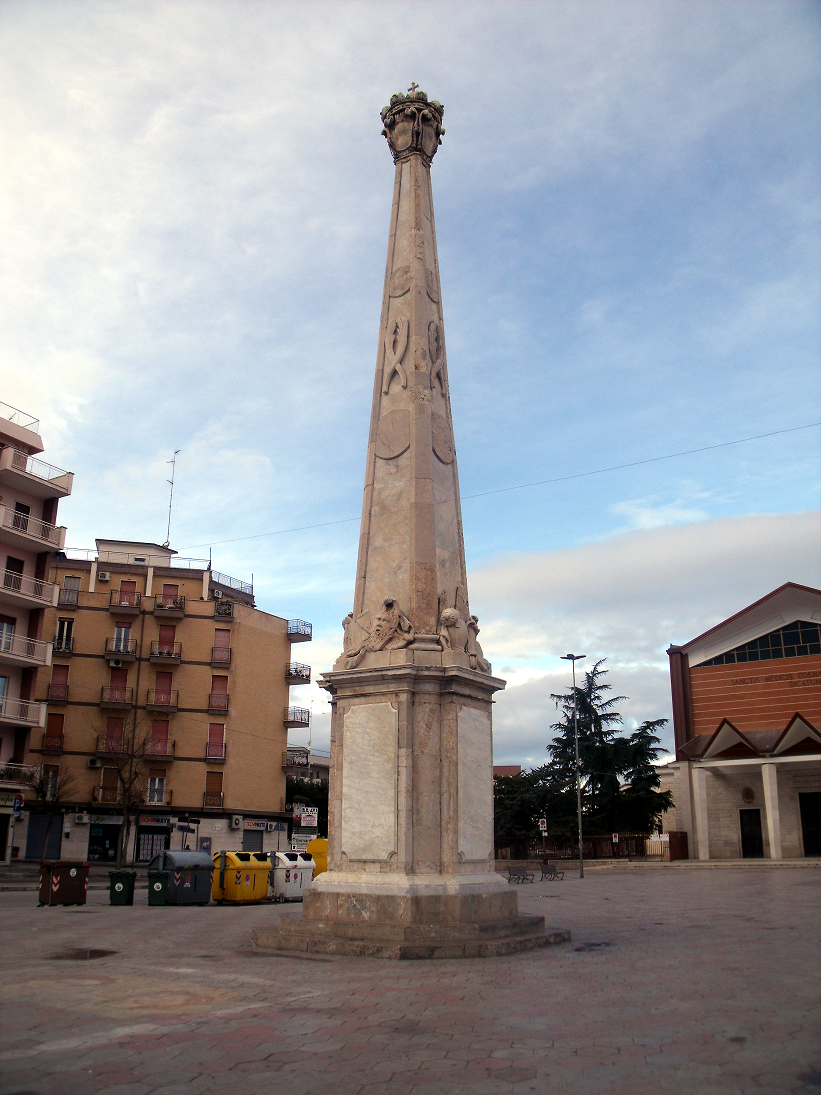
Obelisco carolino conmemorativo de la batalla de Bitonto (25 de mayo de 1734), que significó la victoria española sobre Austria, entronizando al futuro Carlos III como rey de Nápoles

Con el segundo matrimonio de Felipe V (Isabel de Farnesio, 1714, gestionado por el cada vez más influyente Giulio Alberoni) se reorientó la política internacional de la monarquía española, distanciándola de la órbita francesa (que incluso tuvo que recurrir a una coalición de las potencias europeas contra España -Cuádruple Alianza, 1718-), lo que provocó la caída de Alberoni (1719). La intervención militar en distintos territorios italianos (reino de Cerdeña, ducado de Parma y reino de Nápoles) permitió entronizar en ellos a los hijos de Felipe e Isabel (los infantes Carlos y Felipe). A partir de 1733 se reestableció la alianza con Francia mediante los sucesivos Pactos de Familia.
La guerra anglo-española (1727-1729), que se libró en el escenario americano (Portobelo) y europeo (Gibraltar) no supuso alteraciones del statu quo, y se cerró con el tratado de El Pardo (1728) el tratado de Sevilla (1729) y el Congreso de Soissons (junio de 1728 - julio de 1729).
Las disputas sobre la aplicación de los privilegios comerciales concedidos a Inglaterra en América (asiento de negros y navío de permiso) llevaron a la guerra del Asiento (1739), y no se solucionaron hasta el tratado de Madrid (1750).

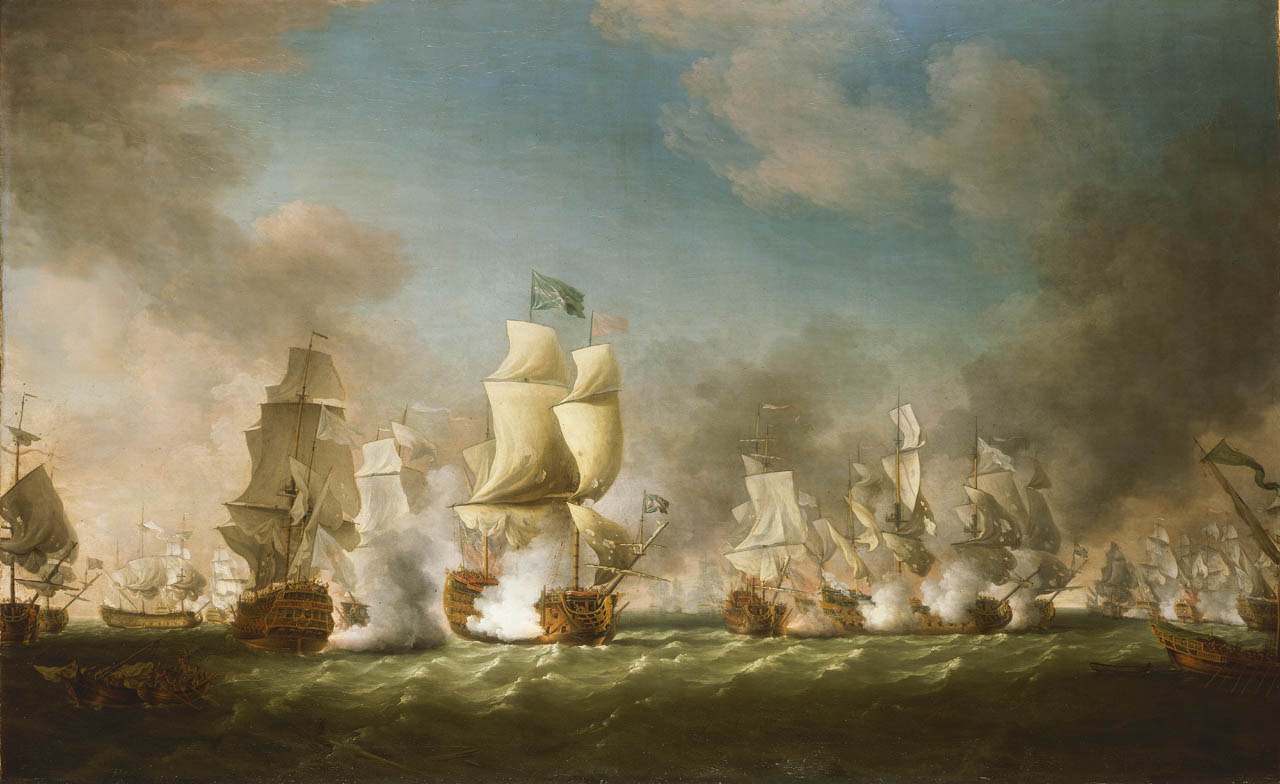
Batalla del cabo Passaro, 11 de agosto de 1718.
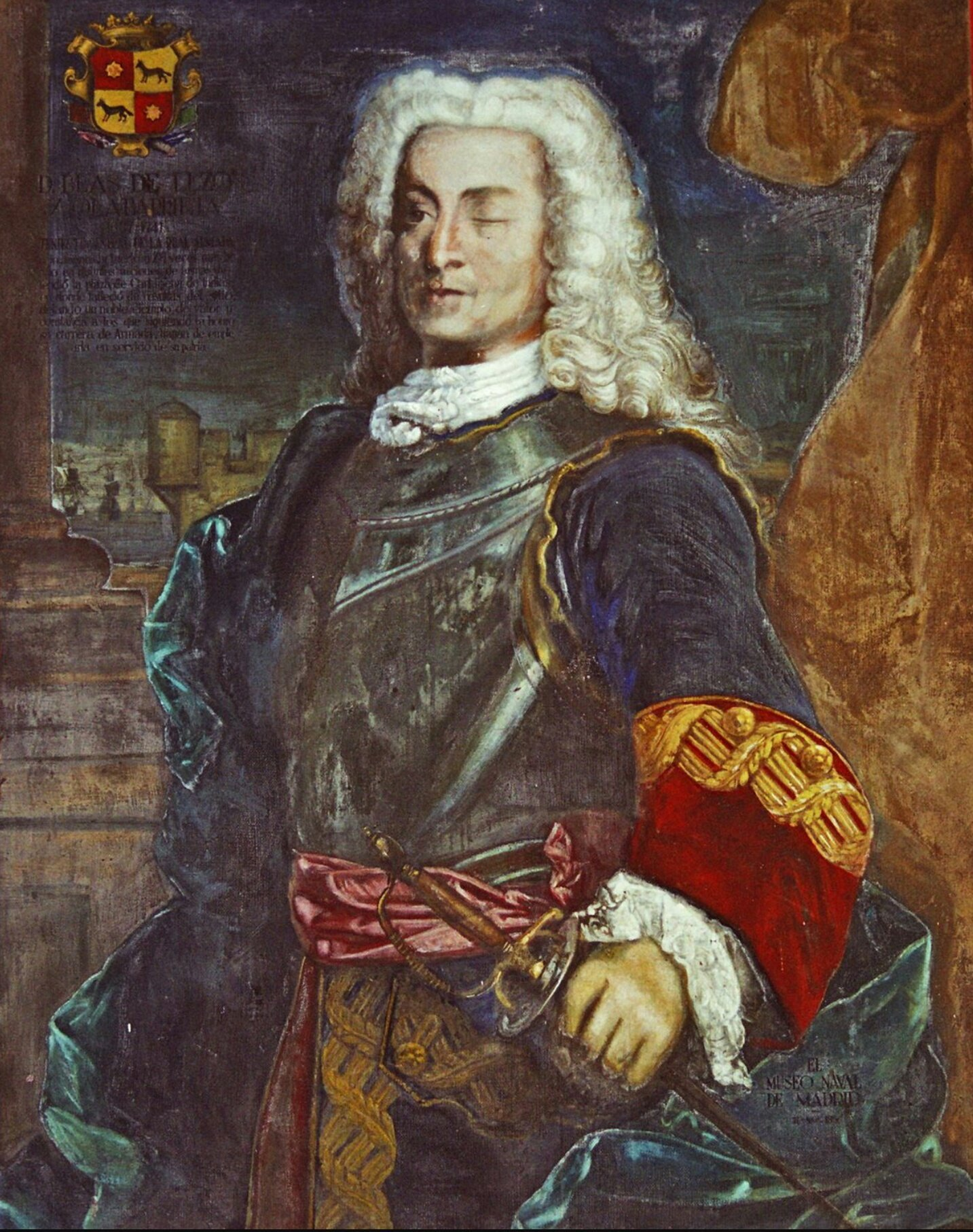
Blas de Lezo.
El Caribe durante la guerra del Asiento (1739-1748).

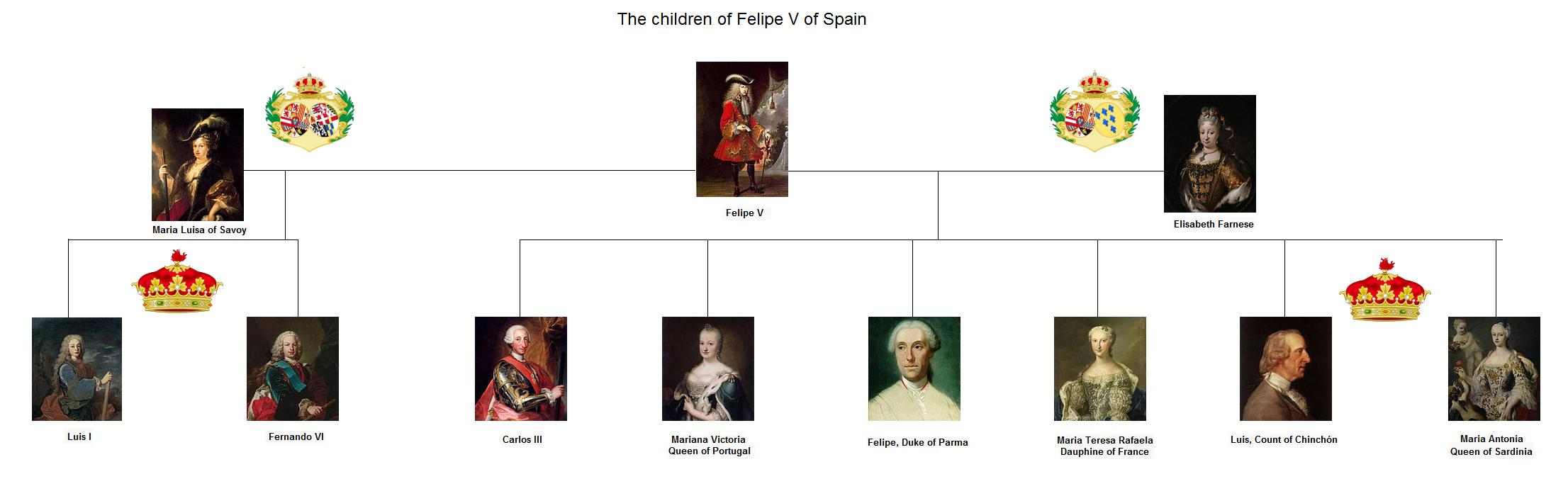
La descendencia de Felipe V.

### Reinado de Carlos IV (1788-1808)

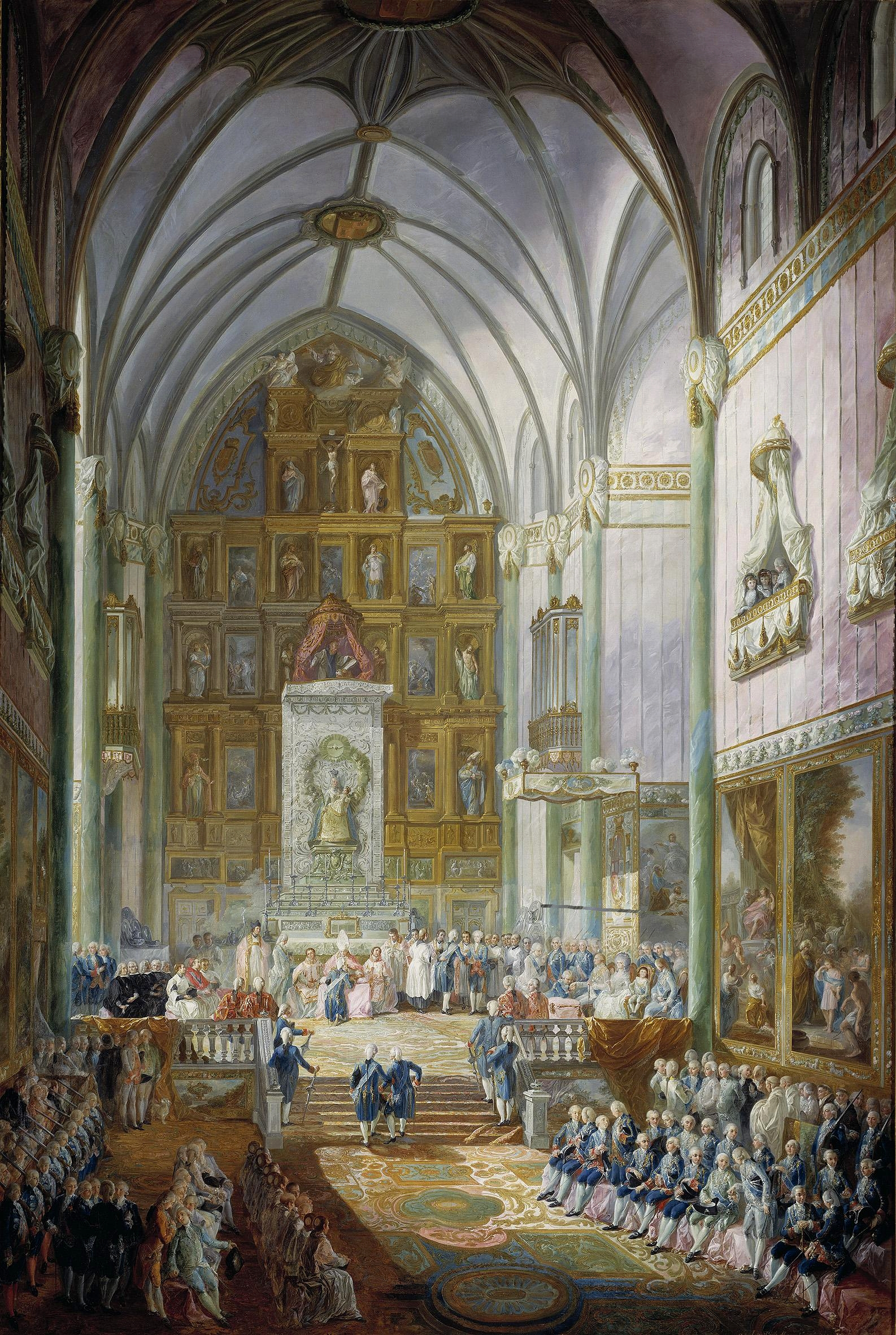
Las Cortes Generales del Reino, reunidas en 1789 en la iglesia del monasterio de San Jerónimo el Real (Madrid), juran su reconocimiento al príncipe de Asturias, futuro Fernando VII. Cuadro de Luis Paret y Alcázar, 1791

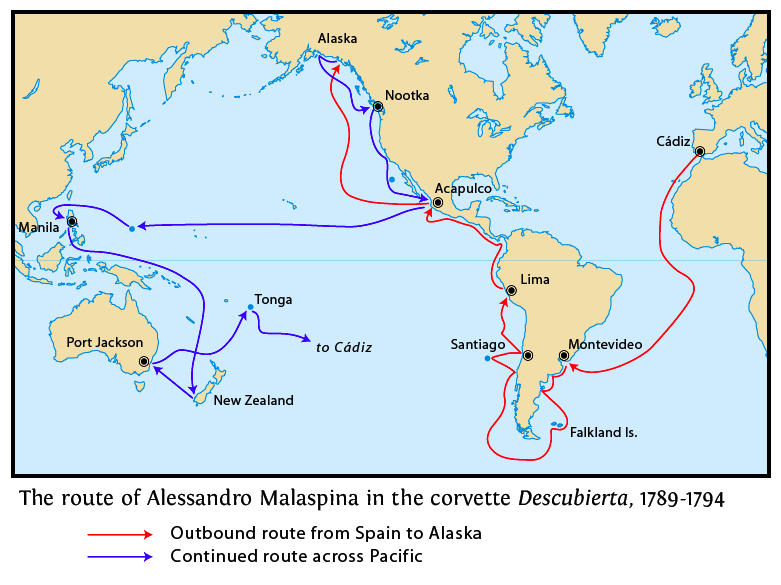
Expedición Malaspina o de la corbeta Descubierta, 1789-1794

El final del Antiguo Régimen en Francia (la Revolución francesa de 1789) significó para España una sucesión de convulsiones intelectuales y políticas: se pasó de las dudas iniciales a una radical oposición a las autoridades revolucionarias (Primera Coalición) y al cierre de fronteras para evitar todo contagio ideológico (muy limitado, fuera de la conspiración de Picornell -3 de febrero de 1795-); para terminar aceptando los hechos, reanudándose la secular alianza hispano-francesa (paz de Basilea, 22 de julio de 1795), aunque con nefastos resultados: si bien la guerra contra la Segunda Coalición tuvo algún resultado positivo (anexión de un pequeño territorio en la frontera portuguesa -guerra de las Naranjas, 1801-), la guerra contra la Tercera Coalición implicó el desastre naval de la batalla de Trafalgar (21 de octubre de 1805), que implicó la definitiva pérdida del control de las rutas atlánticas.

¿A quién se ofende y se daña? A España
¿Quién prevalece en la guerra? Inglaterra
¿Y quién saca la ganancia? Francia
Tonadilla popular

El contexto fue de una gravísima crisis agraria, que volvió a presentar episodios recurrentes de carestía, hambruna y motines de subsistencias (1789, 1802-1805). A pesar de algunas tímidas modernizaciones, la estructura económica y la sociedad preindustrial no se había transformado de un modo comparable a las naciones de Europa noroccidental. Las luchas de poder en la corte (inicialmente, entre Floridablanca y Aranda) dieron paso al encumbramiento, hasta extremos ridículos, de un ambicioso personaje protegido por la reina (Godoy). Se laminó la influencia de los equipos ilustrados más capaces, incluyendo a científicos, militares y estadistas de alto nivel y extracción internacional, desaprovechándose prometedores proyectos emprendidos con alto coste (Jovellanos, Betancourt, Malaspina, Humboldt, Proust).